# برنامه موشکی ایران

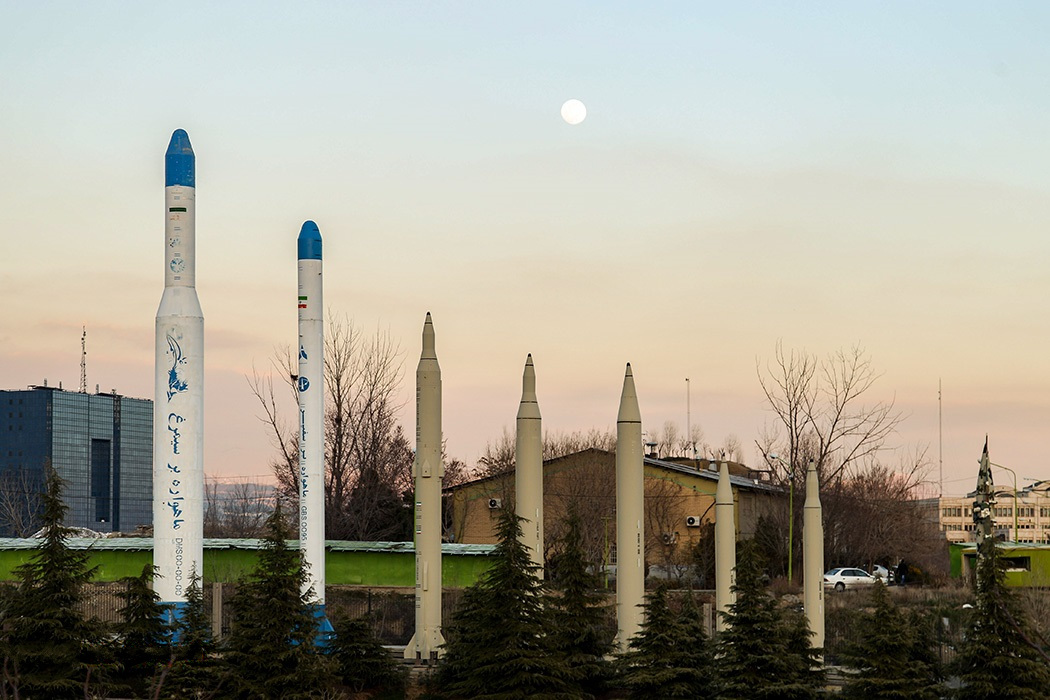
نمایی از ماکت‌های موشکی ایران

برنامهٔ موشکی ایران به مجموعه طراحی، ساخت و آزمایش تسلیحات موشکی توسط جمهوری اسلامی ایران می‌گویند. نهایت برد موشکی ایران ۲۸۰۰ کیلومتر می‌باشد در حالی که مقامات ایران ادعای برد موشکی ۵۵۰۰ کیلومتری دارند که هرگز به اثبات نرسیده است. این برنامه در چند حوزه مختلف از جمله برنامه موشکی، برنامه پدافندی، برنامه موشک‌های کروز دریایی، موشک‌های هوا به زمین و هوا به هوا و موشک‌های فضایی و ماهواره‌برها دنبال می‌شود. برنامه موشکی ایران، به اعتقاد تحلیلگران نظامی، در زمره کشورهای برتر در حوزه فناوری موشکی توصیف شده است. ایران بیشترین ذخیره موشکی در خاورمیانه منطقه (غرب آسیا) را داراست.
در دهه ۱۹۷۰ ایران از بزرگ‌ترین واردکنندگان سلاح‌های پیشرفته روز دنیا بود، در این دوره که پیش از جمهوری اسلامی و انقلاب ۵۷ بود، تعدادی موشک و سامانه موشکی خریداری شدند و قراردادی برای ساخت یک کارخانه ساخت موشک بسته شد که پس از انقلاب ۵۷، ملغی گردید. با روی کار آمدن جمهوری اسلامی و پس از آغاز جنگ ایران و عراق، لزوم موشک و دانش موشکی برای ایران نمایان شد. با وجود تحریم‌ها علیه ایران، در این دوره سعی شد تا بخشی از نیازهای موشکی ایران از جانب کشورهای دیگر چون لیبی و سوریه برطرف گردد. در این دوره خریدهای موشکی از روسیه، کره‌شمالی و چین نیز صورت گرفته است. در همین زمان، اقداماتی برای ساخت موشک در ایران صورت گرفت. در این دوره اسکاد بی مهم‌ترین موشکی بود که دراختیار ایران قرار داشت. نخستین موشک بومی ایران با نام «مشک» که «ایران ۱۳۰» نیز نام داشت، در سال ۱۳۶۷ ساخته شد. برد این موشک ۱۳۰ کیلومتر بود و در آزمایش‌ها تا ۱۶۰ کیلومتر نیز موفق بود. این موشک در همان سال علیه عراق مورد استفاده ایران قرار گرفت. زلزال، فاتح ۱۱۰ و پس از آن خانواده شهاب، دیگر موشک‌های ساخت ایران بودند.
ایران در زمینه‌های مختلف موشکی از جمله تغییر سوخت مایع به جامد، بالابردن برد موشک‌ها، قابلیت هدایت موشک‌ها، ساخت سامانه‌های موشکی و پدافندی و طراحی موشک‌های فضایی اقدامات فراوانی انجام داده است که منجر به ساخت انواع موشک‌ها شده است. ایران هر از چندگاهی با برگزاری نمایشگاه، رزمایش یا مانور و رژه، اقدام به رونمایی از تسلیحات جدید و نمایش محصولات قدیمی خود می‌کند. از لحاظ قابلیت، مهم‌ترین موشک‌های ایران، موشک شهاب ۳ با برد ۲ تا ۳ هزار کیلومتر، موشک رعد، سجیل، خانواده فاتح و چندین سامانه پرتاب موشک و پدافندی است. جدیدترین محصول پدافندی ایران، باور ۳۷۳ نام دارد که نمونه توسعه یافته اس ۳۰۰ روسی است. ایران بیشتر موشک‌های خود را در شهرک‌های زیرزمینی می‌سازد.
ایران در زمینه فضایی نیز به موفقیت‌هایی چون ساخت موشک‌های با برد بلند برای نصب ماهواره در مدارهای دور زمین، ساخت ماهواره و سکوهای فضایی دست یافته است. ایران برای نخستین بار در سال ۱۳۷۵، موشکی آزمایشی را به سمت فضا شلیک کرد. در سال ۱۳۸۴، ایران با همکاری روس‌ها ماهواره سینا را به فضا پرتاب کرد. با قرار گرفتن ماهواره سینا در مدار زمین و در ارتفاع ۷۰۰ کیلومتری از زمین، ایران چهل و سومین کشور دارنده ماهواره در جهان شد. در سال ۱۳۸۵، ایران موفق شد تا موشک شهاب ۴ را با سیستم ناوبری، به صورت آزمایشی شلیک کند. با آزمایش موفق این موشک، ایران اعلام کرد که به سیستم پرتاب ماهواره، دست یافته است. در ۱۴ بهمن ۱۳۸۷ ماهواره امید با پرتاب‌گر سفیر ۲ به فضا پرتاب شد و در مدار خود جای گرفت. ایران همچنین موفق شده است تا موجود زنده نیز به فضا بفرستد و به صورت زنده بازگرداند. در نوامبر ۲۰۲۲ ایران موشک قائم ۱۰۰ را آزمایش کرد. این موشک نخستین موشک پرتابگر سه مرحله‌ای ایران است که می‌تواند ماهواره‌ای با وزن ۸۰ کیلوگرم را در مدار ۵۰۰ کیلومتری زمین قرار دهد.
برنامه موشکی ایران، همواره مورد توجه رقبا و دشمنان جمهوری اسلامی بوده است. این توجه‌ها به برنامه موشکی ایران، از زمان شروع چالش هسته‌ای ایران، بیشتر شده است. به عقیده مخالفان هسته‌ای شدن جمهوری اسلامی، ایران به دنبال دستیابی به دستاوردهای نظامی هسته‌ایست و برنامه‌های موشکی ایران نیز، در این راستا توسعه یافته و می‌یابد. همین امر سبب شده است تا تحریم‌های بسیاری از جانب مخالفان جمهوری اسلامی، نسبت به برنامه‌های موشکی این کشور صورت بگیرد. نگرانی آمریکا از برنامه موشکی ایران، دو مقوله «برد موشکی» و «قابلیت حمل کلاهک هسته‌ای» است. اسرائیل به عنوان یکی از متحدان آمریکا در منطقه که در تیررس موشک‌های ایران قرار دارد، توان موشکی ایران را تهدیدی علیه خودش و بخش‌هایی از اروپا قلمداد می‌کند. اما مسئولان جمهوری اسلامی ایران، برنامه‌های موشکی خود را در راستای امور دفاعی می‌دانند. آنها مدعی هستند که تنها هدف از ساخت موشک در ایران، بازدارندگی در مقابل تهدیدات است.
برنامه موشکی ایران در زمان جنگ ایران با اسرائیل (عملیات وعده صادق ۱، عملیات وعده صادق ۲ و جنگ اسرائیل-ایران در خرداد ۱۴۰۴) مورد آزمایش قرار گرفت، آزمایشی که با موفقیت انجام شد. اکثریت قریب به اتفاق موشک‌ها به هدف رسیدند، و ضربات سنگینی به اهداف از پیش تعیین شده در اسرائیل وارد آوردند .

## پیش‌درآمد
موشک‌های بالستیک میان‌قاره‌ای، موشک‌هایی با برد ۵۵۰۰ کیلومتر به بالاتر است که تنها ۵ کشور جهان به آن دسترسی دارند. از این میان تنها دو کشور روسیه و آمریکا به صورت بومی به این موشک‌ها دسترسی دارند. موشک‌های بالستیک راکت‌های هدایت‌شونده‌ای هستند که بخش عمده‌ای از برد خود را در خارج از جو زمین طی می‌کنند و تنها نیروی کنشی بر آنها، نیروی جاذبه است. در مقابل راکت‌های کروز، در داخل جو زمین و در ارتفاعی ثابت حرکت می‌کنند. استفاده از موشک‌هایی با سوخت جامد، قابلیت مانورپذیری بیشتری به موشک‌ها می‌دهد و همین‌طور امکان ذخیره سوخت بیشتری در آنها را فراهم می‌کند. از قابلیت‌های موشک‌های سوخت جامد، عدم نیاز به سوخت‌گیری قبل از پرتاب، هزینه کم تعمیرات و نگهداری و آماده‌پذیری سریع‌تر برای پرتاب است. فناوری موشک‌های فضاپیما و ماهواره‌بر نیز بخش مهمی از تکنولوژی موشکی و فناوری ارتباطی هر کشور به حساب می‌آید. نخستین بار اتحاد جماهیر شوروی توانست در سال ۱۹۵۷ میلادی، ماهواره اسپوتنیک-۱ را به فضا بفرستد. تعداد ماهواره‌های یک کشور در فضا، تعداد ایستگاه‌های فضایی و داشتن توان موشکی برای انتقال ماهواره به فضا، از پارامترهای محاسبه قدرت یک کشور در زمینه فضایی به‌شمار می‌آید. موشک‌های کروز ضد کشتی، از جانب غربی‌ها، به عنوان یک فناوری حیاتی نظامی تلقی نمی‌شد تا آنکه مصر در سال ۱۹۶۷ میلادی، یک ناوشکن اسرائیلی را با موشک SS-N-2 مورد هدف قرار داد و ۴۷ ملوان اسرائیلی کشته شدند. بعد از آن اهمیت این سامانه برای کشورهای غربی نیز مشخص شد.
کشورهای مختلفی در جهان در زمینه تکثیر و انتقال دانش و تکنولوژی موشکی با همدیگر همکاری می‌کنند. خرید و فروش موشک‌ها بخشی از تجارت سلاح در جهان است. تکنولوژی مرتبط با موشک از طریق‌های مختلفی همچون فروش مستقیم، مونتاژ نهایی، آزمایش موشک، تولید تحت امتیاز، مهندسی معکوس، مشابه سازی، اعزام دانشجویان و مهندسان به کشورهای دیگر و تکثیر محصولات بین کشورها در جریان است. در این میان آمریکا، روسیه و چین با فروش موشک‌های بالستیک کوتاه برد و کروز ضد کشتی، جزو فروشندگان موشک در جهان به‌شمار می‌آیند.
سابقه ایجاد سامانه‌های سپر دفاع موشکی، به جنگ جهانی دوم برمی‌گردد. بعد از حملات ۱۱ سپتامبر، آمریکا، مقابله با حملات موشکی «کشورهای محل شرارت» از جمله ایران را هدف اول راهبرد امنیتی خود اعلام کرد.

## تاریخچه

### توان موشکی ایران در دوره پهلوی
در دهه ۱۹۷۰ میلادی، ایران از بزرگ‌ترین واردکنندگان تجهیزات جنگی بود که بخشی از این تجهیزات را موشک‌ها شامل می‌شدند. آمریکا، شوروی و انگلیس از فروشندگان سلاح به ایران در این دوران بودند. آلمان غربی نیز در این دوره، یک سایت زرادخانه‌ای بزرگ در اصفهان را با همکاری ایران شروع کرده‌بود که با وقوع انقلاب ۱۳۵۷ متوقف شد. بر اساس برخی شواهد، حکومت پهلوی طی قراردادی با اسرائیل سنگ بنای یک سامانه کوتاه‌برد موشکی را چیده بود که با انقلاب ۱۳۵۷ این مورد نیز لغو شد.

#### موشکهای سی کت و تایگرکت
نخستین باری که ایران از موشک استفاده کرد در سال ۱۳۴۵ بود که دفاع هوایی به موشکهای سطح به هوای برد کوتاه سی کت و موشک تایگرکت (که همان سی کت است که بجای کشتی توسط خودرو حمل می‌شود) از انگلیس مجهز گردید.

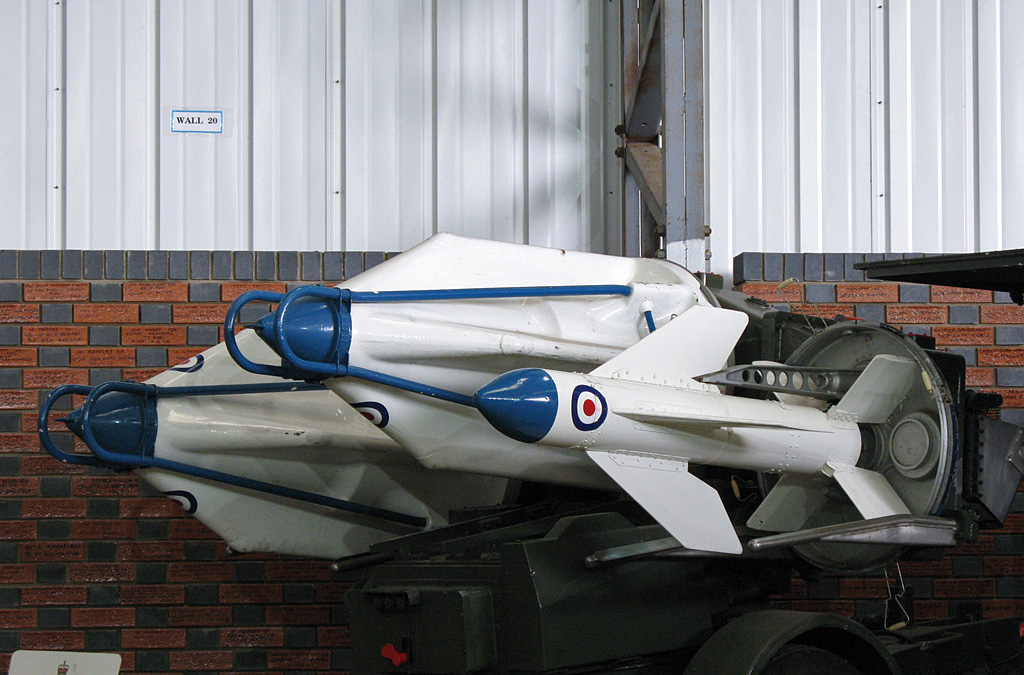
موشک تایگرکت

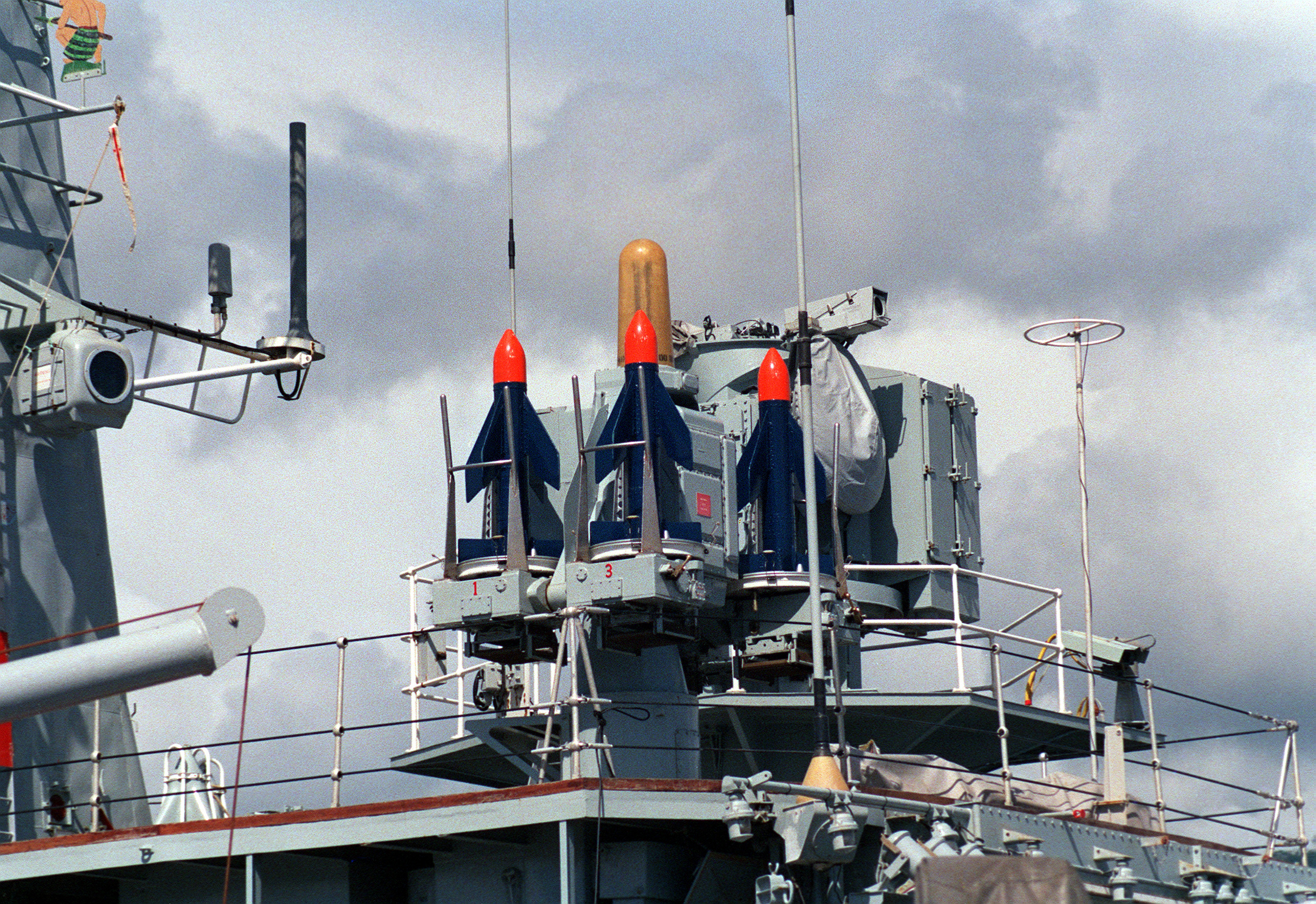
موشک سی کت

#### سامانه ضدهوایی هاوک
در دهه‌های سی و چهل شمسی ایران سامانه ضدهوایی ام‌آی‌ام-۲۳ هاوک را از آمریکا دریافت کرد. که بعدها از طرح آن برای ساخت موشکهای مرصاد و شلمچه و صیاد-۲ استفاده کرده است.

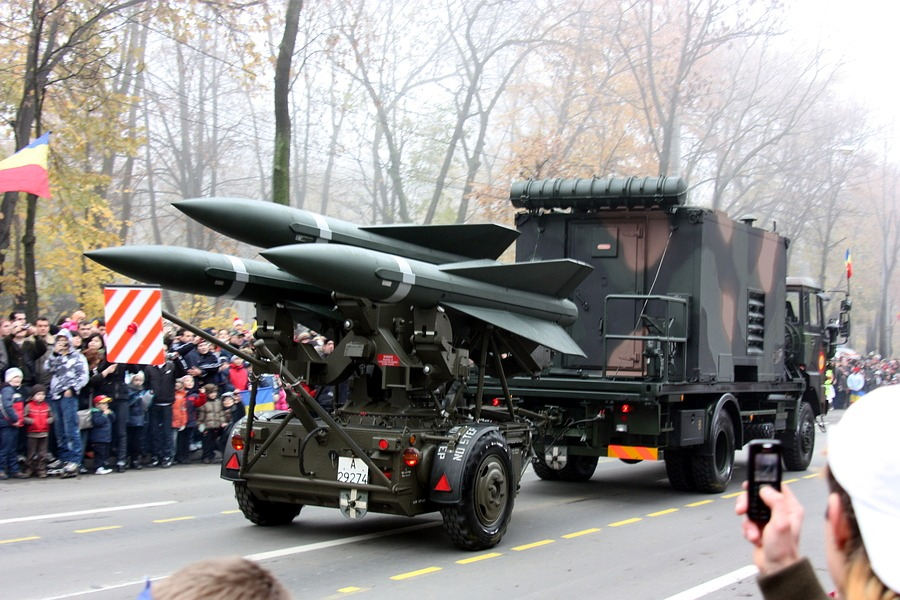
موشک هاوک

#### سامانه راپیر
۴۵ سیستم راپیر و ۱۲۵۰ موشک در سال‌های ۳–۱۹۷۲ در قراردادی به ارزش ۴۷ میلیون پوند و ۳۰ سیستم و ۹۵۰ موشک همراه با رادارهای بلیندفایر در ۱۹۷۵ دریافت شدند.

#### اس-۷۵ دوینا یا سام-۲
حدود ۳۰۰ فروند موشک اس-۷۵ دوینا که توسط کشورهای عضو ناتو بنام سام-۲ شناخته می‌شود از شوروی دریافت شده بود. 

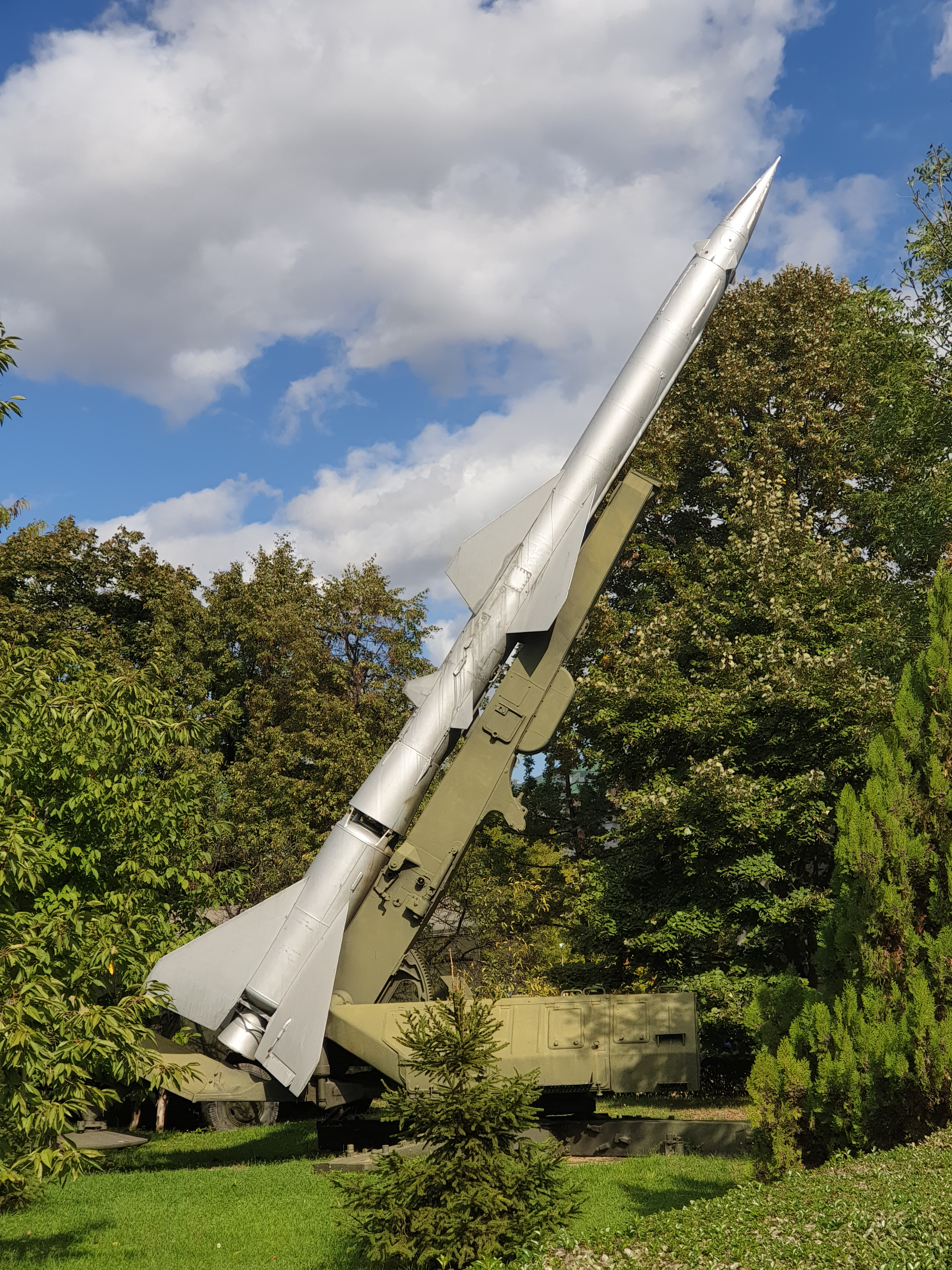
اس۷۵ دوینا یا سام-۲

#### هارپون
موشک هارپون موشک کروز ضد کشتی با رادار فعال و برد ۱۳۹ کیلومتر قابل کاربرد در تمام شرایط جوی است که از بهترین و گرانترین موشکهای دنیا است. ایران از نخستین مشتریان این موشک بود که در سال ۱۹۷۴ در حالی‌که هنوز تولید آن شروع نشده بود، همراه با سفارش تولید قایق‌های موشک‌انداز کلاس کمان به فرانسه، سفارش خرید این موشک را هم به آمریکا داد. تا زمان وقوع انقلاب ۱۳۵۷ فقط ۹ تا ۱۴ فروند از این موشک به ایران تحویل شده بود و تحویل بقیه به انقلاب برخورد کرد. در جریان عملیات مروارید در روزهای آغازین جنگ ایران و عراق از این موشک‌ها استفاده شد.

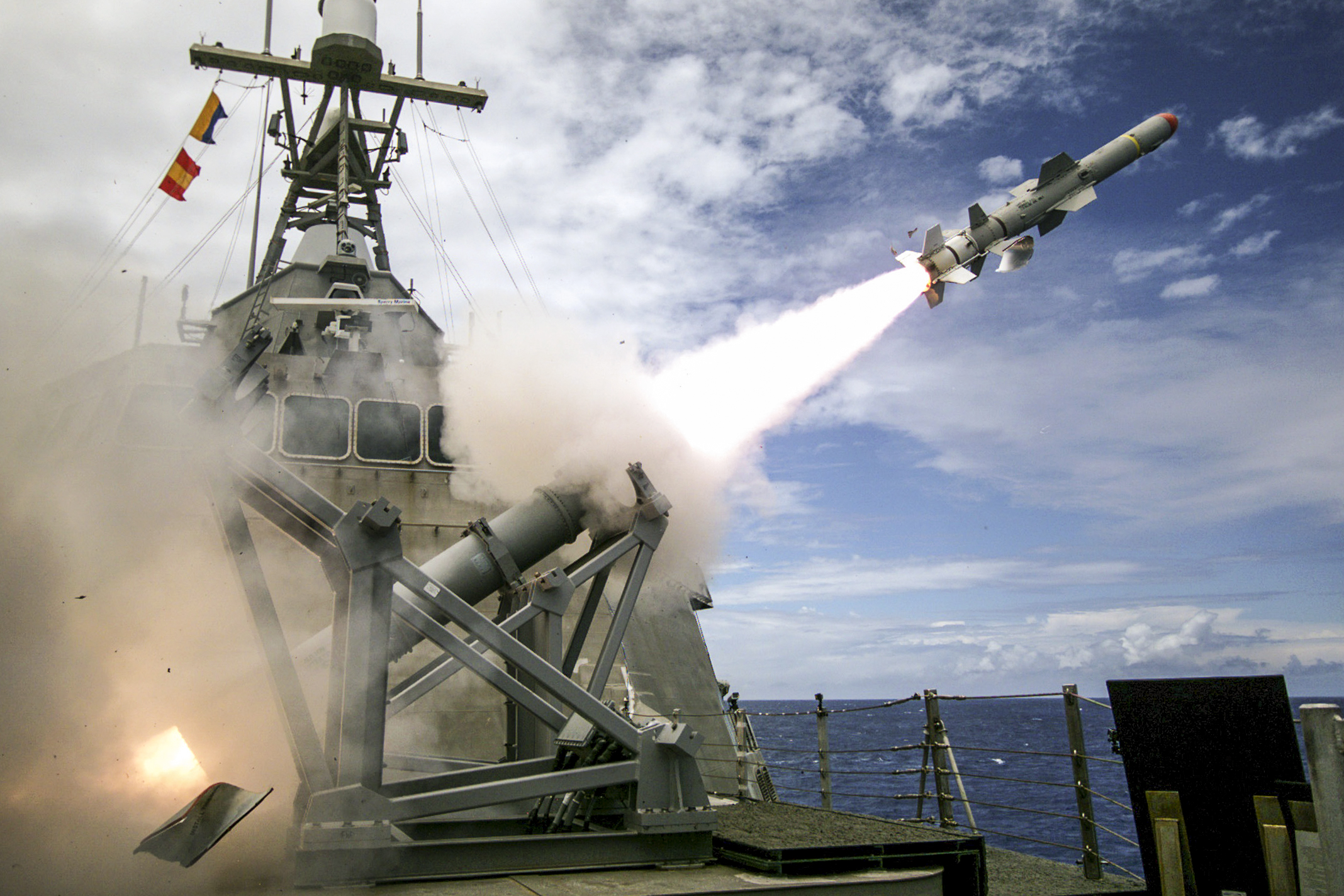
هارپون

#### پروژه شکوفه
ارتشبد حسن طوفانیان در سفری به اسرائیل در ژوئیه ۱۹۷۷ با موشه دایان و عزر وایزمن ملاقات کرده و قرارداد یک پروژه مشترک بنام پروژه شکوفه برای ساخت موشکهای زمین به زمین را با آنها منعقد کرد. تمرکز پروژه بر روی ساخت نمونه ای از موشک گابریل با برد بیشتر و یک مدل قابل پرتاب از روی زیردریایی‌های آینده ایران بود این پروژه در سایت پارچین شروع شد و ایران حدود یک میلیارد دلار بر روی آن سرمایه‌گذاری کرد که با آغاز انقلاب ۵۷ تعطیل شد. به گفته طوفانیان کارخانجات موشک سازی پارچین در سال ۵۷ حدود ۲۵ هزار نفر کارگر و کارمند داشته است و با شرکت فریتزورنر برای ساخت موشکهای مختلف همکاری می‌کرده است.

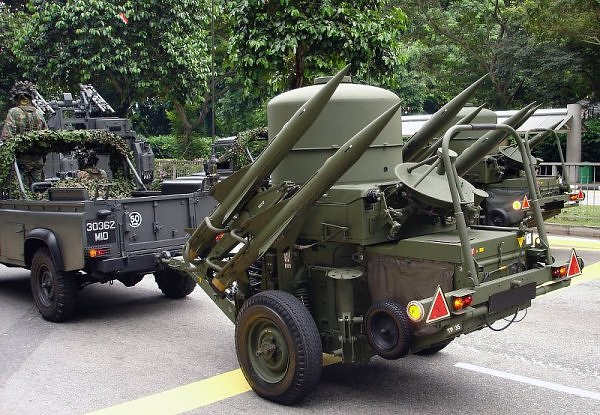
سیستم راپیر

### دوره جمهوری اسلامی
توضیح ابتدایی
برنامه موشکی ایران، مهم‌ترین بخش راهبردی دفاعی جمهوری اسلامی ایران در مقابله با تهدیدات خارجی عنوان شده است. برنامه موشکی ایران را می‌توان به دو دوره «جنگ ایران و عراق» و «دوره بعد از پایان جنگ» تقسیم کرد. در دوره اول که بین سال‌های ۱۳۵۹ تا ۱۳۶۷ ه‍.ش را شامل می‌شود، ایران در تلاش بود تا در برابر موشک‌های وارداتی مورد استفاده صدام، مقابله دفاعی داشته باشد. دوره دوم از سال ۱۳۶۸ آغاز می‌شود که منجر به بلوغ و خودکفایی جمهوری اسلامی ایران در ساخت موشک شد. ایران در جنگ بین خود و عراق دانست که موشک‌ها نقشی محوری در نبردهای آینده دارند. از این رو و با توجه به حضور مخالفان جمهوری اسلامی ایران اعم از آمریکا و اسرائیل در منطقه خلیج فارس و کشورهای همسایه ایران، گزینه توسعه توان موشکی برای ایران، گزینه‌ای اجتناب ناپذیر بود.
در جنگ ایران و عراق، در مقابل موشک‌هایی که صدام علیه ایران استفاده می‌کرد، ایران از لیبی، سوریه سپس کره شمالی، موشک‌هایی موسوم به اسکاد را خریداری کرد. همزمان با خریداری موشک، جمهوری اسلامی تلاش‌هایی را برای بومی‌سازی موشک در ایران پیش گرفتند. نخستین گام در این مرحله، همکاری با کره شمالی برای راه‌اندازی خط تولید موشک‌های اسکاد مود-بی بود. این کارخانه توانست در پایان سال ۱۳۶۶ و در اوج جنگ ایران و عراق، عملیاتی شود اما به جهت تحریم‌های ایران و فشارهای اقتصادی ناشی از جنگ، این طرح به موفقیت مطلوبی نرسید؛ اما در نهایت گام ابتدایی در توسعه توان موشکی ایران را رقم زد. ایران موافقت‌نامه‌ای را جهت همکاری‌های موشکی با روسیه، چین و کره‌شمالی امضاء کرد و بر اساس این موافقت‌نامه، انتقال دانش موشکی و همکاری برای انتقال فناوری به ایران صورت گرفت. ایران و کره‌شمالی طی قراردادی، یک کارخانه تولید سوخت مایع در اصفهان و سیرجان را ساختند و شرکت‌های روسی نیز تجهیزاتی چون استیل‌های خاص، ژئوسکوپ، سامانه هدایت موشک، موتور راکت و فناوری سوخت به ایران فروختند. با این وجود، پس از ساخت نخستین موشک ایرانی از طریق مهندسی معکوس، همچنان همکاری ایران با روسیه، چین و کره‌شمالی ادامه یافت.
روند و تاریخچه تولید موشک‌ها
نخستین موشک بومی ایران با نام «مشک» که «ایران ۱۳۰» نیز نام داشت، در سال ۱۳۶۷ ساخته شد. برد این موشک ۱۳۰ کیلومتر بود و در آزمایش‌ها تا ۱۶۰ کیلومتر نیز موفق بود. این موشک در همان سال علیه عراق مورد استفاده ایران قرار گرفت. خانواده زلزال، در سال‌های جنگ به عنوان یک پایه برای موشک‌های بومی ایران در نظر گرفته شد که با سوخت جامد فعالیت می‌کردند. در طی این کوشش‌ها، موشک فاتح ۱۱۰ با برد ۲۰۰ کیلومتر طراحی شد. همین موشک در زمینه ضد کشتی نیز طراحی شد که با نام خلیج فارس شناخته می‌شود. تلاش‌های ایران برای ساخت موشک با برد بیشتر ادامه داشت تا آنکه در دهه ۷۰ موشک شهاب ۱ با برد بیش از ۳۰۰ کیلومتر رونمایی و آزمایش شد. در ادامه موشک شهاب ۲ با برد ۵۰۰ کیلومتر رونمایی شد. نسل بعدی موشک شهاب، شهاب ۳ بود که برد آن بیش از ۱۰۰۰ کیلومتر بود. این موشک در سال ۱۹۹۸ آزمایش شد و در سال ۱۹۹۹ عملیاتی گردید. با رونمایی از موشک شهاب ۳ بود که حساسیت‌ها بر فعالیت‌های موشکی ایران، بالا گرفت. در دهه ۱۳۸۰، ایران نخستین موشک‌های بالستیک خود را با نام‌های سجیل، قدر و شهاب ۳ بی را با برد ۲۰۰۰ کیلومتر رونمایی کرد. در دهه ۱۳۹۰، بالابردن دقت موشک‌ها در دستور کار قرار گرفت. در همین سال‌ها بود که موشک‌های شهاب دی۳ که با نام قدر ۱۱۰ نیز شناخته می‌شود، با برد ۲۴۰۰ تا ۳۰۰۰ کیلومتر طراحی و ساخته شد. در سال ۱۹۹۹ موشک صیاد ۱ آزمایش شد. در سال ۲۰۱۰ نیز سامانه دفاعی اس ۲۰۰ بومی‌شده در ایران رونمایی شد. سال بعد، موشک صیاد ۲ رونمایی و آزمایش شد. سال ۱۳۹۱، نسل چهارم موشک‌های فاتح رونمایی شد. در سال ۲۰۱۱ موشک قیام ۱ توسط ایران به تولید انبوه رسید. در همین سال، یک خرابکاری در انبار مهمات در اطراف تهران، سبب انفجار و کشته شدن حسن تهرانی مقدم، پدر برنامه موشکی ایران و ۱۶ افسر دیگر سپاه شد. این حمله سایبری به آمریکا و اسرائیل نسبت داده شد. سال ۲۰۱۴ زمانی بود که خط تولید موشک‌های صیاد ۲ راه‌اندازی شد. در همین سال عنوان شد که ایران به دنبال طراحی موشک صیاد ۳ برای نصب بر روی سامانه اس ۲۰۰ است. در سال ۲۰۱۵ نیز موشک فاتح ۳۱۳ رونمایی شد. در آذر ۱۳۹۶، علی حاجی‌زاده، فرمانده هوا فضای سپاه پاسداران، در مصاحبه‌ای تلویزیونی مدعی شد که ایران، موفق به ساخت بمب ۱۰ تنی «پدر همه بمب‌ها» شده است. این بمب، قوی‌ترین سلاح غیرهسته‌ای آمریکا و روسیه است. وزیر دفاع وقت در سال ۱۳۹۸ طی مراسمی، از دو موشک هوا به زمین با قابلیت هدایت شوندگی رونمایی کرد. نام این دو موشک، یاسین و بالابان نام‌گذاری شده بود. در سال ۲۰۲۰ خبر از تأسیس سومین کارخانه زیر زمینی موشک‌ها در ایران منتشر شد. در نوامبر ۲۰۲۲ نیز موشک صیاد ۴ بی رونمایی و آزمایش شد. در ۲۲ سپتامبر همین سال نیز موشک رضوان (یک نوع موشک کوتاه برد با برد ۴۰۰کیلومتر و دقت بالا) رونمایی شد.
سوخت موشک‌ها
سوخت موشک‌ها از سوخت مایع بود تا آنکه ایران تصمیم گرفت موشک‌هایی را با سوخت جامد طراحی کند. تلاش‌های متخصصین ایرانی سبب شد تا موشک‌های سجیل ۲ و عاشورا با سوخت جامد طراحی و ساخته شوند. بعد از آن بود که ایران به سمت طراحی و ساخت موشک‌های کروز و هدایت‌شونده گام نهاد. موشک‌هایی چون ظفر، نصر، نور، قادر و غدیر از جمله موشک‌های کروزی بودند که ایرانی‌ها طراحی و ساخته بودند. موشک نصر ۱ در سال ۱۳۸۹ طراحی و ساخته شد.
موشک‌های کروز
چین در زمینه ساخت و انتقال فناوری موشک‌های کروز در ایران، کمک‌های بسیاری به این کشور کرده است. در جنگ ایران و عراق، چین تعدادی موشک Ying-2 (HY-2) در اختیار ایران قرار داد که نوع قدیمی موشک ضد کشتی استیکس روسی بودند. این موشک که به نام کرم ابریشم شناخته می‌شد، توسط ایران و با کمک چینی‌ها، در کارگاهی واقع در بندرعباس مورد مهندسی قرار گرفت تا برد آن بیشتر گردد. طی این تحقیقات، برد این موشک از ۲۵ مایل به ۱۲۵ مایل افزایش پیدا کرد. بعد از آن بود که ایران در سال ۱۹۹۵ میلادی به موشک‌های ضد کشتی C-802 و C-801K دست یافت. ایران این دو موشک را به ترتیب در سال‌های ۱۹۹۶ و ۱۹۹۷ آزمایش کرد. سال ۲۰۰۱ و همزمان با خرید موشک‌های KH-55 LACM از اوکراین، ایران شروع به مهندسی معکوس بر روی این مدل موشک‌های کروز کرد. در سال ۲۰۰۵، موشک کروز نور با توسعه موشک C-802 چینی، توسط نیروی دریایی ارتش ساخته شد. موشک کروز نصر که نمونه بومی‌سازی شده از C-704 تحلیل شده است، در سال ۱۳۸۹ از جانب ایران رونمایی شد. نصر ۲ نیز در سال ۲۰۰۸ رونمایی و آزمایش شد. چینی‌ها در ایران کارخانه موشکی‌ای را به سال ۲۰۱۰ راه‌اندازی کردند که برای موشک‌های کروز متمرکز بود. در ۲۸ سپتامبر ۲۰۱۱ ایران از موشک کروز قادر رونمایی کرد. سال ۲۰۱۲ نیز موشکی دیگر با نام مشکات معرفی شد. مسئولان جمهوری اسلامی ایران در ۲۰۱۹ اعلام کردند که قصد دارند برد موشک‌های کروز دریایی خود را بیشتر کنند. در این دوران، برد موشک‌های کروز تا ۳۰۰ مایل توصیف شده بود. کارشناسان نظامی این احتمال را می‌دادند که ایران قصد دارد تا موشک‌های کروز دریایی را به موشک‌های کروز زمینی تبدیل کند.
موشک‌های برد کوتاه و راکت
علاوه بر موشک‌های برد بلند، راکت‌ها و موشک‌های برد کوتاه نیز در میان تولیدات تسلیحاتی ایران جای دارند. در سال ۲۰۰۷، نخستین جایگزین راکت آرپی‌جی ۷ با نام نافذ رونمایی شد. ایران در برنامه توسعه موشکی خود، راکت‌های کوچک خود را به راکت‌های هدایت‌شونده تبدیل کرده است. راکت‌های مختلفی از جانب ایران ساخته شده یا بومی‌سازی شده‌اند.
موشک‌های فراصوت
موشک‌ها با سرعت مافوق صوت، تکنولوژی بعدی بود که ایران به دنبال آن بود. دریادار حسین خانزادی، فرمانده وقت نیروی دریایی ارتش، در ۱۹ ژوئن ۲۰۲۰ طی مصاحبه‌ای مدعی شد که ایران به زودی به موشک‌های مافوق صوت دست خواهد یافت. او موشک‌های مافوق صوت را موشک‌های طلایی دانست. مسئولان نظامی ایران در تاریخ ۱۰ نوامبر ۲۰۲۲ مدعی شدند که به فناوری موشک مافوق صوتی دست یافته‌اند که می‌تواند تا ۵ برابر سرعت صوت، حرکت کند. این موشک در داخل جو زمین حرکت خواهد کرد و با مسیری پیچیده، کار را برای شناسایی خود، سخت می‌کند.

### آزمایش و مانورهای موشکی ایران
ایران در فوریه ۲۰۱۹، رزمایشی را با عنوان ولایت ۹۷ برگزار کرد که طی آن از موشک جاسک رونمایی نمود. در این رزمایش، زیردریایی غدیر، یک موشک کروز جاسک را به هدفی فرضی شلیک کرد که با موفقیت همراه بود. در روز دوم این رزمایش، موشک‌های قادر و غدیر مورد آزمایش قرار گرفتند و در اقیانوس هند با موفقیت به هدف برخورد کردند.
در آبان ۱۳۸۹ ایران رزمایشی با نام مدافعان آسمان ولایت ۳ انجام داد. این رزمایش برای نمایش قدرت پدافندهای هوایی ایران بود.
در رزمایش پیامبر اعظم ۱۵ که به تاریخ ژانویه ۲۰۲۱ انجام شد، موشک‌های عماد، سجیل و قدر شلیک شدند.
ایران در مناسبت‌های مختلف سیاسی همچون سالگرد پیروزی انقلاب ۱۳۵۷، اقدام به برگزاری رژه کرده و در این مراسم‌ها از موشک‌های خود رونمایی یا آنها را به نمایش می‌گذارد. در این رژه‌ها، موشک‌ها غالباً با بنرهای تبلیغاتی که شعارهای سیاسی بر آن نوشته شده‌اند، به حرکت در می‌آیند. شعارهایی چون «اسرائیل باید از روی نقشه محو شود»، «مرگ بر آمریکا» و «مرگ بر اسرائیل» در این بنرها استفاده می‌شود. موشک‌های زلزال، تندر ۶۹، نازعات ۱۰، نازعات ۶، شهاب ۳، شهاب ۲، ام ۶، فاتح ۱۱۰، هاوک، اسکاد بی، سام ۶ و سامانه‌های مختلف پرتابی از جمله تسلیحات موشکی است که در این رژه‌ها به نمایش در می‌آیند. سامانه‌های موشکی رعد و سوم خرداد از سامانه‌هایی هستند که در رژه‌های به نمایش گذاشته شده‌اند.

### حملات موشکی و پدافندی ایران
نیروهای هوافضای سپاه پاسداران جمهوری اسلامی ایران، در آخرین دقایق روز یکشنبه ۲۸ خرداد ۱۳۹۶، طی عملیاتی با نام «لیلة القدر» شش فروند موشک بالستیک میان‌برد ذوالفقار و قیام را از پایگاه موشکی کرمانشاه و کردستان به مواضع داعش در منطقه دیرالزور سوریه شلیک کردند. محل مورد هدف، مقر فرماندهی و مراکز تجمع و پشتیبانی و ساخت خودروهای انتحاری داعش بود که فاصله آن تا محل شلیک موشک‌ها ۶۰۰ کیلومتر بود. این عملیات در تلافی عملیات تروریستی داعش در تهران صورت گرفت. این اقدام ایران، نخستین اقدام موشکی و فرازمینی ایران بود که با هماهنگی دو دولت عراق و سوریه صورت گرفته بود. در طی این عملیات، پهبادهای ایرانی از زمان نابودی اهداف فیلم تهیه کردند. به گزارش منابع ایرانی، تعداد قابل توجهی از فرماندهان و نیروهای داعش از جمله ابوعاصم اللیبی، عبدالقادر الفرآنی، سعد الحسینی و الشیشانی — داماد ابوبکر بغدادی — کشته شدند.
در عملیات دیگری در ۹ مهر ۱۳۹۷، نیروهای مسلح ایران طی عملیاتی با نام «ضربت محرم»، در تلافی عملیات تروریستی در رژه ارتش در اهواز، ۶ فروند موشک را به مواضع داعش در ۵۷۰ کیلومتری شرق رود فرات در سوریه شلیک کردند.
در ژانویه ۲۰۲۰، ایران در تلافی به کشته شدن قاسم سلیمانی به دست آمریکایی‌ها، حمله موشکی به پایگاه عین الاسد در عراق را تدارک دید. در این حمله، روسیه به این کشور برای استفاده از گلوناس، دسترسی داده است. موشک‌های ایرانی که فاتح ۳۱۳ و قیام عنوان می‌شوند، توانستند در سامانه پدافند هوایی آمریکا ورود کنند و اهداف تعیین شده را مورد اصابت قرار دهند.
در سال ۲۰۱۱، پدافند هوایی سپاه، یک پهپاد جاسوسی آمریکایی را که تا نزدیکی استان قم در ایران آمده بود، ساقط کرد. مقام‌های نظامی ایران مدعی هستند که در بین سال‌های ۲۰۰۴ تا ۲۰۱۱، ایران تعداد زیادی از پهپادهای بدون سرنشین دیگر کشورها را ساقط کرده است. این پهپادها بیشتر متعلق به اسرائیل، آمریکا و انگلیس بوده‌اند. پیش از آن، خبر انهام یک پهپاد جاسوسی آمریکایی دیگر در دشت آزادگان خوزستان، به صورت رسمی منتشر شده‌بود. در ۱۹ ژوئن ۲۰۱۹ نیز پهپاد RQ-4 Global Hawk متعلق به ارتش آمریکا در تنگه هرمز توسط سامانه سوم خرداد، منهدم شد.

## برد موشکی ایران
موشک بالستیک، که مهم‌ترین و پرکاربردترین نوع از میان موشک‌های جنگی به حساب می‌آید، بر مبنای برد به شش دسته تقسیم می‌شوند. موشک‌های نزدیک برد با برد کمتر از ۳۰۰ کیلومتر، موشک‌های برد کوتاه، بین ۳۰۰ تا ۱۰۰۰ کیلومتر، موشک‌های برد متوسط بین ۱۰۰۰ تا ۲۵۰۰ کیلومتر، موشک‌های میان برد بین ۲۵۰۰ تا ۳۵۰۰ کیلومتر، موشک‌ها زیر قاره‌پیما با برد ۳۵۰۰ تا ۵۵۰۰ کیلومتر و موشک‌های قاره‌پیما با برد ۵۵۰۰ تا ۱۲۰۰۰ کیلومتر.

### موشک‌های کوتاه برد
ایران علاوه بر کار بر روی موشک‌های بالستیک و کروز، بر روی موشک‌های کوتاه‌برد و توپخانه‌ای، اقداماتی را انجام می‌داد. این موشک‌ها بیشتر در جنگ‌های نامنظم کاربرد دارند. آنتونی کوردزمن در خصوص موشک‌های کوتاه‌برد ایران، لیستی را منتشر کرده است که شامل موشک نازعات با برد ۱۰۰ تا ۱۳۰ کیلومتر، زلزال ۱ با برد ۱۵۰ کیلومتر، زلزال ۲ با برد ۲۱۰ کیلومتر، زلزال ۳ با برد ۲۰۰ تا ۲۵۰ کیلومتر، فاتح ۱۱۰ با برد ۲۰۰ تا ۳۰۰ کیلومتر اسکاد بی با برد ۳۵۰ کیلومتر، شهاب ۲ با برد ۷۵۰ کیلومتر، اسکاد سی با برد ۵۵۰ کیلومتر و قیام ۱ با برد ۷۰۰ تا ۸۰۰ کیلومتر است.

### موشک‌های بالستیک میان برد و دوربرد
موشک‌های بالستیک ایرانی به قرار ذیل هستند:
- موشک‌های بالستیک برد نزدیک: موشک‌های فجر (۱ و ۲)، زلزال (۱ و ۲ و ۳)، آرش (۱ و ۲ و ۳ و ۴)، فلق (۱ و ۲)، ظفر، صاعقه، شفق، عقاب، مرصاد، موشک‌های خانواده ستار و موشک‌های خانواده صیاد.[۲۰]
- موشک‌های بالستیک برد کوتاه: موشک‌های خانواده فاتح (شامل: فاتح ۱۱۰، فاتح ۳۱۳، ذوالفقار و رعد ۵۰۰) و موشک‌های خانواده شهاب (شهاب ۱ و ۲ و قیام ۱)[۲۰]
- موشک‌های بالستیک برد متوسط: موشک‌های شهاب ۳ با ۲۱۰۰ کیلومتر، سجیل با برد ۲۰۰۰ تا ۲۵۰۰ کیلومتر، قدر ۱۱۰ با برد ۲۰۰۰ تا ۳۰۰۰ کیلومتر، فجر ۳ با برد ۲۵۰۰ کیلومتر، عاشورا با برد ۲۰۰۰ تا ۲۵۰۰ کیلومتر، خرمشهر، عماد ۱، موشک کروز هویزه و سومار.[۲۰][۴۸] کوردزمن بر این باور است که ایران موشک‌های پیشرفته‌تری نیز با بردهای ۳۰۰۰ تا ۵۰۰۰ کیلومتر نیز دارد که با نام‌های شهاب ۵، طغیان یا برد، شهاب ۶ و طغیان ۲ طراحی و ساخته است.[۴۹]

### موشک‌های کروز ایرانی
برد موشک‌های کروز ایرانی تا سال ۲۰۲۳ به صورت رسمی تا ۱۳۰۰ کیلومتر توصیف شده است.

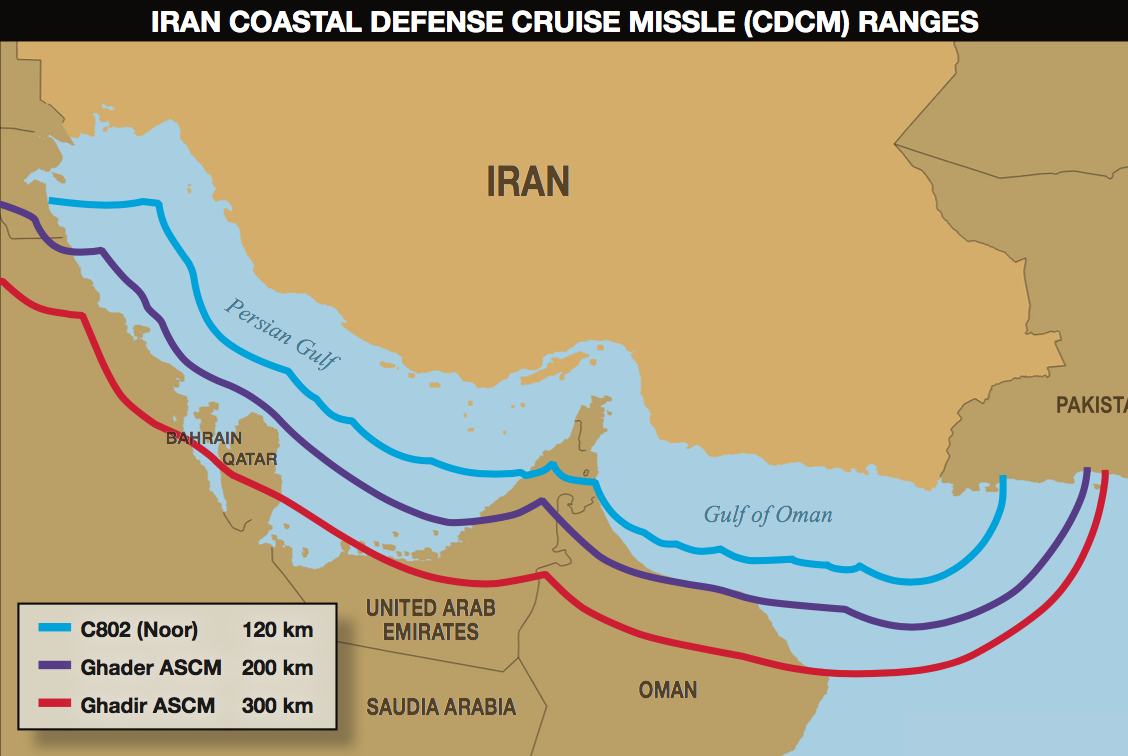
برد موشک‌های دریایی ایران

### نقاط در تیررس ایران
بر اساس گزارش میلیتاری تایمز وابسته به پنتاگون و همین‌طور گزارش دیگری از آیپک، مناطقی از جغرافیا که در تیررس موشک‌های ایرانی قرار دارند عبارتند از: منطقه خاورمیانه شامل کشورهای اسرائیل، قطر، امارات متحده عربی، لبنان، اردن، کویت، ارمنستان، آذربایجان، ترکیه، عراق، افغانستان، سوریه، عربستان، یمن، عمان، بحرین، پاکستان، ازبکستان، منطقه‌ای از آسیا شامل هند، بخش جنوبی و جنوب شرقی روسیه، ترکمنستان، بخش غربی چین، قزاقستان، قرقیزستان، منطقه‌ای از شرق اروپا شامل اوکراین، آلبانی، بلاروس، یونان، بلغارستان، مقدونیه شمالی، مولداوی، قبرس، صربستان، رومانی، بخش غربی لهستان، مجارستان، اسلواکی و لتونی، بخش غربی ایتالیا، منطقه‌ای از شمال آفریقا شامل مصر، سودان، سومالی، اتیوپی، جیبوتی. کارشناسان نظامی بر این باورند که ایران توانایی پوشش سرتاسری روسیه، تمام اروپا و حتی آمریکا را در آینده داراست.

## سرعت موشک‌های مافوق صوت
بنا به ادعای امیرعلی حاجی‌زاده فرمانده نیروی هوافضای سپاه پاسداران انقلاب اسلامی ذوالفقار از موشک‌های با سرعت مافوق صوت است که تا ۶٫۵ ماخ معادل ۸۰۰۰ کیلومتر بر ساعت سرعت می‌گیرد. دزفول دیگر موشک مافوق صوت ایرانی، تا ۷ ماخ سرعت، دارد. وی در حاشیه یازدهمین مراسم سالگرد درگذشت حسن طهرانی‌مقدم گفت: به موشک بالستیک هایپرسونیک پیشرفته دست پیدا کردیم که قادر است در فضایی که مهم‌ترین و پیشرفته‌ترین سامانه‌های سپر دفاع موشکی وجود دارد، از آن‌ها عبور کرده و همان سامانه‌های سپر موشکی که می‌تواند جزو مهم‌ترین ارکان دفاعی دشمن باشد را هدف قرار بدهد. این موشک سرعت بالایی دارد و در جو و خارج از جو می‌تواند مانور دهد. این موشک جدید از همه سامانه‌های سپر موشکی عبور می‌کند و فکر نمی‌کنم تا ده‌ها سال بعد هم فناوری‌ای پیدا شود که بتواند با آن مقابله کند. این موشک سامانه‌های ضدموشکی دشمن را هدف قرار می‌دهد و یک جهش بزرگ نسلی در حوزه موشکی است. این فرمانده عالی‌رتبه سپاه ضمن تأکید بر آنکه «آزمایش‌های این موشک انجام شده است.» اعلام کرد: «در آینده و در یک فرصت مناسب این موشک هایپرسونیک رونمایی خواهد شد.» که در بامداد ۲۵ خرداد ۱۴۰۴ شمسی برای نخستین بار به تل‌آویو و درپاسخ حمله موشکی ۲۳ خرداد اسرائیل علیه ایران پرتاب شد.

## خانواده موشکی ایران

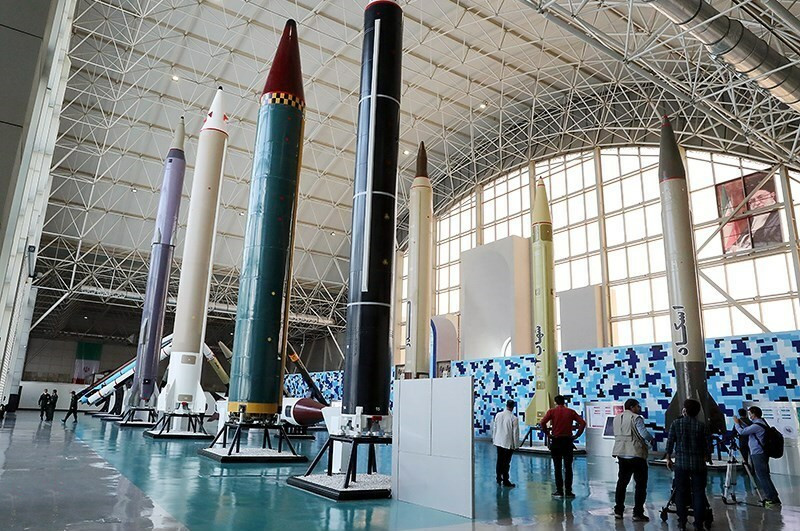
نمایی از یک موشک اسکاد

### موشک‌های وارداتی
ایران موشک چینی سی‌اس‌اس ۸ با برد ۱۵۰ کیلومتر را نیز که از طریق سکوی پرتاب متحرک شلیک می‌شد را نیز وارد کرده است. این موشک با سوختی جامد فعالیت می‌کند. موشک دیگر وارداتی ایران، موشک سی‌اس‌اس ۷ بوده است که با نام ام ۱۱ نیز شناخته می‌شود. این موشک نیز تک مرحله‌ای و با سوخت جامد بود که ایران از عملکرد آن رضایت نداشت.

### خانواده شهاب
ایران از دو مدل موشک اسکاد بی با برد ۳۰۰ کیلومتری و موشک اسکاد سی با برد ۵۰۰ کیلومتر بهره برده است. این موشک‌ها ساخت روسیه است و به صورت تک مرحله‌ای با سوخت مایع فعالیت می‌کند. هر دو موشک در ایران بومی‌سازی شده‌اند. این خانواده بعدها به هسته مرکزی موشک‌های ایرانی تبدیل شد و خانواده شهاب، از روی این موشک طراحی شدند. نمونه اولیه این موشک‌ها شهاب ۱ (به عنوان نمونه بومی اسکاد بی) و شهاب ۲ (به عنوان نمونه بومی اسکاد سی) نامگذاری شدند. بعد از آن شهاب ۳ به عنوان نسل دیگری از شهاب‌ها رونمایی شد. شهاب ۴ نیز موشک دیگری بود که با برد ۲۰۰۰ کیلومتر و عملکردی دو مرحله‌ای ساخته شده بود. این موشک بر اساس موشک تپودونگ ساخته کره‌شمالی طراحی شده است. شهاب ۵، دیگر موشک ایرانی است که بر اساس تپودونگ طراحی شده است و برد آن ۶۰۰۰ کیلومتر عنوان شده است. شهاب ۶ نیز با سوخت جامد، دو یا سه مرحله‌ایست که بیشتر شبیه به شهاب ۵ طراحی شده است و ۶۰۰۰ تا ۱۰۰۰۰ کیلومتر برد دارد. به موشک شهاب ۶، موشک کوثر نیز گفته می‌شود. از ویژگی‌های موشک‌های شهاب، بهره‌وری از سوخت مایع و قابلیت حمل سرجنگی ۱۰۰۰ کیلوگرمی عنوان شده است.
متخصصین ایرانی، بر اساس موشک شهاب ۲، موشک جدیدی با نام قیام را ساختند. بنابراین قیام نیز از موشک‌های خانواده شهاب است که بدون باله و با سر جنگی هدایت‌شونده طراحی شده است. سوخت مورد استفاده این موشک، مایع است. برد این موشک تا ۸۰۰ کیلومتر ارتقاء یافته است. این موشک می‌تواند محموله ۷۵۰ کیلوگرمی را حمل کند.

همچنین بر اساس موشک شهاب ۳، موشک‌های قدر ۱ با سوختی مایع و موشک سجیل و عاشورا با سوختی جامد طراحی شدند. سجیل به عنوان نخستین موشک دوربرد (بالای ۲۰۰۰ کیلومتر) ایران است که با سوخت جامد کار می‌کند. از ویژگی‌های این موشک، قابلیت پرتاب از سکوی متحرک است. موشک عاشورا، نخستین موشک بالستیک دومرحله‌ای ایران است که از سوخت جامد استفاده کرده است. موشک عماد نیز دیگر موشکی است که بر اساس شهاب ۳ طراحی شده است و نخستین موشک ایرانی است که قابلیت هدایت و کنترل تا لحظه اصابت را داراست. برد این موشک ۱۷۰۰ تا ۲۵۰۰ کیلومتر تخمین زده شده است. دقت این موشک نسب به شهاب ۳، تقریباً چهار برابر شده است و ضریب خطای ان کمتر از ۵ متر است. این موشک در چند نسل طراحی شده است. نسل سوم این موشک با نام عماد ۳، از موشک‌های هدایت‌شونده تا برخورد با هدف است. برد این موشک ۱۷۰۰ کیلومتر عنوان شده است.

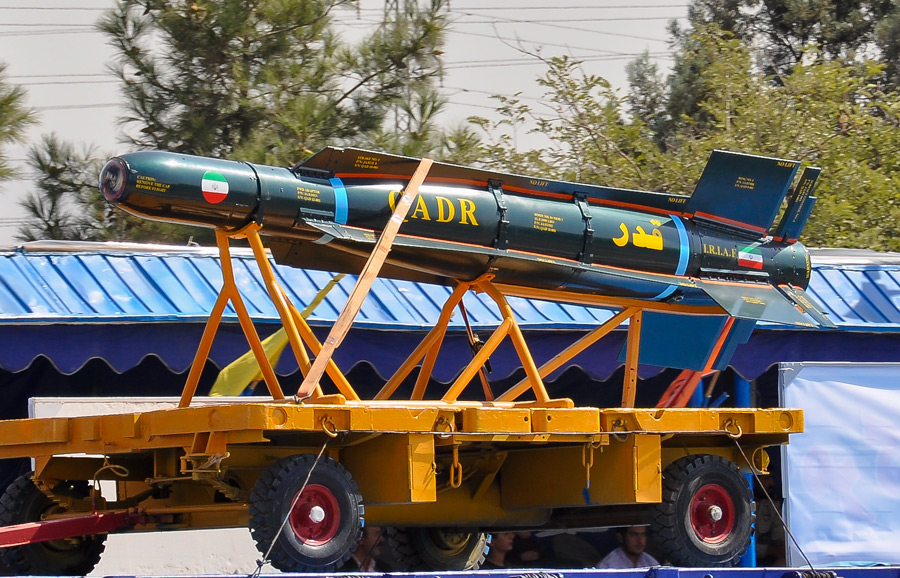
موشک قدر
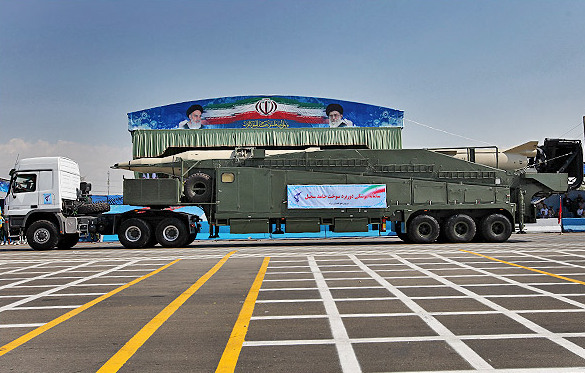
سجیل
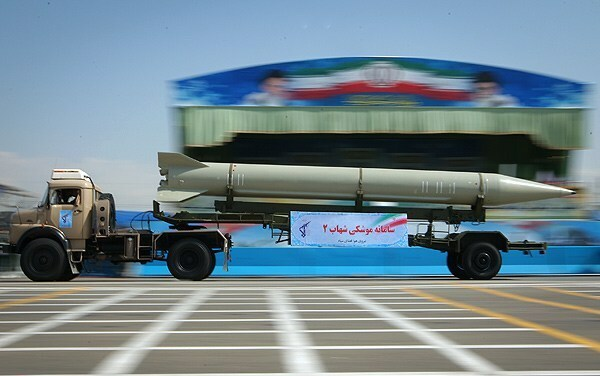
شهاب ۲
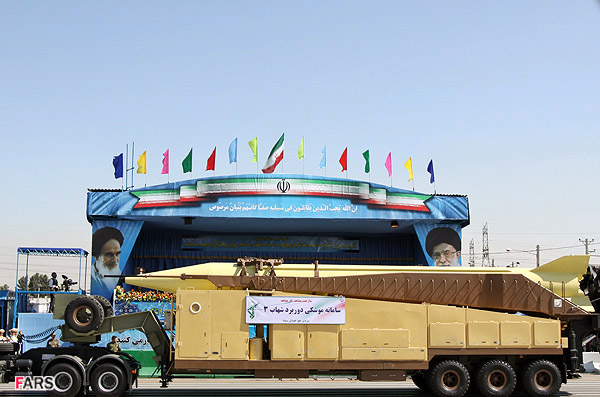
شهاب ۳
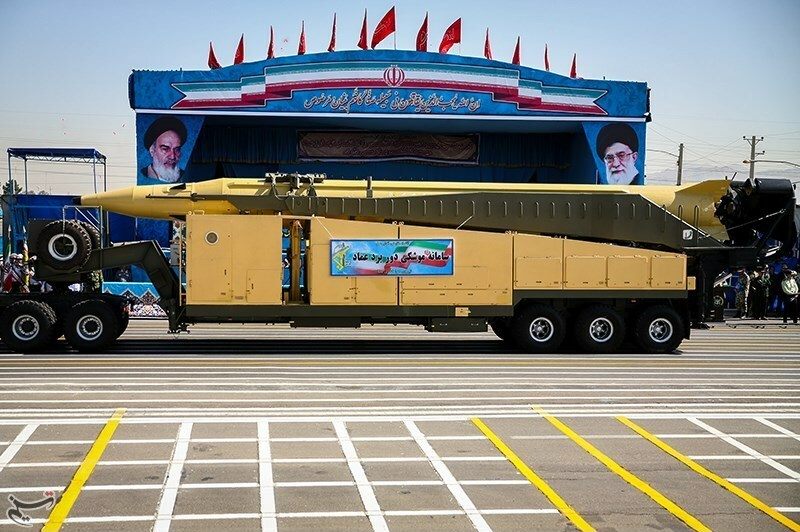
موشک عماد
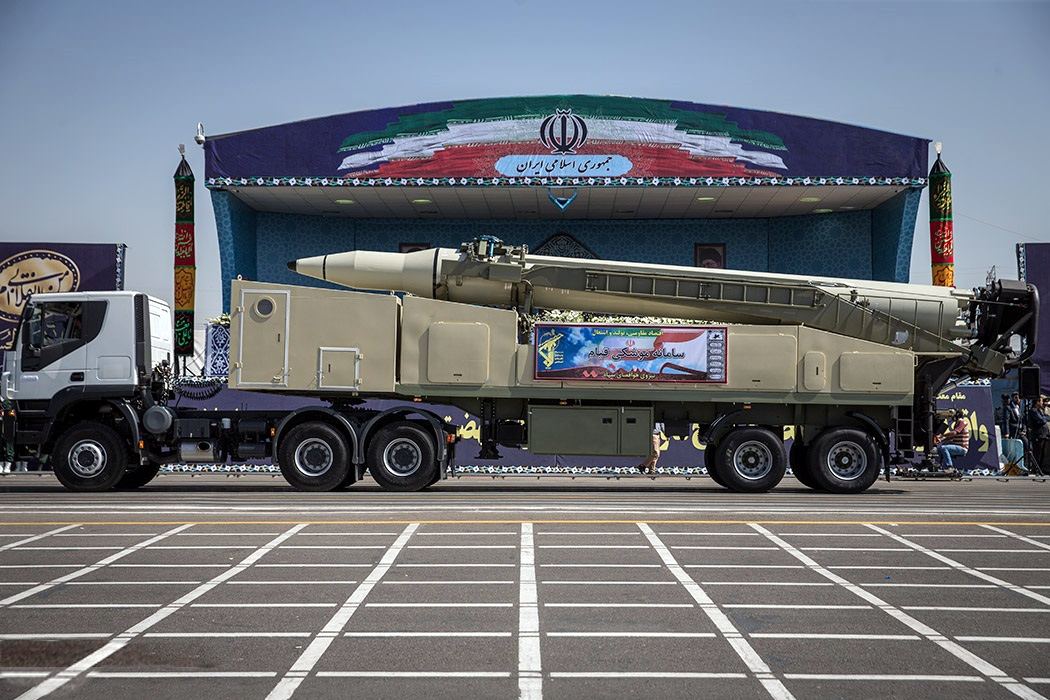
قیام
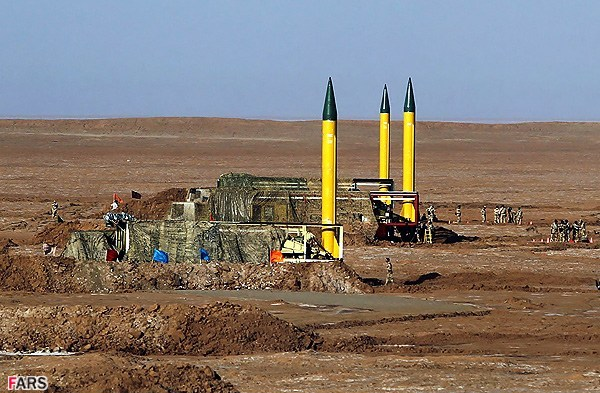
شهاب ۱
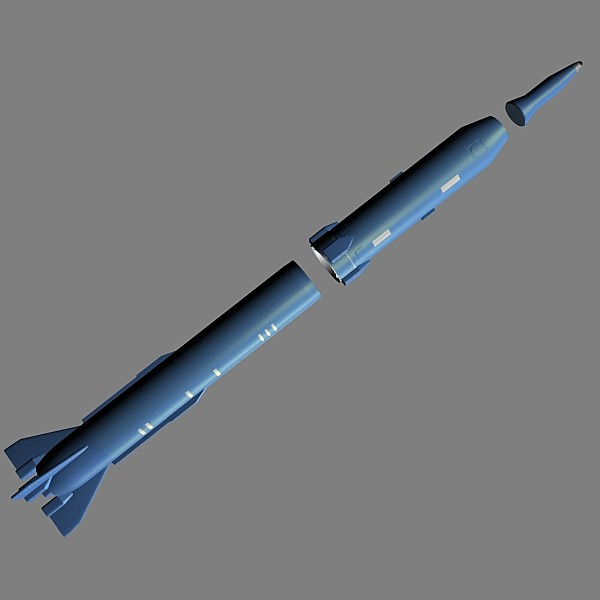
سجیل ۲

### خانواده قدر
موشک‌های قدر بر اساس موشک‌های شهاب ۳ ساخته شده‌اند. موشک قدر ۱ را پیشرفته‌ترین موشک بالستیک با سوخت مایع می‌دانند که بیش از ۲۰۰۰ کیلومتر برد دارد. میزان ضریب خطای این موشک را ۱۰۰ متر عنوان کرده‌اند. کلاهک این موشک، ۷۰۰ تا ۱۰۰۰ کیلوگرم وزن دارد. موتور قدر، نسخه ارتقاء یافته موتور شهاب ۳ است که نیروی رانش بیشتری را دارد و سوخت کمتری مصرف می‌کند. تمام مدل‌های قدر از لحاظ ظاهری شبیه به موشک شهاب ۳ هستند. طول این موشک ۱۵٫۸۶ و قطر آن ۱٫۲۵ متر است. وزن این موشک ۱۷۰۰۰ کیلوگرم است و کلاهک آن انفجاری و خوشه‌ایست. گمان می‌رود موشک‌های کلاس قدر توانایی حمل کلاهک هسته‌ای را نیز داشته باشند. از دیگر نسل‌های این موشک می‌توان به قدر اف اشاره کرد که بردی آن ۱۶۶۰ کیلومتر عنوان شده است. این موشک می‌تواند تا ۲۰۰ کیلومتر ارتفاع بگیرد. نسل اچ این موشک، می‌تواند تا ۲۰۰۰ کیلومتر برد داشته باشد و ارتفاع پروازی آن تا ۵۰۰ کیلومتر افزایش یافته است. سرعت این موشک ۱۴ ماخ عنوان شده است. قدر اس، نسخه دیگری از این خانواده است. برد موشک‌های خانواده قدر توسط برخی منابع ایرانی تا ۳۰۰۰ کیلومتر نیز عنوان شده است.

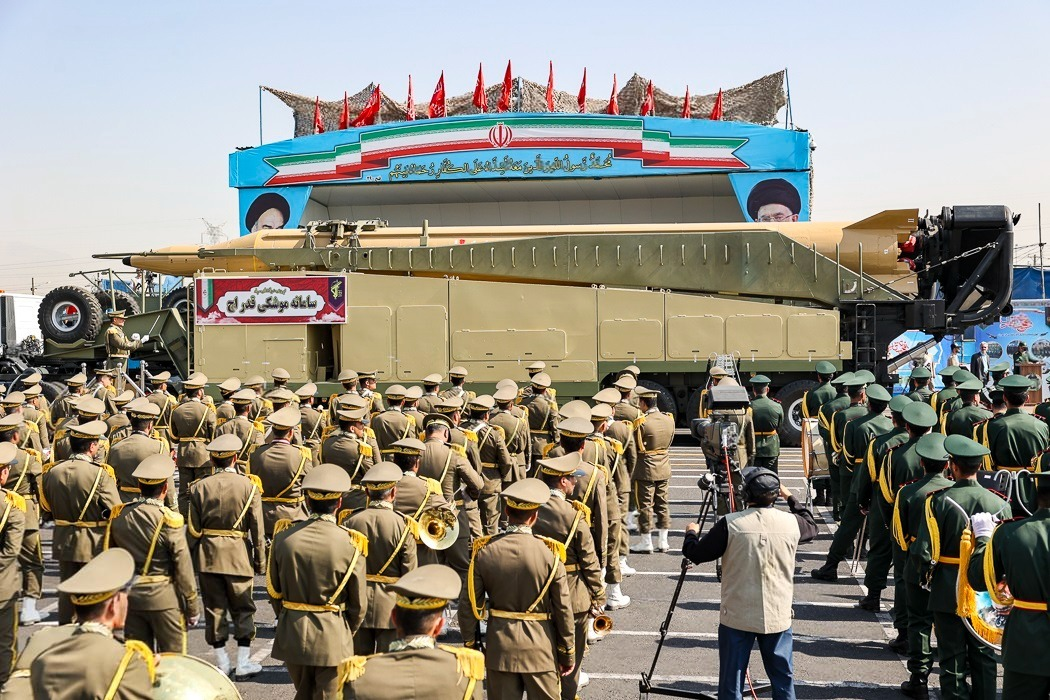
قدر اچ
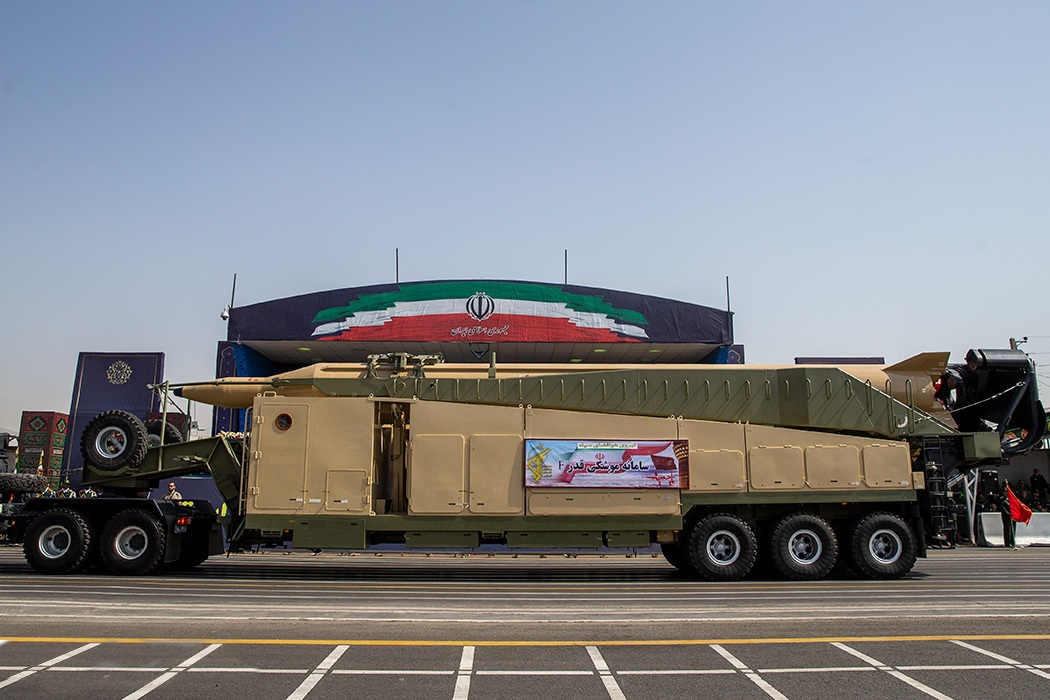
قدر اف
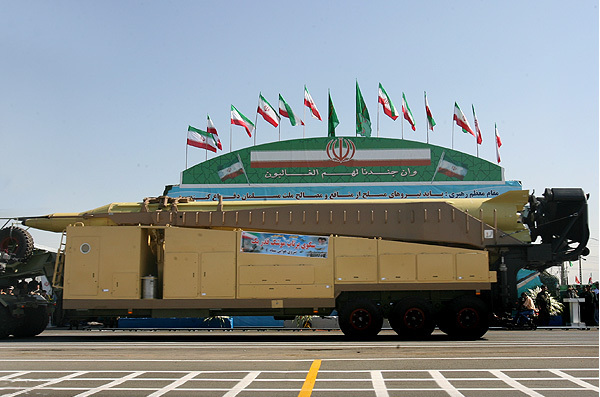
قدر ۱
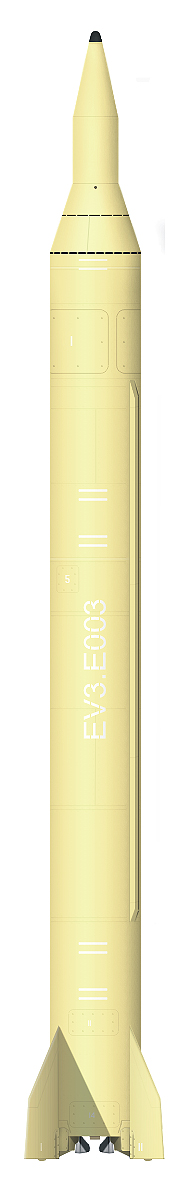
قدر ۱۱۰

### خانواده خرمشهر

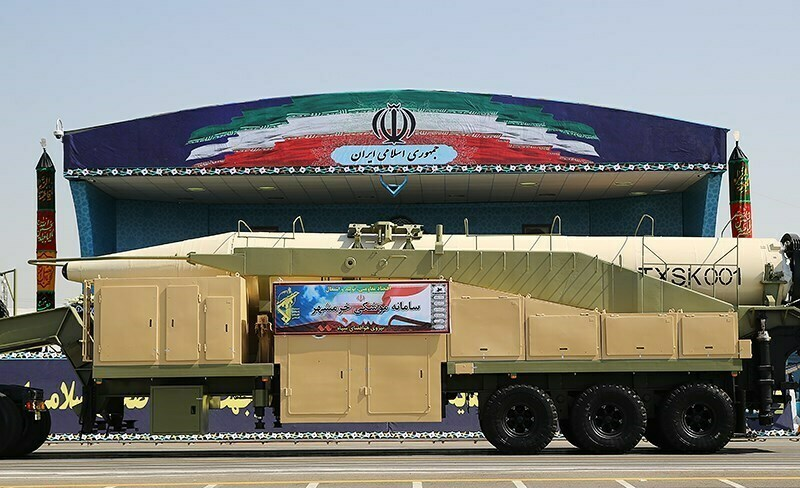
موشک خرمشهر

### خانواده فاتح
خانواده فاتح، دقیق‌ترین موشک‌های ایرانی توصیف شده‌اند. فاتح ۱۱۰ از موشک‌های ساخت ایران است که در چند نسل تولید شده است. آخرین نسل از آنها تا سال ۲۰۲۲ میلادی، فاتح ۱۱۰ بی است دارای برد عملیاتی ۲۵۰ کیلومتر است. دقت این موشک از نظر ضریب خطا، ۱۱۰ متر است. این موشک بر اساس موشک R-65 FROG روسی طراحی و ساخته شده است اما برخی مدعی هستند که این طرحی از روی موشک DF-11 چینی است. فاتح ۱۱۰ آ یکی از موشک‌های نسل بعدی این موشک بود که برای جایگزینی با موشک‌های اسکاد در نظر گرفته شده بود. حداکثر برد نسل دوم این موشک، ۲۱۰ کیلومتر عنوان شد. فاتح ۱۱۰ بی، نسل سوم از موشک فاتح بود که با برد ۲۵۰ کیلومتر و دقت ۱۰ متری در ضریب خطا رونمایی شد. نسل چهارم از این موشک، با برد ۳۰۰ کیلومتر و مجهز به سیستم نقطه‌زنی است. فاتح ۳۱۳ نسل دیگری از فاتح ۱۱۰ بود که کلاهک جداشونده داشت و به همین خاطر بردش تا ۵۰۰ کیلومتر ارتقاء یافته است. این موشک می‌تواند با تغییر کلاهک تا ۲۰۰ کیلومتر بیشتر برد داشته باشد. این موشک ۱٫۲ متر از فاتح ۱۱۰ بلندتر است.
موشک ذوالفقار، از خانواده فاتح است که از سوخت جامد استفاده می‌کند. این موشک نقطه‌زن است و ۷۰۰ کیلومتر برد دارد. این موشک ضد جیمینگ است و نخستین بار در رژه نیروهای مسلح در ۳۱ شهریور ۱۳۹۵ در بندرعباس رونمایی شد. از ویژگی‌های این موشک، برخورداری از سکوی پرتاب متحرک و خودکششی، رادارگریزی، قابلیت نقطه‌زنی، سبک و تاکتیکی بودن است. سر جنگی این موشک، قابل هدایت تا زمان برخورد به هدف است. این موشک تک مرحله‌ایست. این موشک از موشک فاتح ۱۱۰ الگو برداشته است و سرعتش ۱٫۵ کیلومتر بر ثانیه و طول آن ۱۰ متر است. به گفته منابع ایرانی، این موشک از موشک‌هایی است که می‌تواند سرعتش تا ۵ برابر سرعت صوت نیز افزایش یابد. نسل جدید این موشک با نام دزفول با برد ۱۰۰۰ کیلومتر، توسط ایران رونمایی شده است. این موشک زمین به زمین که شباهت بسیاری به موشک ذوالفقار دارد، قابلیت هدایت شدن تا برخورد با هدف را دارد. با توجه به تغییر باله‌های انتهایی موشک نسبت به ذوالفقار و فاتح ۱۱۰، احتمالاً سرعت این موشک بالاتر از دیگر موشک‌ها خواهد بود. تغییرات در شکل ظاهری کلاهک موشک نیز نمایان‌گر افزایش حجم مواد منفجره در کلاهک است.
موشک خلیج فارس نیز از خانواده فاتح است که بر اساس فاتح ۱۱۰ ساخته شده است. این موشک ضد کشتی طراحی شده است. برد خلیج فارس ۲۵۰ تا ۳۰۰ کیلومتر است. موشک ذوالفقار بصیر نسل جدیدی از موشک خلیج فارس است که ۷۰۰ کیلومتر برد دارد.
موشک فتح با نام BM-120 از خانواده فاتح و از جمله موشک‌های کروز مجهز به سیستم ناوبری اینرسی است که مجهز به کلاهک جنگی HE-FRAG است و ۱۵۰ کیلوگرم وزن کلاهک آن می‌باشد. این موشک، تا ارتفاع ۳۰ متر از سطح زمین قابلیت حرکت دارد و احتمالاً از یک سیستم ماهواره‌ای برای هدایت استفاده می‌کند. حداکثر برد این موشک ۱۳۰ کیلومتر عنوان شده است. این موشک قابلیت دارد تا به صورت همزمان با ۶ موشک دیگر بر روی اهداف مختلف شلیک شود. قطر این موشک ۳۶۸ میلی‌متر و طولش ۵۱۷۵ میلی‌متر است. وزن این موشک، ۷۸۷ کیلوگرم است و می‌تواند با سرعت ۴ ماخ پرواز کند. نسل دیگری از این موشک با نام فتح ۳۶۰ وجود دارد که قطر آن ۳۰ سانتی‌متر، طول آن ۴ متر، و وزن آن ۸۵۰ تا ۱۱۰۰ کیلوگرم عنوان شده است. کلاهک این موشک ۱۵۰ کیلوگرم و برد آن ۸۰ تا ۱۰۰ کیلومتر است. این موشک‌ها از سامانه پرتابگر فتح ۳۶۰ شلیک می‌شوند و قابلیت دارند تا به صورت ۲ تا ۶ موشک همزمان، پرتاب شوند.
زلزال از موشک‌های ساخته شده ایران است که در سه سری زلزال ۱، ۲ و ۳ طراحی و ساخته شده است. به نظر می‌رسد که موشک فاتح ۱۱۰ از روی موشک زلزال ۳ ساخته شده باشد.
خیبرشکن از موشک‌های بالستیک ایرانی‌است که دارای برد ۱۴۵۰ کیلومتر عنوان شده است. به گزارش منابع ایرانی، این موشک تماماً بومی‌سازی شده است و از سوخت جامد استفاده می‌کند. به گزارش منابع ایرانی، این موشک می‌تواند در هنگام فرود، با قدرت مانورپذیری بالا، به سپرهای موشکی نفوذ کند.

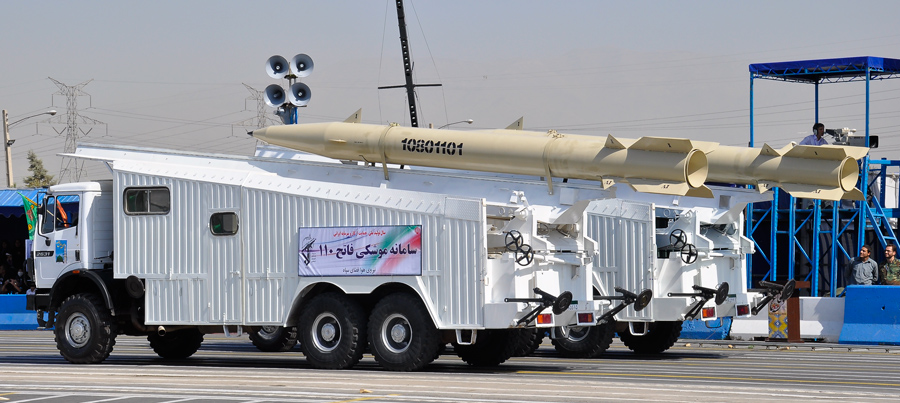
فاتح ۱۱۰
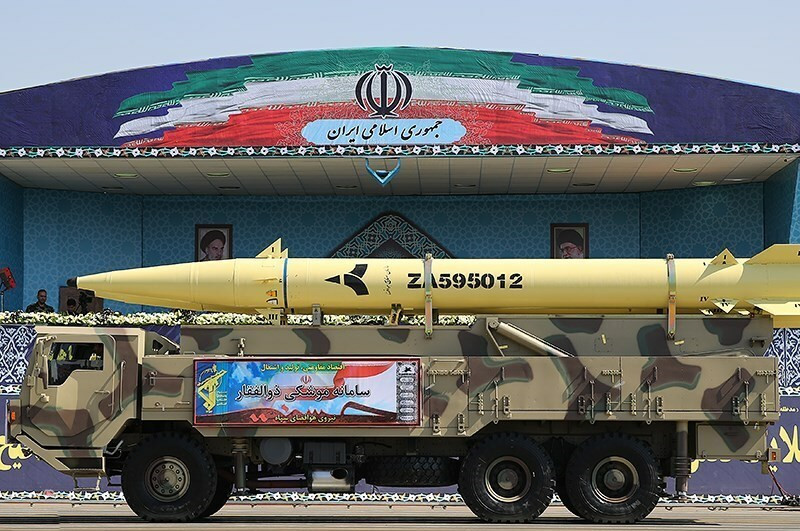
ذوالفقار
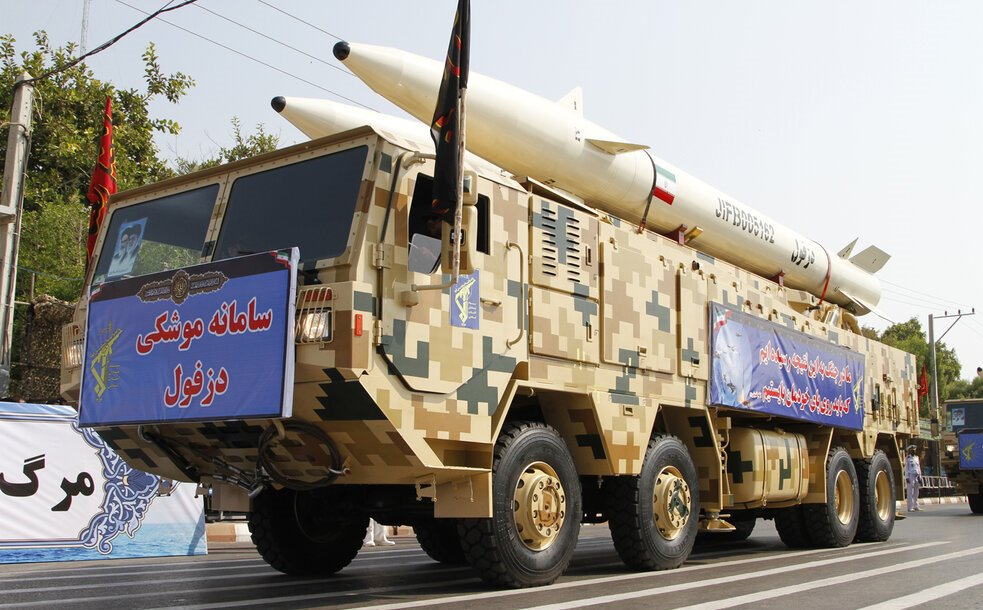
دزفول
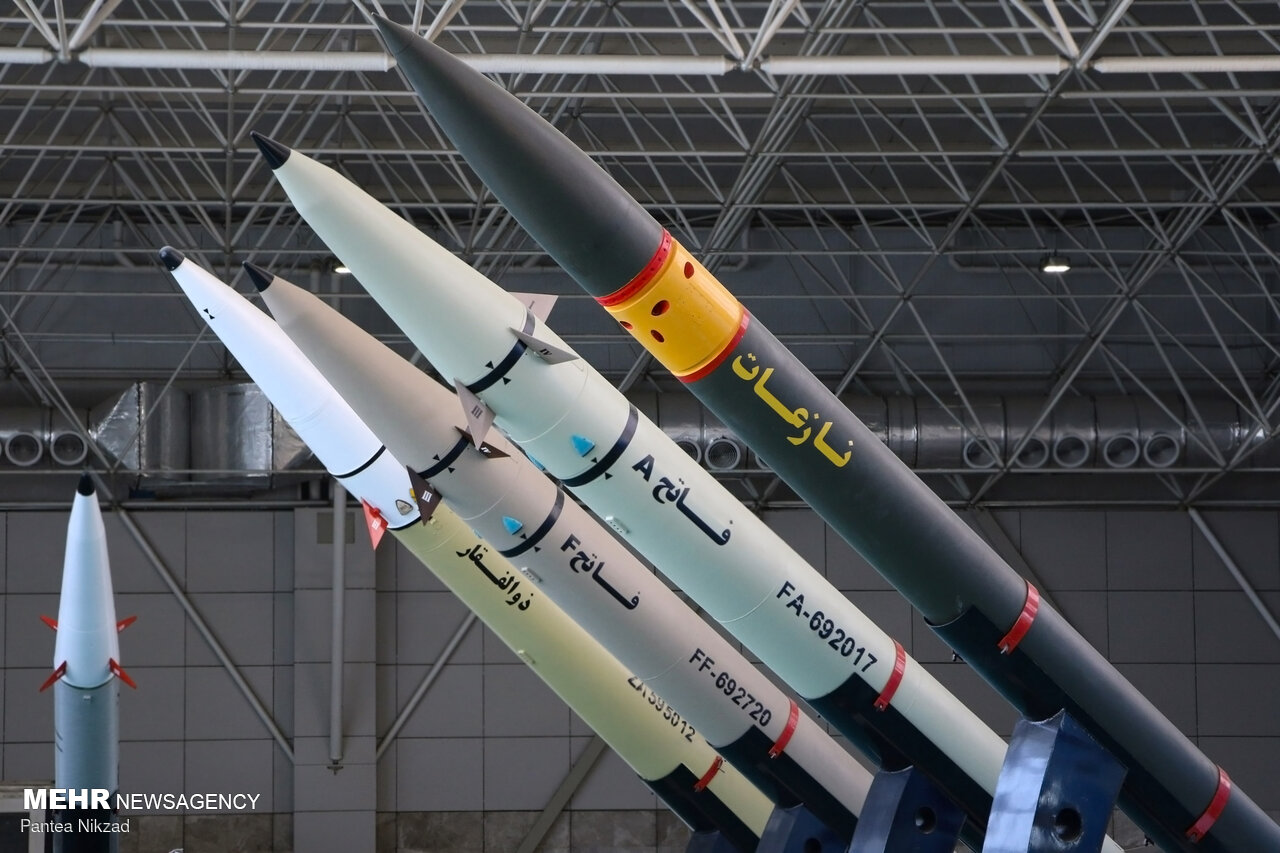
فاتح ای و فاتح اف
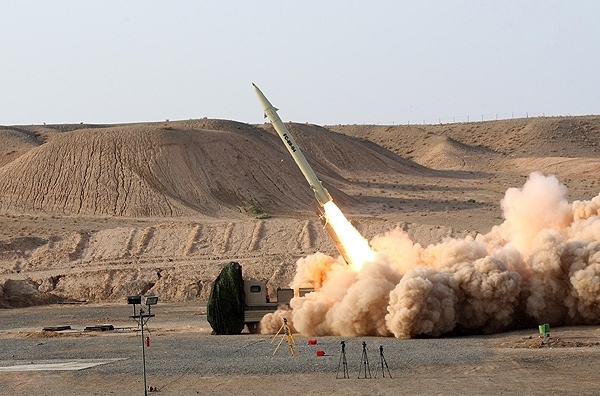
فاتح سی
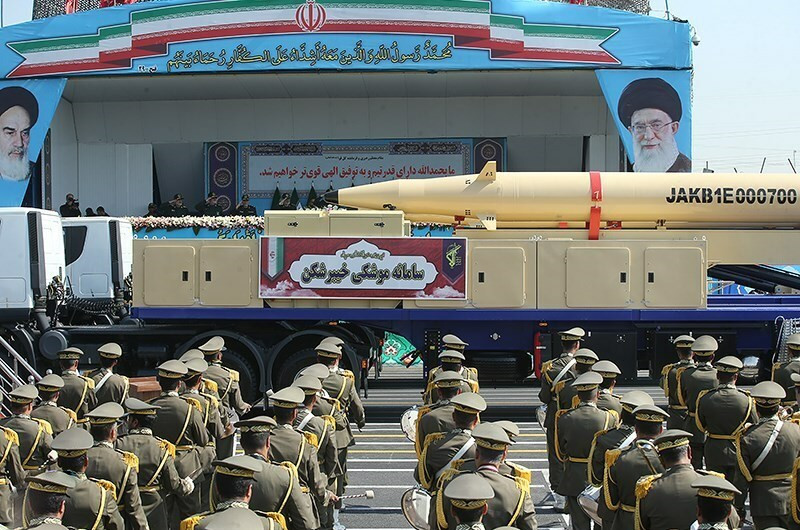
خیبرشکن
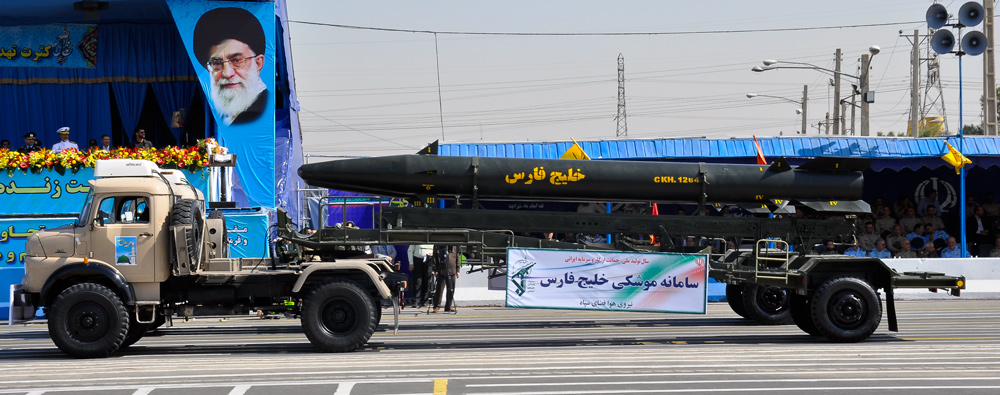
خلیج فارس
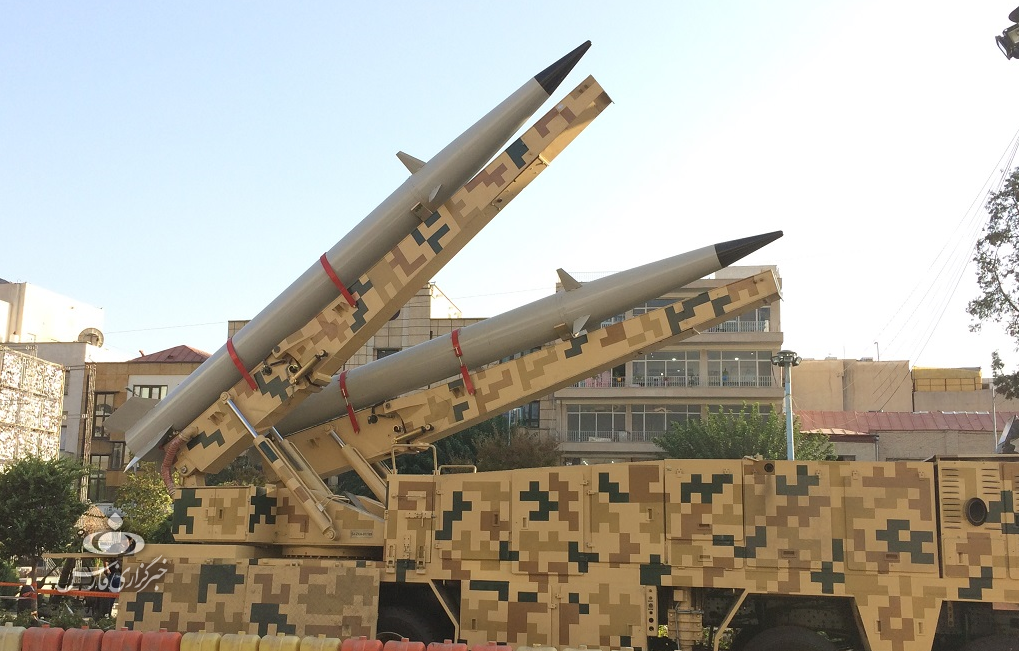
رعد ۵۰۰
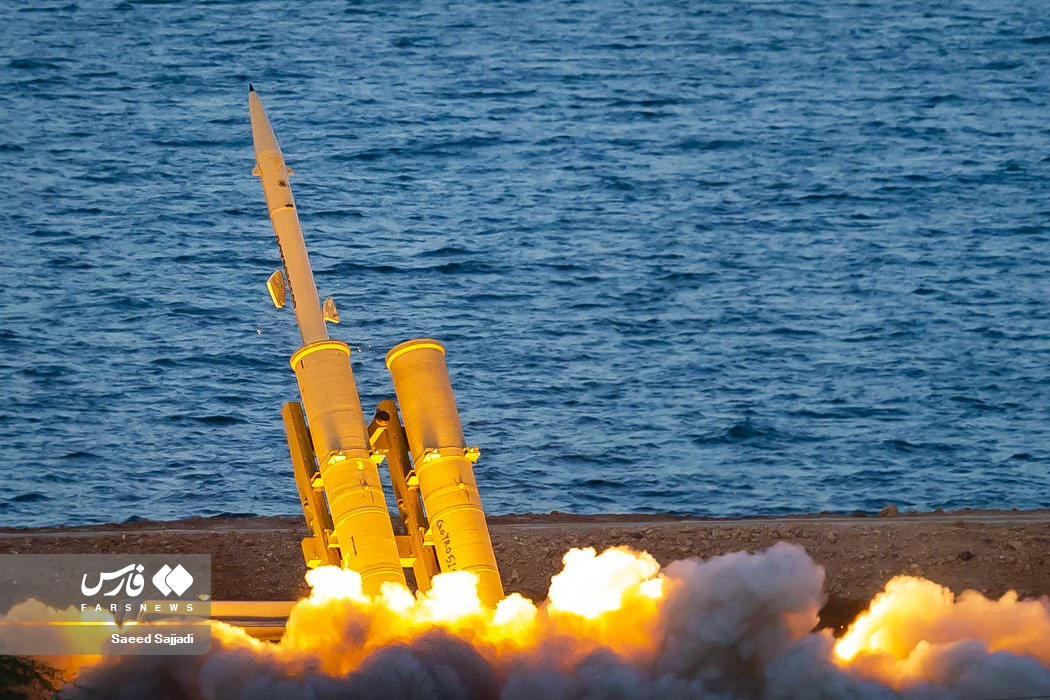
موشک فتح ضد کشتی
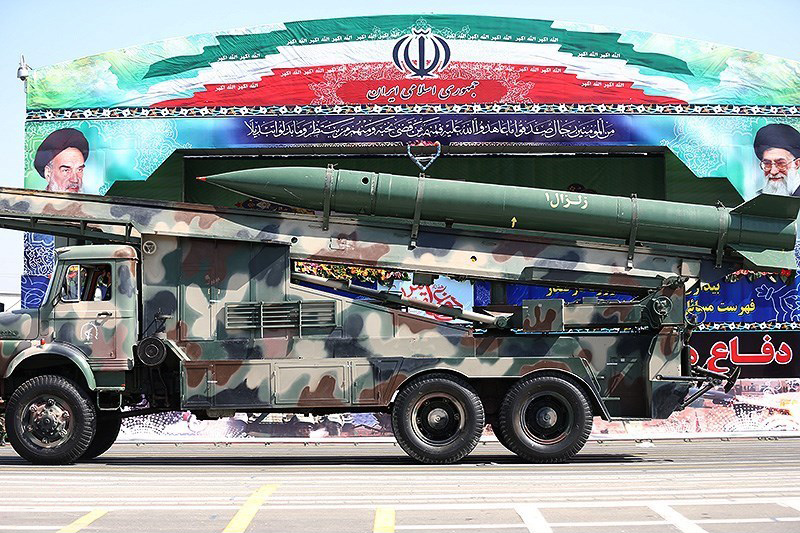
زلزال ۱

### خانواده فجر
موشک فجر ۳، ۲۵ مایل برد دارد و موشک ۲۴۰ میلی‌متری به‌شمار می‌آید. این موشک از نوعی موشک کره‌ای طراحی شده است که به صورت سه‌سامانه‌ای شلیک می‌شود. فجر ۵ اما ۳۳۳ میلی‌متری است و ۴۵ مایل برد دارد. بنابر گزارش‌های تأیید نشده‌ای، فجر ۵ قابلیت حمل کلاهک شیمیایی دارد که توسط ایران با این نوع کلاهک آزمایش شده است. موشک‌های هدایت‌شونده فجر ۵، از روی موشک‌های SY300 چینی ساخته شده‌اند. از این موشک در سامانه‌ای به همین نام شلیک می‌شود.

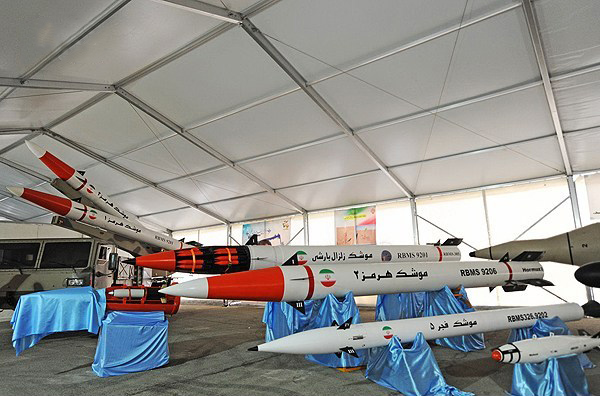
فجر ۵
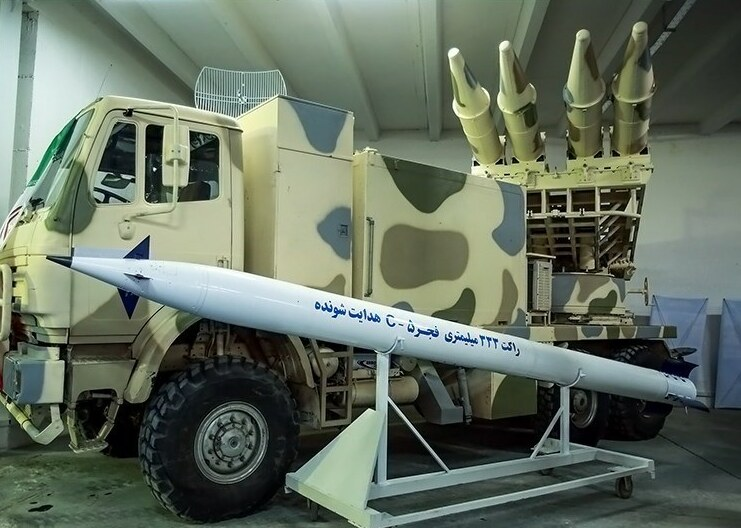
فجر ۵ سی

### خانواده رضوان
موشک زمین به زمین رضوان، از نوع بالستیک است و به گزارش مسئولان ایرانی، به صورت تک مرحله‌ای کار می‌کند. سوخت آن مایع، کلاهک آن قابلیت جدا شوندگی و برد آن ۱۴۰۰ کیلومتر عنوان شده است. این موشک قابلیت دارد تا از سکوی متحرک و ثابت شلیک شود.

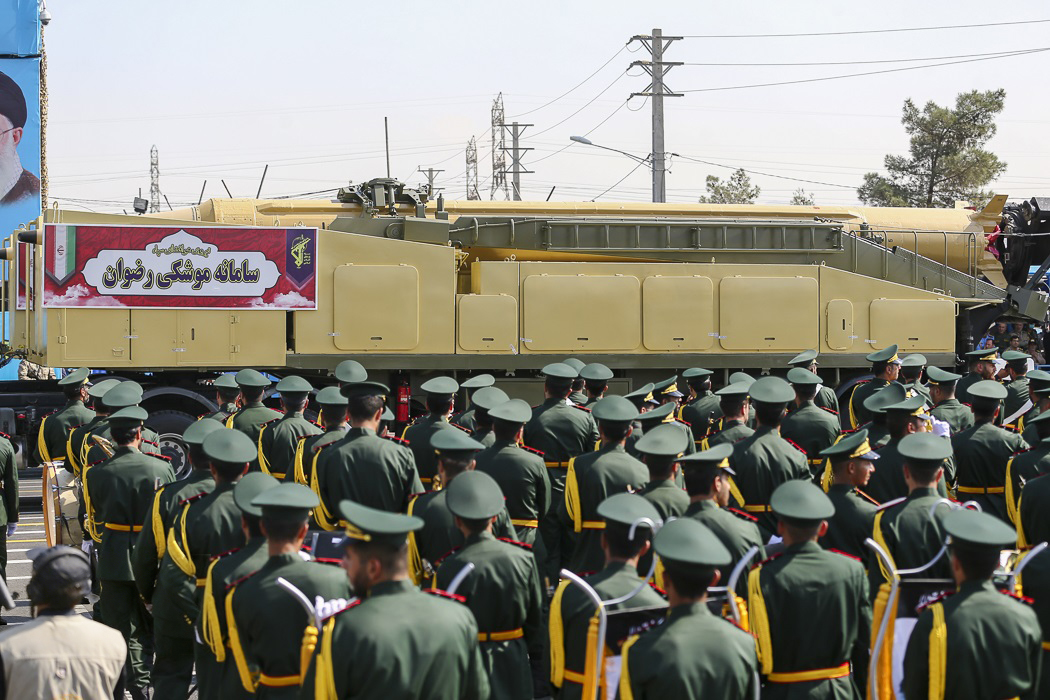
رضوان

### خانواده نازعات
نازعات، مجموعه‌ای از موشک‌های تولیدی ایران است که تا ۱۰ سری ساخته شده است.

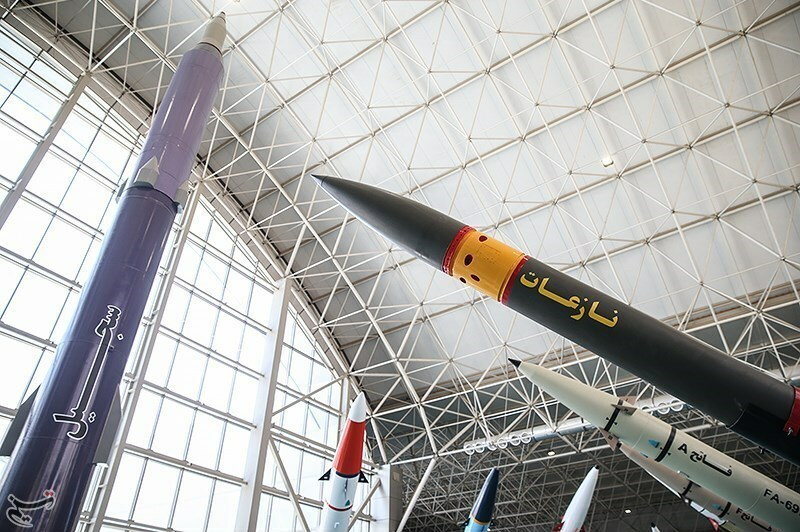
نازعات

### خانواده فلق

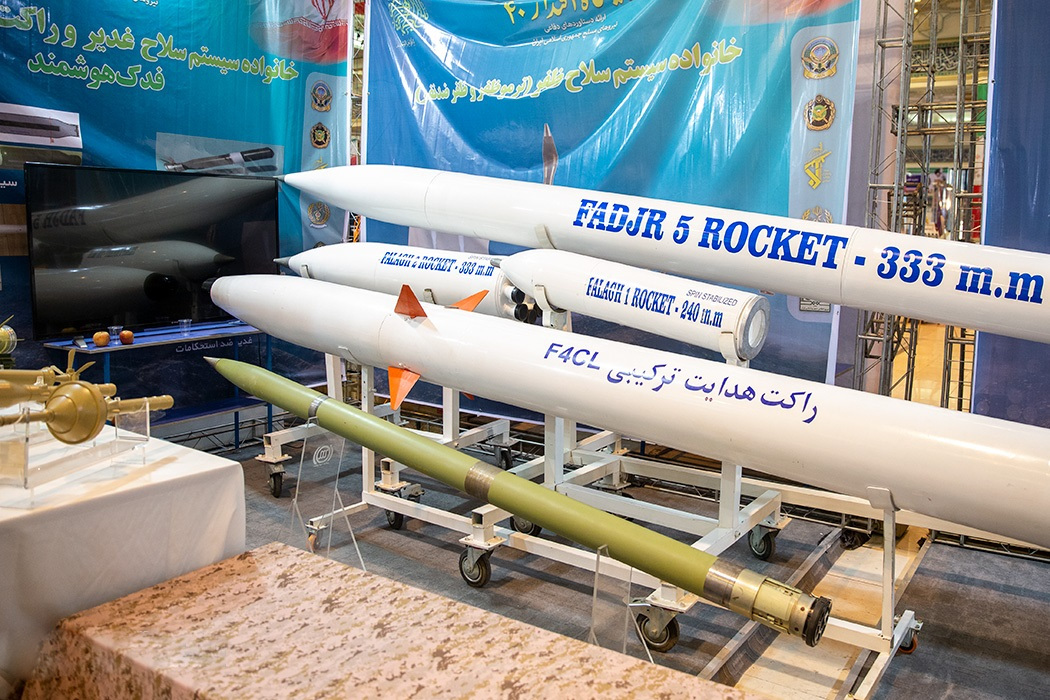
فلق ۱ و ۲

### خانواده صیاد
صیاد از خانواده‌های موشک ایرانی‌است که در کلاس‌های مختلفی ساخته شده است. صیاد ۱ که با الهام از HQ-2 چینی و اس ۷۵ روسی ساخته شده است. این موشک زمین به هوا با برد ۴۵ تا ۵۰ کیلومتر است. صیاد ۲، نسل دوم از صیادها بود که بردی بین ۲۰۰ تا ۳۵۰ کیلومتر دارد که می‌توانند اهداف خود را در سرعت بالا نیز مورد هدف قرار دهد. این موشک دو مرحله‌ایست و توانایی دارد تا اهداف با سطح راداری پایین را هدف‌گیری کند. همچنین خنثی‌سازی پارازیت و مقابله با حملات جنگ الکترونیک، از جمله ویژگی‌های این موشک است. صیاد ۳ از موشک‌های بومی است که در دفاع هوایی کاربرد دارد. این موشک برای هدف قرار دادن در ارتفاع بالا طراحی شده است. صیاد ۴ بی نیز به عنوان موشکی جفت شده با سامانه باور ۳۷۳، با بردی بالغ بر ۳۰۰ کیلومتر توانایی دارد تا با سوخت جامد هیبریدی، برد سامانه باور ۳۷۳ را از ۲۷ کیلومتر به ۳۲ کیلومتر افزایش دهد.

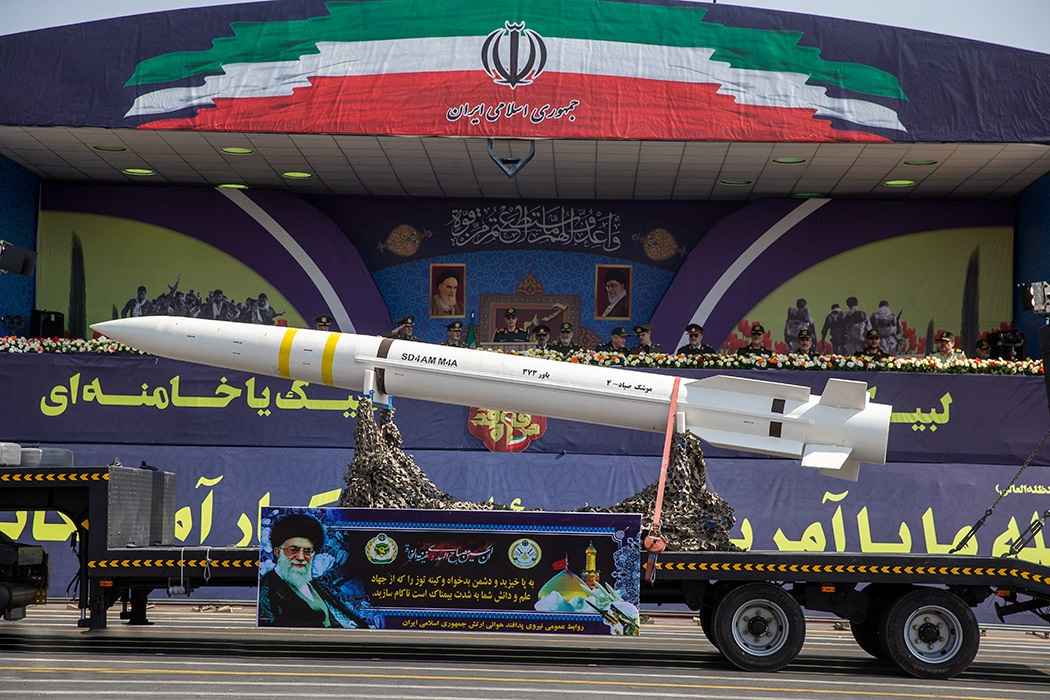
صیاد ۴
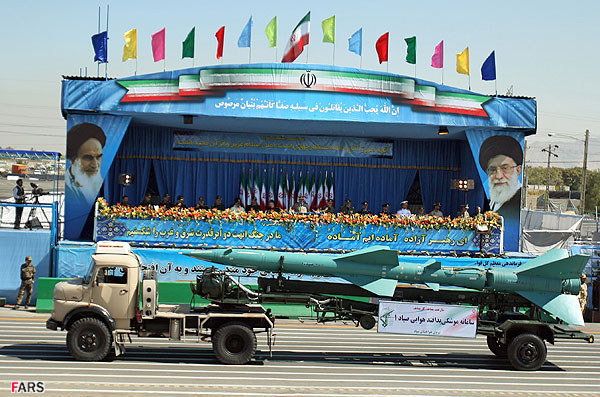
صیاد ۱
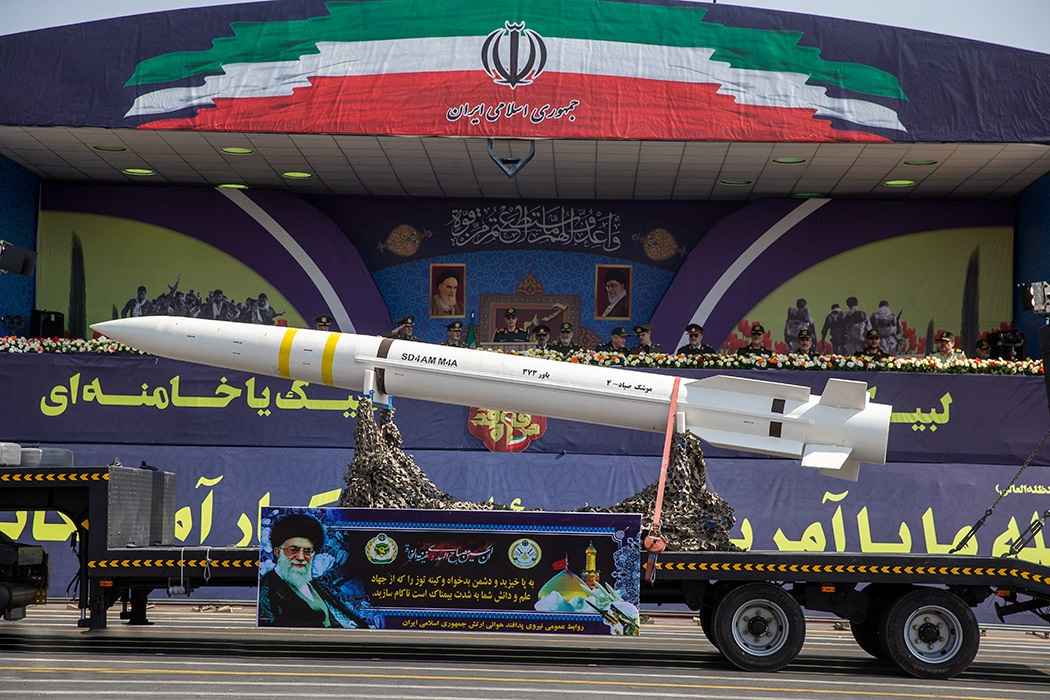
صیاد ۲
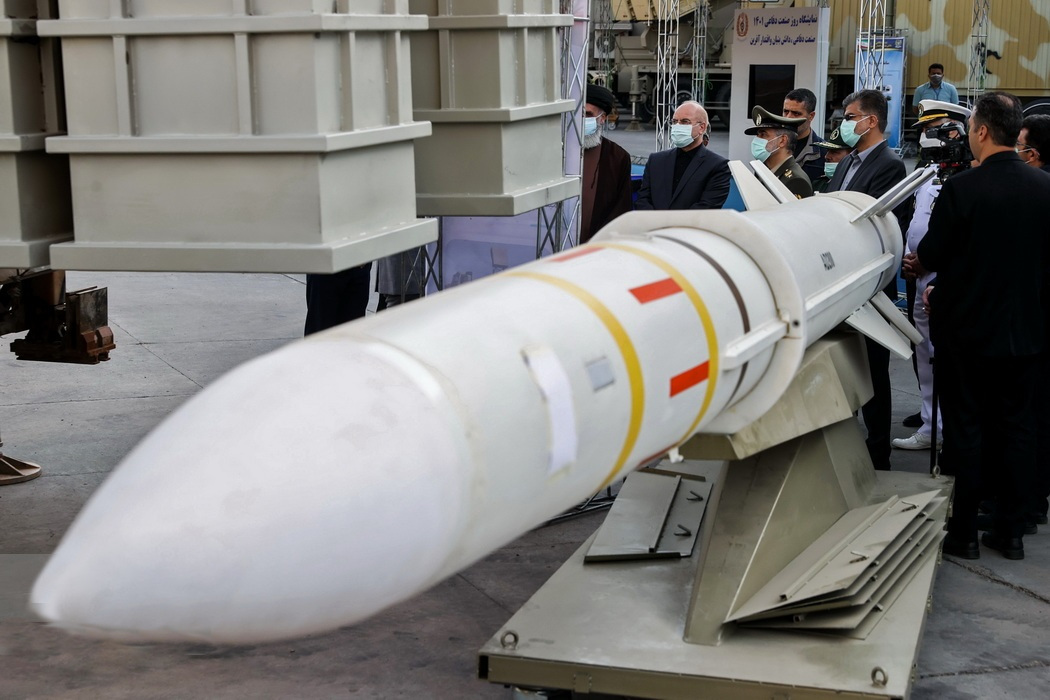
صیاد ۳

### دیگر موشک‌ها
موشک‌های تندر و کاروس، از موشک‌های طراحی شده از روی موشک چینی YJ-1/-2 است که با هدف افزایش برد تغییر داده شده است. این موشک‌ها برای شلیک از زیردریایی و شلیک به سمت اهداف زمینی طراحی بهسازی شده‌اند. موشک طائر در سه کلاس طائر آ و طائر ۲، طائر ۲ بی، رونمایی شده است. مشخصات ظاهری این دو نمونه بسیار به هم شباهت دارند. ادعا شده است که برد این موشک، ۵۰ کیلومتر است. تا کنون هیچ اطلاعاتی از تفاوت میان این سه کلاس موشک ارائه نشده است. ۹ دی نیز یکی از موشک‌های مورد استفاده ایران است که در سامانه‌ای پدافندی به همین نام کاربرد دارد. این موشک، قابلیت هدایت‌شوندگی دارد و می‌تواند موشک‌های کروز، بمب‌ها و همین‌طور بالگرد، جنگنده و هواپیماها را مورد هدف قرار بدهد. با مقایسه این موشک با موشک طائر، مشخص می‌شود که این موشک برای اهداف نزدیک‌تر طراحی شده است. بر روی این موشک بالی ذوزنقه‌ای شکل قرار دارد و بال‌های کنترل‌کننده در انتهای موشک، این موشک را هدایت می‌کنند. طول این موشک ۳٫۵ تا ۴ متر است و قطر ۲۵ سانتی‌متری برای این موشک حدس زده شده است. وزن این موشک ۲۰۰ کیلوگرم و سوخت آن جامد است. سرعت این موشک، ۳ تا ۴ برابر سرعت صوت تخمین زده شده است. این موشک به نوعی فناوری لیزری مجهز است تا بتواند بهترین موقعیت برای هدف قراردادن اهدافش را تحلیل کند.
کلاهک‌های طراحی شده توسط ایران برای سری RPG-7 که نسخه بهبود یافته نمونه قبلی بوده است، از جمله ساخته‌های بومی ایران است که با نام نافذ شناخته می‌شود. این موشک ۸۰ میلی‌متری، یک گلوله ضد نفر ۴۰ میلی‌متری با نام صاعقه را با خود همراه دارد که کاربرد ضد تانک خواهد داشت.
طوفان از موشک‌های زمین به زمین است که با مهندسی معکوس از روی موشک ضد تانک BGM-71 TOW آمریکا ساخته شده است. در اوایل سال ۲۰۰۰ از نخستین نسخه این موشک رونمایی و آزمایش شد و در اواسط همان سال، نسخه دوم با نام طوفان ۲ رونمایی شد. برد این موشک با برد موشک BGM-71 یکی عنوان شده است.
عقاب از موشک‌های ایرانی است که غیرقابل هدایت است و بدنه‌ای فولادی دارد. این موشک از سامانهٔ پرتابی با سه لوله و با برد ۳۴ کیلومتری شلیک می‌شود. شاهین نیز موشک دیگری است که بدنه‌ای فولادین دارد. این موشک در دو نوع با نام‌های شاهین ۱ و ۲ طراحی و ساخته شده است. این موشک باله‌دار، قابلیت انفجاری بالایی دارد. موشک‌های شاهین ساخته شده از روی مدل موشک میان برد HAWK آمریکایی است که پیش از انقلاب ۱۳۵۷ توسط شاه پهلوی خریداری شده‌بود. برد این موشک ۷۰ تا ۱۵۰ کیلومتر است.
شهاب ثاقب از موشک‌های رونمایی شده در ایران است که شباهت بسیاری با سری HQ-7/FM-80/90 از موشک‌های ساخت چین دارد. موشک مشکات نیز از دیگر موشک‌های ایرانی است که اطلاعات زیادی از آن منتشر نشده است. این موشک با قابلیت هدایت شوندگی، برد ۲۰۰۰ کیلومتر و مشابه KH-55 توصیف شده است. موشک کروز دیگری که توسط ایران نمایش داده شده است، موشک یا علی است که بردی بالغ بر ۷۰۰ کیلومتر دارد.

موشک هرمز، دیگر موشک ایرانی‌است که ۲۵۰ تا ۳۰۰ کیلومتر برد دارد. 

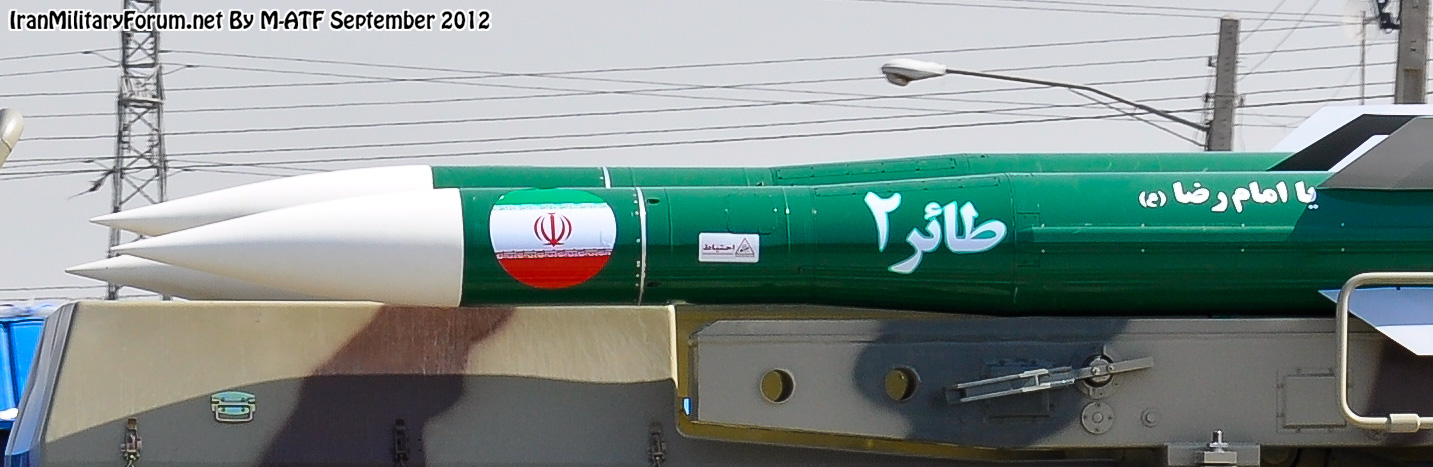
مشک طائر ۲
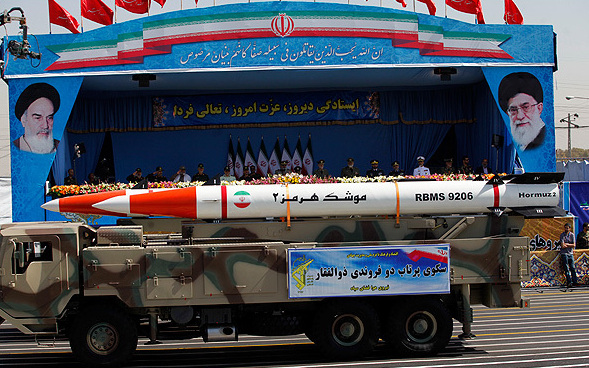
موشک هرمز ۲
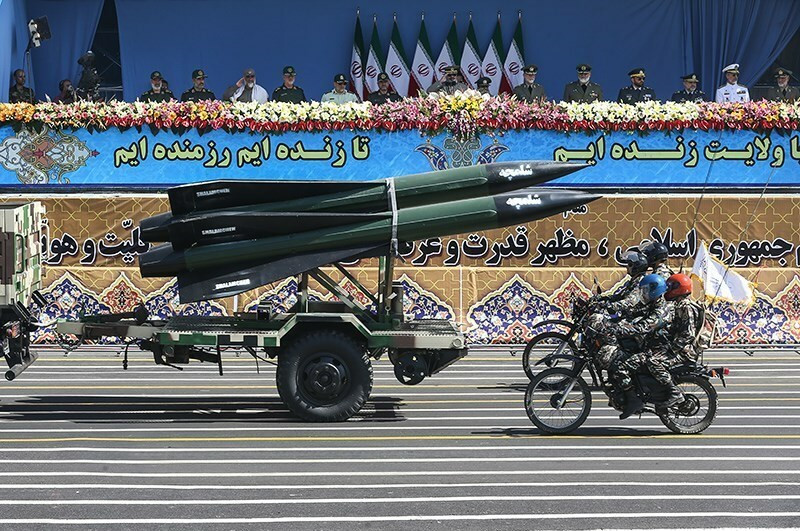
شلمچه
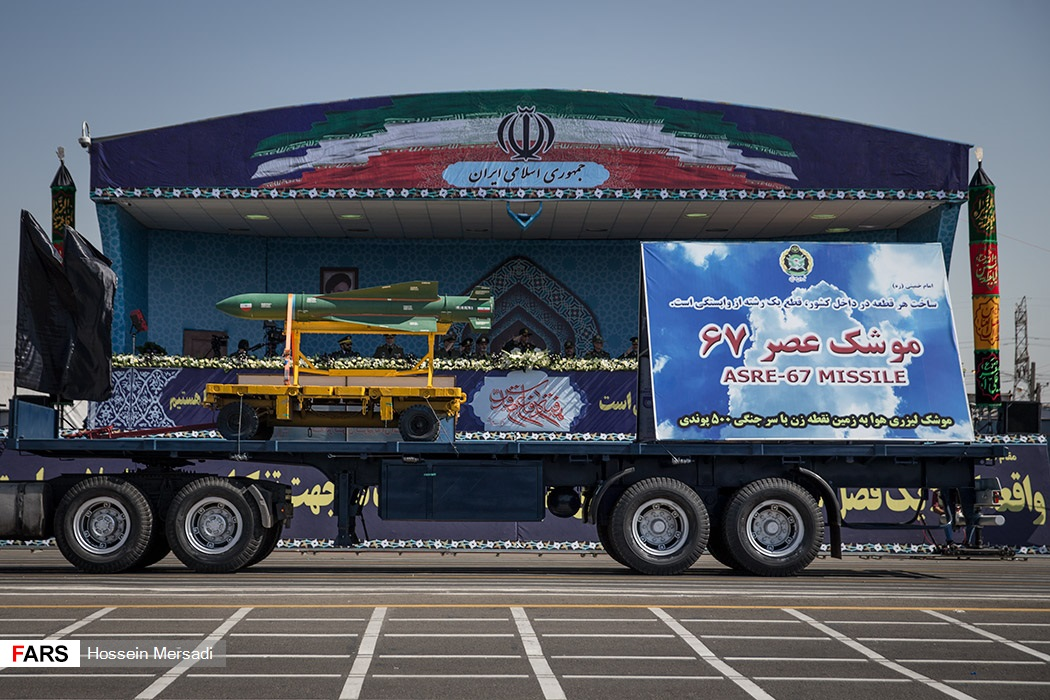
عصر ۶۸
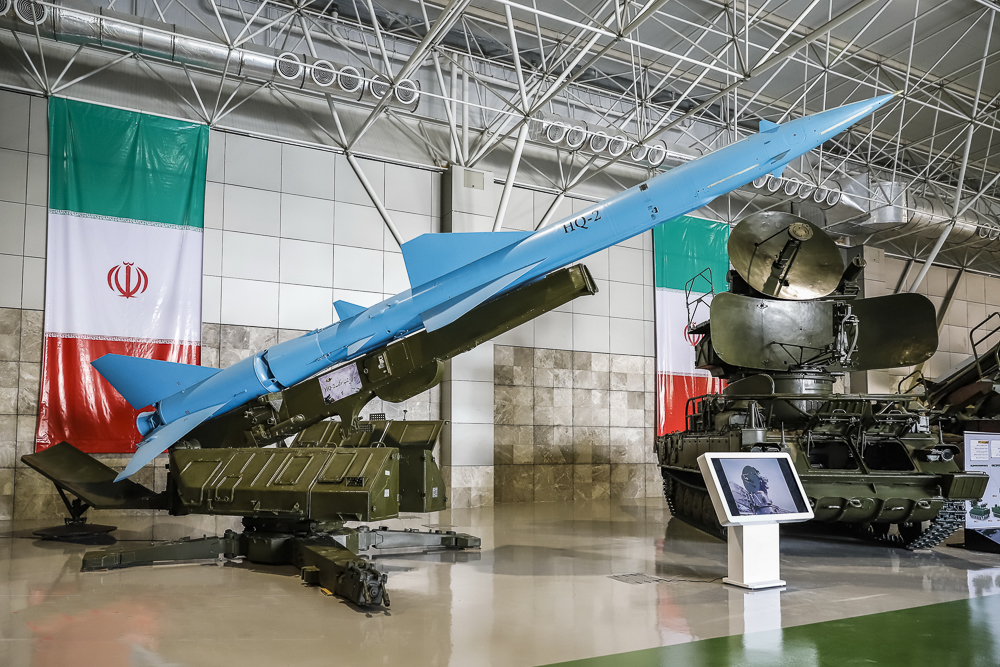
اچ کیو ۲
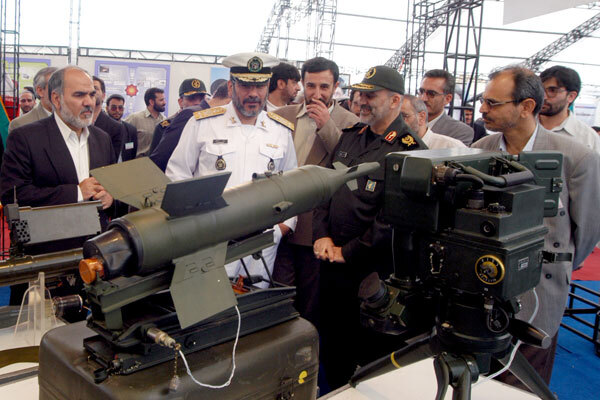
موشک ضد تانک رعد
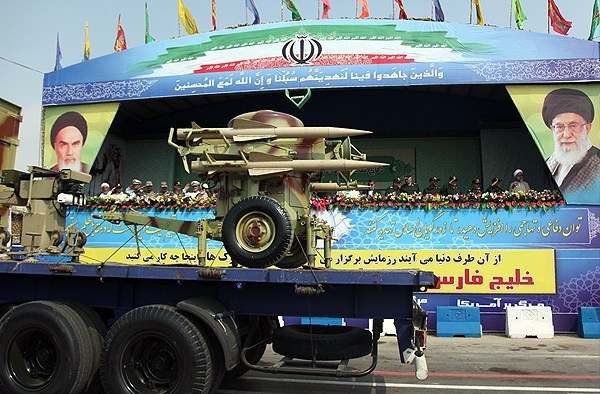
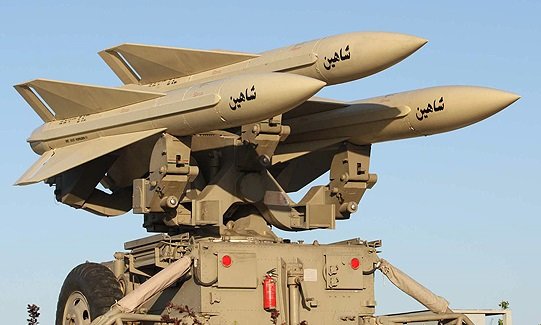
شاهین
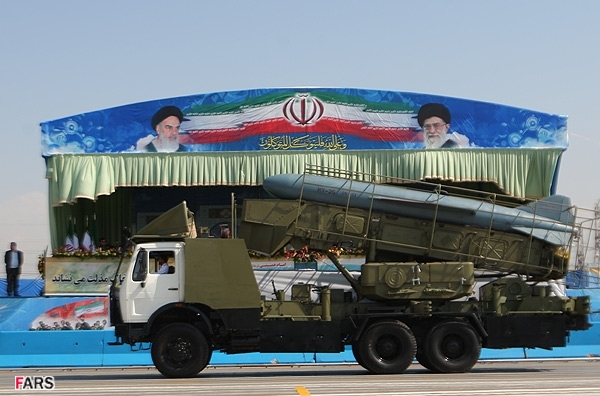
موشک اچ وای ۲ ضد کشتی
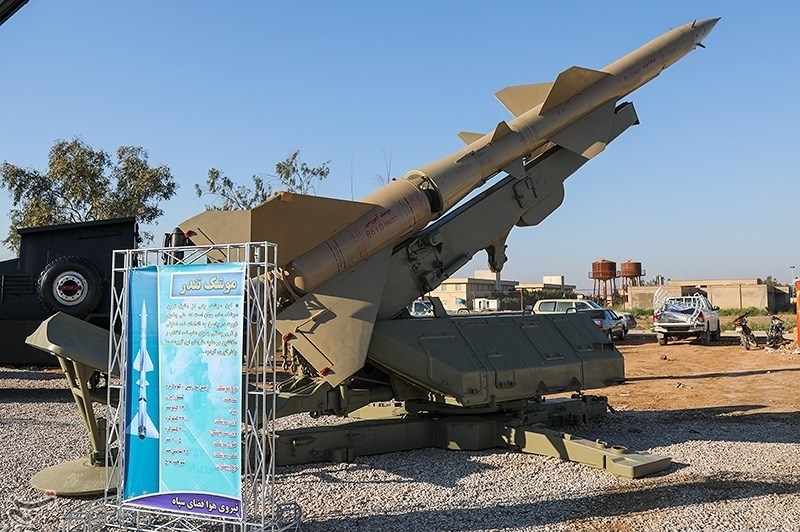
تندر
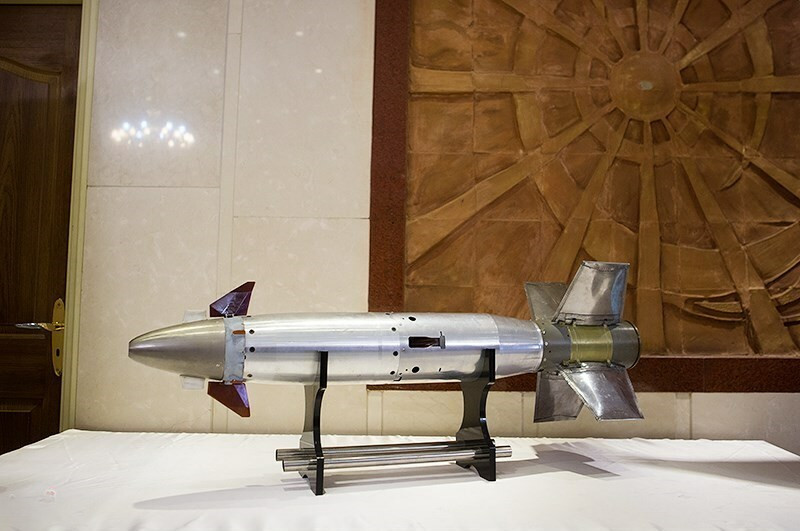
دهلاویه (ضد تانک)
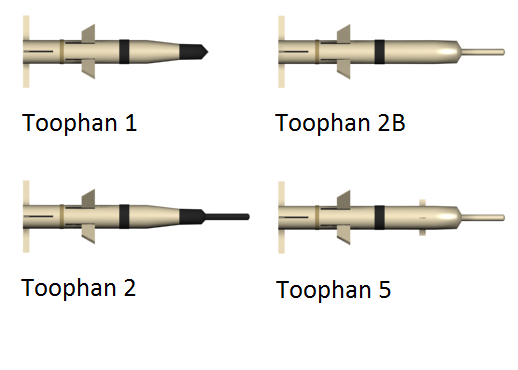
طوفان ۱، ۲، ۲ بی و ۵
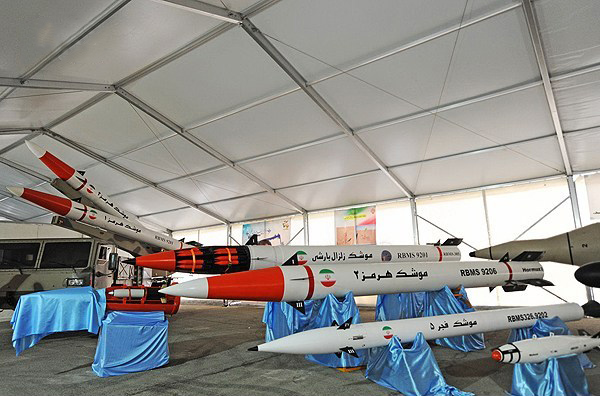
هرمز ۱ و ۲
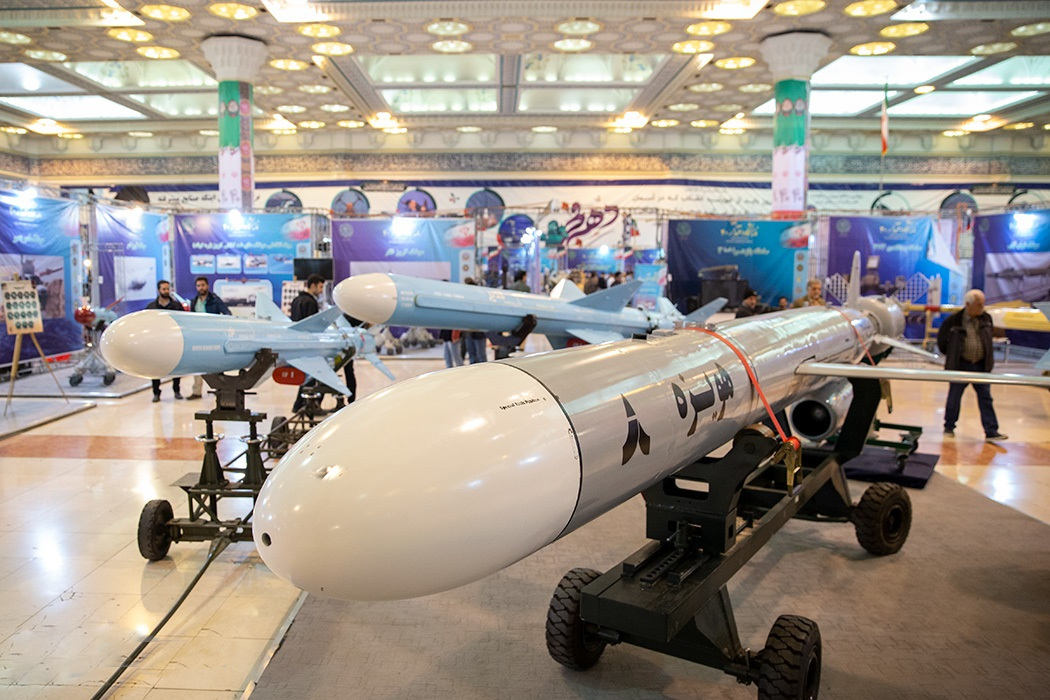
هویزه
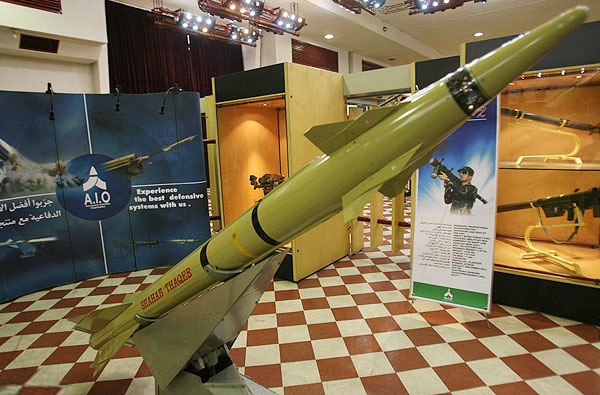
شهاب الثاقب

### موشک و اژدر نیروی دریایی ایران
بخش مهمی از قدرت دفاعی نامتقارن دریایی ایران، تولید موشک‌های کروز ساحل به دریاست. ایران از انواع مختلفی از موشک‌های کروز دریایی استفاده کرده است. نخستین نوع موشک‌های استفاده شده از این دست، موشک چینی Hai Ying-2 (HY-2) است که در جنگ ایران و عراق به کار بسته می‌شد. برد این موشک حداکثر ۲۵ مایل بود که نیمی از آن، برد مؤثر بود. سر جنگی این موشکی به‌طوری طراحی شده بود تا بتواند بدنه کشتی‌ها را سوراخ کند. نسل توسعه یافته این موشک، با برد حدودی ۱۲۵ مایل، توسط ایران به کار بسته شد. موشک دیگر مورد استفاده ایران، موشک C-802 بود که از سطح زمین و کشتی قابلیت شلیک داشت. برد این موشک ۲۵ مایل عنوان شده است. موشک کروز C-801K دیگر موشکی بود که همچون موشک C-802 در کلاس سی دسته‌بندی و بر ضد کشتی‌ها استفاده می‌شدند. برد این موشک ۷۵ مایل است. از ویژگی‌های موشک‌های کلاس سی، قابلیت درگیری در فاصله کوتاه بود که برای تنگه هرمز، قابلیت عملیاتی خوبی در اختیار ایران می‌گذاشت. سامانه پرتاب موشک C-801K قابلیت این را داراست تا ۱۲ موشک را به‌طور همزمان شلیک کند. در حالی که تعداد موشک شلیک شده توسط سکوی پرتاب C-802، چهار موشک است.
موشک کوثر، موشک کروز بومی‌شده در ایران است که در کلاس C701 می‌باشد. برد آن ۱۸ کیلومتر و قابلیت حمل کلاهک تا ۲۹ کیلوگرم را دارد. ظفر نیز موشکی در همین کلاس است که با ۲۰ کیلومتر برد، قابلیت حمل ۳۰ کیلوگرم کلاهک را دارد. این موشک از موشک‌های رادار کوتاه برد و با قابلیت انهدام اهداف کوچک است. وزن کم این موشک سبب شده است تا بتواند بر روی هر وسیله جنگی سبکی، متصل شود. ادعا شده است که این موشک ۱۰۰ درصد بومی است. این موشک برای فریب هدف، پس از شلیک به ارتفاع بالایی می‌رسد تا از دید هدف دور باشد. از موشک کوثر، سه نسخه طراحی شده است که نسخه سوم آن با کلاهک ۱۲۰ کیلویی و برد ۲۵ کیلومتری با سرعت ۰٫۸ صوت است. بر اساس گزارش‌های منتشر شده از جانب ایران، یکی از این سه موشک، دارای قابلیت جستجوی اپتیکال و از نوع راداری است. این موشک قابلیت دارد تا بر روی قایق‌های تندرو، هلیکوپتر و پهپاد نیز نصب گردد. وزن کوثر ۱۰۰ کیلوگرم و طول آن نیم متر عنوان شده است. موشک‌های نصر، موشک دیگر نیروی دریایی ایران است که در سال ۲۰۱۱ رونمایی شدند. موشک کوثر، موشکی زمین به دریاست که برای مقابله با کشتی طراحی شده است. این موشک می‌تواند پارازیت الکترونیکی را شکست دهد و از مسیر منحرف نشود. این موشک کوتاه‌برد از سوخت جامد استفاده می‌کند. نصر، موشکی کوچکتر از کوثر توصیف شده است و با موشک چینی C-704 شباهت بسیاری دارد. طول این موشک ۳٫۲۸ متر، قطر بدنه آن ۰٫۲۸ متر و وزنش ۳۵۰ کیلوگرم است. به نظر می‌رسد که دست‌کم دو نسخه از این موشک ساخته شده است. موشک‌های نصر و جاسک هر دو از موشک‌های کروز در کلاس C704 / TL-6 / JJ-6 هستند که بردی بین ۲۵ تا ۳۵ کیلومتر را دارند و کلاهکی با وزن ۱۳۰ کیلوگرم را حمل می‌کنند. موشک جاسک که به گفته مسئولان ایرانی برای زیردریایی تهیه شده است، در دو کلاس ۱ و ۲ به تولید انبوه رسیده است. این موشک از روی موشک چینی C-704 طراحی شده است. برد جاسک ۲، ۱۹ مایل عنوان شده است. موشک بصیر، از موشک‌های جدید و کروز ضد کشتی ایرانی است. این موشک یک نمونه توسعه یافته از نسخه کوثر است که برد آن ۳۰ کیلومتر عنوان شده است. ادعا شده است که این موشک قابلیت دارد تا عملیات خود را بدون نویز انجام دهد.
آهویا با نام HY-2 که در کلاس -۲۰۱ است، بردی بالغ بر ۹۵ کیلومتر و قابلیت حمل کلاهکی با وزن ۵۱۳ کیلوگرم را دارد. صاعقه، دیگر موشک کروز ایرانی، در کلاس HY-4 SADSACK طراحی شده است که ۱۵۰ کیلومتر برد و ۵۰۰ کیلوگرم وزن کلاهک آن است. نور نیز با کلاس YJ-2/C-802 قابلیت دارد تا ۱۲۰ کیلومتر برد و ۱۵۵ کیلوگرم کلاهک حمل کند. صاعقه، نمونه بومی‌سازی شده از موشک کروز HY-2 ساخت چین بوده است. موشک رعد نیز از همین خانواده است که نسخه ارتقاء یافته موشک صاعقه است. رعد، در کلاس HY-2 (Mod) قرار دارد که ۳۶۰ تا ۴۵۰ کیلومتر برد دارد. این موشک قابلیت حمل کلاهک تا ۵۰۰ کیلو را دارد. بر طبق گزارش‌ها، غیر از این موارد، چند موشک کروز دریایی دیگر نیز در سامانه موشکی ایران استفاده می‌شود که در گزارش‌های نظامی جمهوری اسلامی ایران از آنها یاد نشده است.
موشک کروز ضد کشتی نور با توجه به موشک چینی C-802 طراحی و ساخته شده است. برد این موشک در کلاس‌های دیگرش ۲۲۰ کیلومتر عنوان شده است. این موشک این قابلیت را دارد تا از سکوهای زمینی، جت‌های جنگنده، هلیکوپتر و قایق‌های تندرو شلیک شود. سوخت موشک نور، جامد است و می‌تواند ارتفاع ۱۰ تا ۲۰ متری از سطح دریا را حفظ کند. این موشک قابلیت فریب رادار دارد و در فاصله نزدیک به هدف، از رادار برای برخورد به هدف استفاده می‌کند. موشک کروز «توان»، بر اساس موشک نور طراحی شده است که برد آن بیش از ۲۲۰ کیلومتر عنوان شده است. قادر دیگر موشک کروز در همین کلاس است که ۲۰۰ کیلومتر برد و ۱۶۵ کیلوگرم قابلیت حمل کلاهک دارد. این موشک قابلیت دارد تا در ارتفاع کم حرکت کند و از ساحل، هوا یا کشتی شلیک شود. این موشک، نمونه ارتقاء یافته موشک نور است. از ویژگی‌های این نمونه جدید، برخورداری از سیستم هدایت دیجیتال، سامانه ناوبری با دقت بالا، هدف‌گیری هدف راداری، رادار جنگی الکترونیکی، آماده‌سازی سریع و هدف‌گیری اهداف ساحلی عنوان شده است.

از دیگر موشک‌های کروز ایرانی می‌توان به موشک غدیر اشاره کرد. این موشک ۳۰۰ کیلومتر برد دارد و ضد کشتی طراحی شده است. قرار شده است تا نسخه جدید این موشک با نام مقتدر با برد دوبرابر و مقاوم در برابر جنگ الکترونیک، توسط ایران ساخته شود.

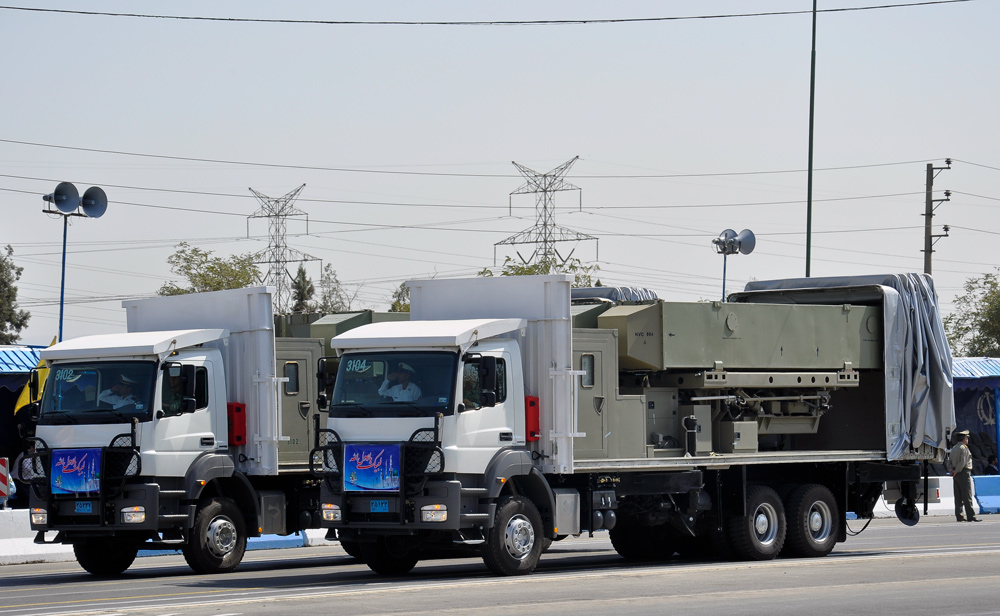
موشک نور بر سامانه قدر
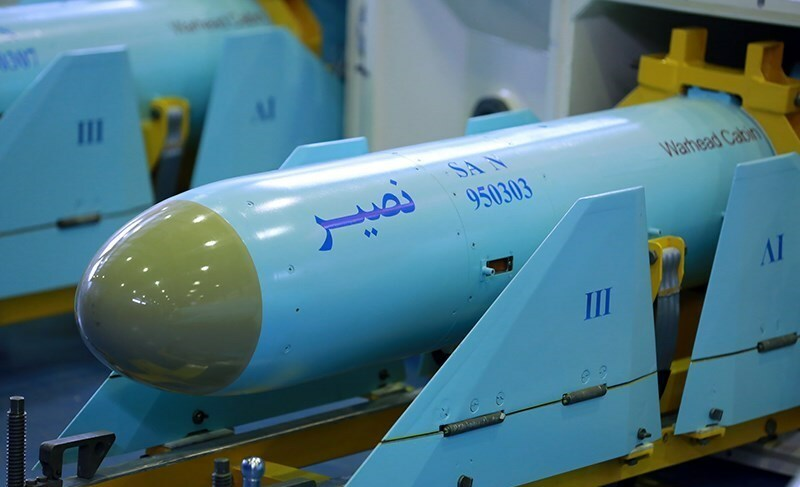
موشک کروز نصیر
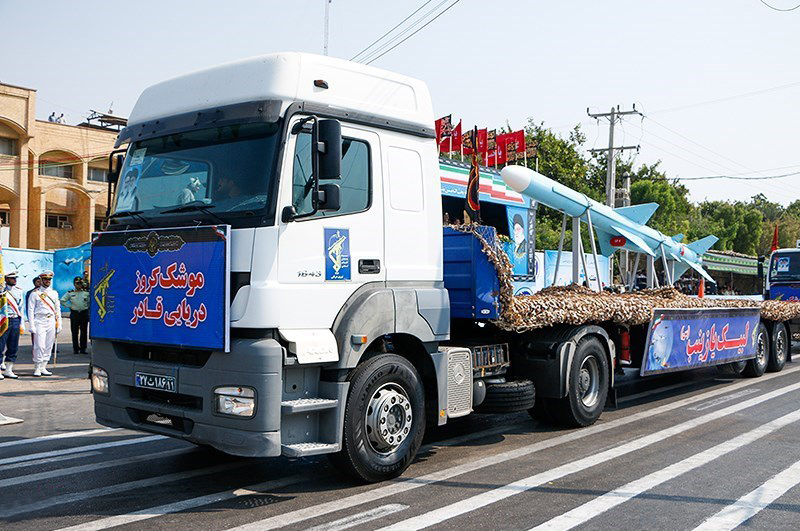
موشک قادر (ضد کشتی)
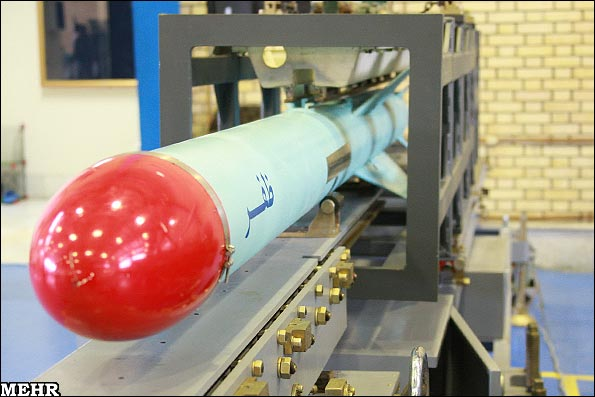
موشک ظفر ضد کشتی
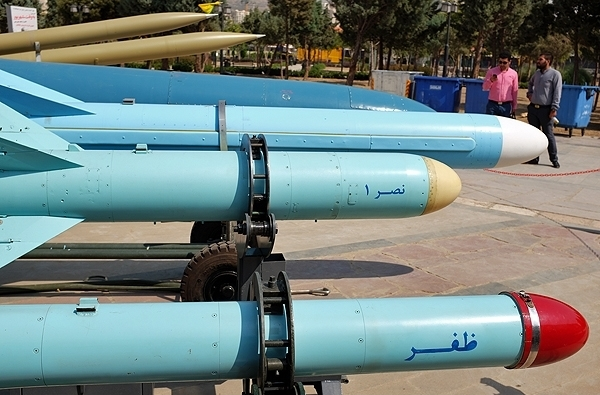
موشک نصر ۱
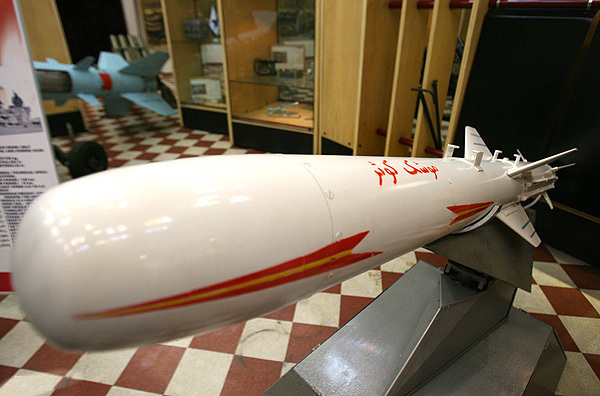
موشک ضد کشتی کوثر
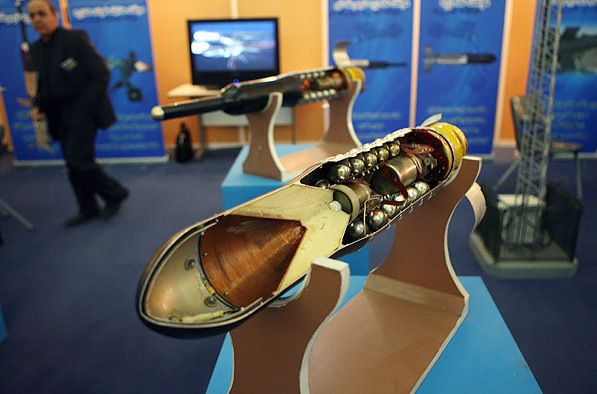
موشک صاعقه ۱ و ۲
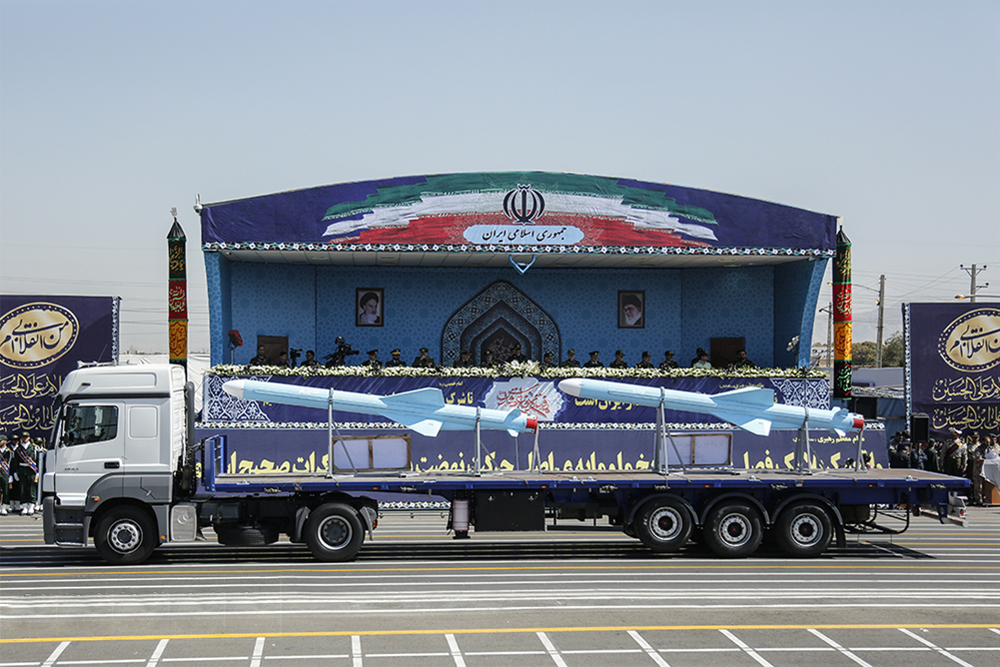
موشک ضد کشتی غدیر

### موشک‌های نیروی هوایی
موشک‌های هوا به هوا عبارتند از:

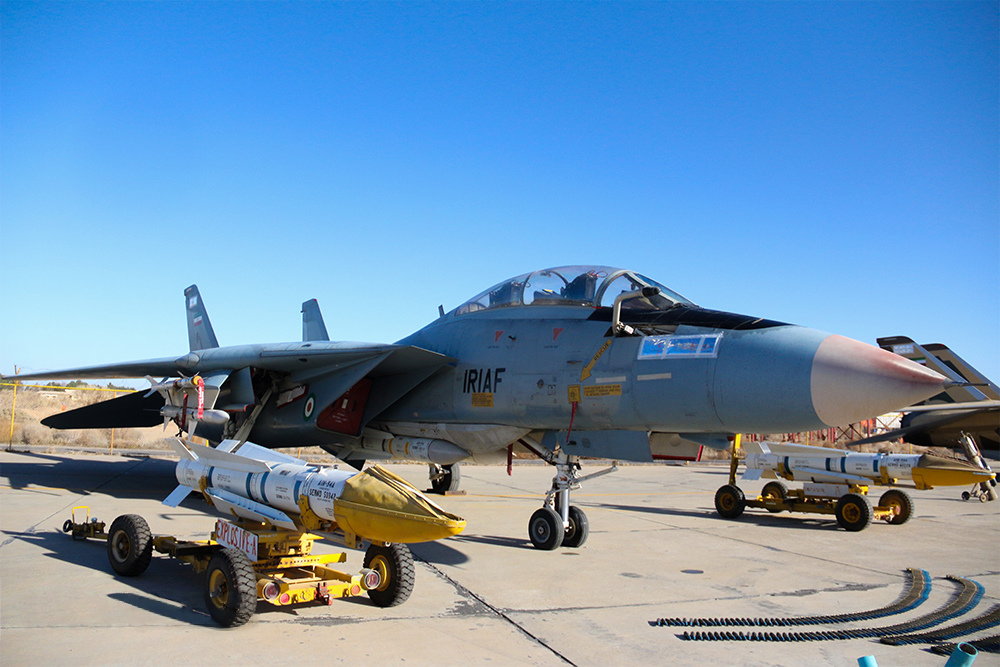
AIM-54
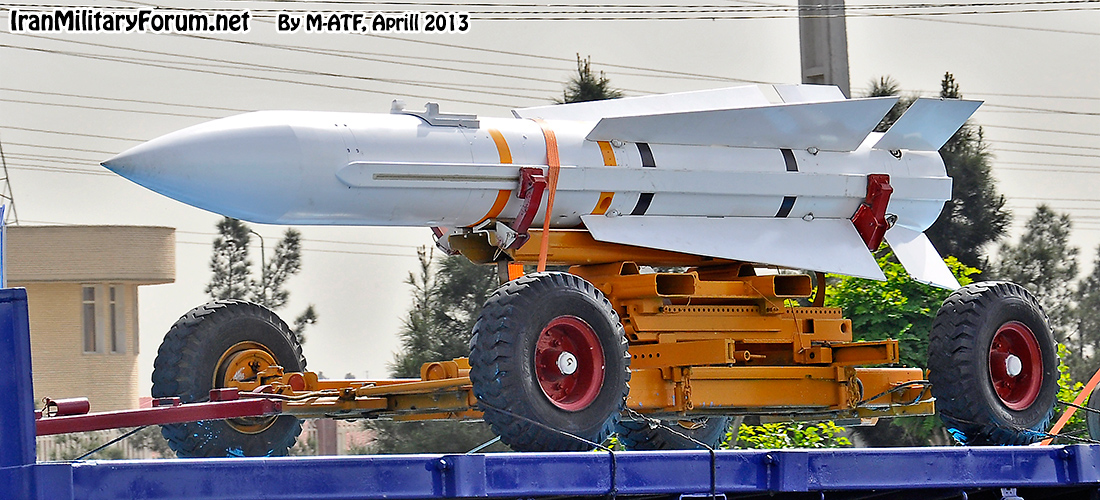
موشک فکور ۹۰
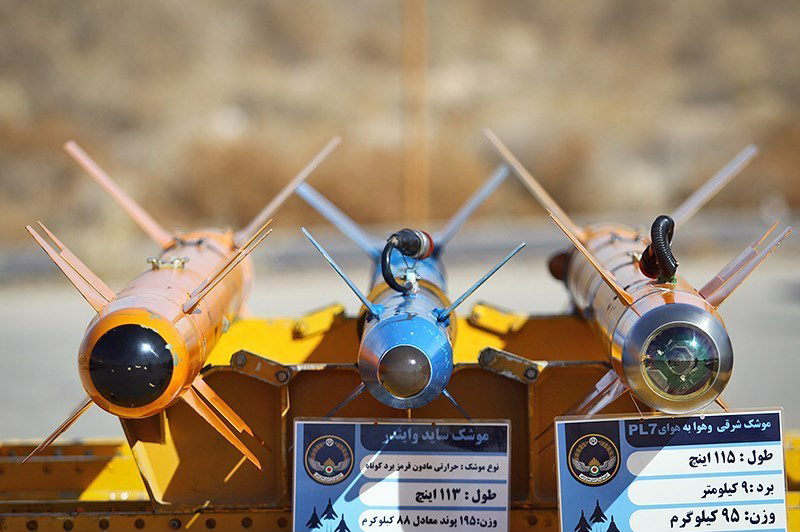
AIM-9 و PL-7
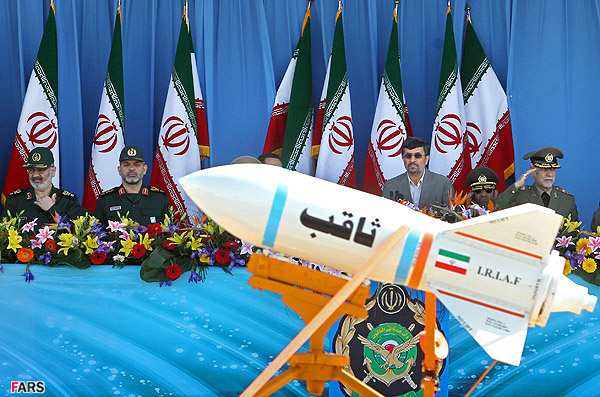
ثاقب
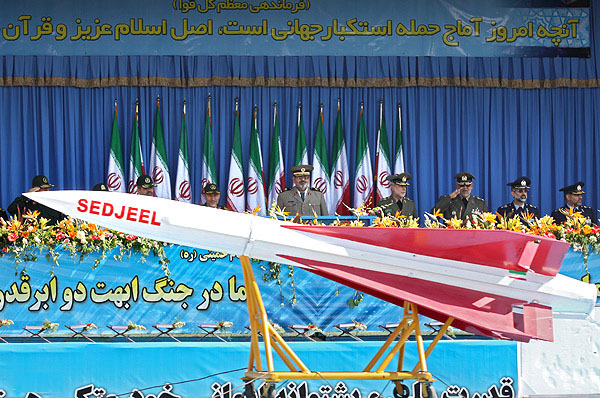
سجیل
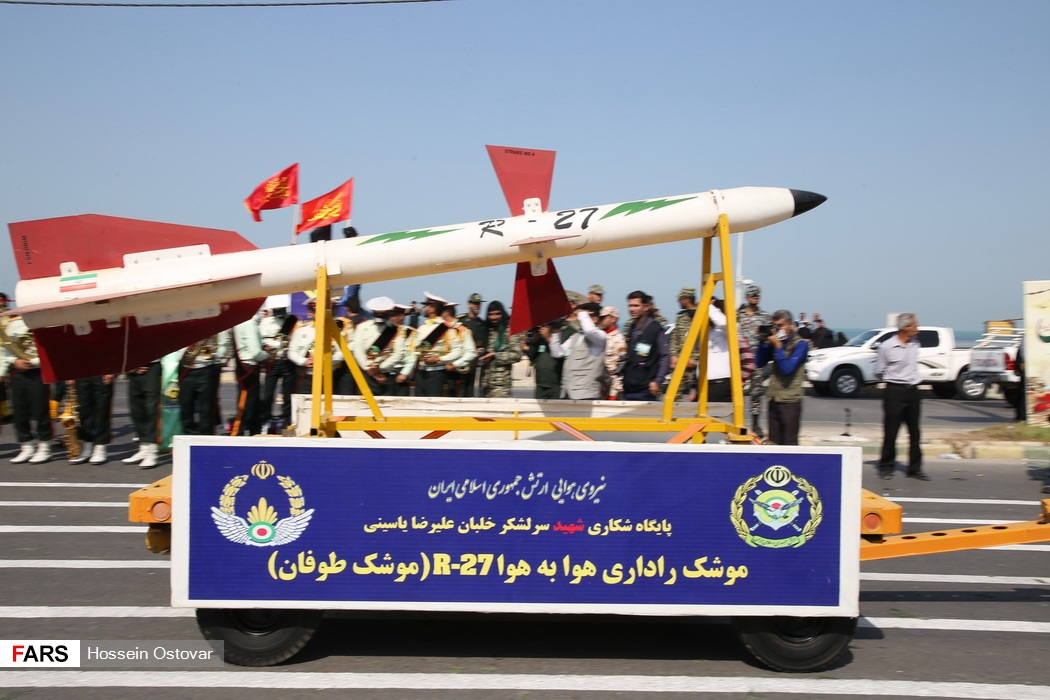
طوفان

نخستین نسل از موشک‌های AGM بومی ایران، زوبین با نام کامل «AGM-379/20 Zoobin» بود که توسط وزارت دفاع ایران ساخته شد. این موشک توانایی حمل کلاهک ۷۵۰ پوندی را داراست. با توجه به مشخصات ظاهری این موشک، احتمالاً از روی M117 bomb و همین‌طور AGM-123 Skipper II طراحی شده است. این موشک نخستین بار در سال ۲۰۰۲ رونمایی شد. از دیگر موشک‌ها در کلاس زوبین، می‌توان به AGM-379/20 Zoobin و Zoobin Qadr Pictures AGM-379/20 و همین‌طور AGM-379/20 Zoobin Qadr References اشاره کرد. موشک بعدی در این کلاس، موشک قدر است. این موشک در مدل GBU و نخستین مدل از این کلاس است که فاقد هدایت نوری است. نام کامل این موشک «GBU-67/9A Qadr» عنوان گرفته است. دیگر موشک‌ها در این کلاس «GBU-67/9A Specifications», «GBU-67/9A Qadr Pictures» و «GBU-67/9A Qadr References» است.
موشک بالابان، از موشک‌های بال‌تاشو است که توسط جی‌پی‌اس هدایت می‌شود. این موشک قابلیت نصب به زیر هواپیما را دارد و مجهز به سیستم اینرسی است. قائم دیگر بمب مورد استفاده نیروی هوایی جمهوری اسلامی ایران است که هدایت الکترواپتیکال دارد. به گفته وزیر دفاع ایران، این موشک با ضریب خطای زیر ۵۰ سانتی‌متر طراحی شده است. این موشک برای نصب در جنگنده‌ها، پهپادها و بالگردها مناسب است و مأموریت آن، هدف قرار دادن اهداف متحرک، سنگرها و سربازان دشمن است. این موشک در ارتفاعی بین ۴۰۰۰ تا ۱۰۰۰۰ پایی قرار می‌گیرد. این موشک می‌تواند کلاهک‌های مختلفی را حمل نماید. این موشک در کلاس‌های مختلفی تولید می‌شود. موشک یاسین، دیگر موشک هوا به زمین نیروی دریایی است که از بال تاشو بهره می‌برد و از فاصله ۵۰ کیلومتری از هواپیمای با سرنشین و بدون سرنشین قابلیت شلیک دارد. این موشک از طریق ماهواره کنترل می‌شود. کلاهک این بمب ۲۲۵ کیلو و وزن آن ۳۰۰ کیلوگرم عنوان شده است که خطای آن ۱۰ متر است. موشک حیدر از موشک‌های ایرانی است که همزمان با موشک قمربنی‌هاشم و دهلاویه در ۲۰۱۹ رونمایی شد. همه این موشک‌ها برد ۸ کیلومتری دارند. قدرت نفوذ حیدر و دهلاویه، بیش از یک متر عنوان شده‌اند. از موشک قمربنی‌هاشم به عنوان موشکی که قابلیت استفاده در نبرد هوا به هوا دارد نیز یاد شده است.

دیگر موشک‌های هوا به زمین عبارتند از:

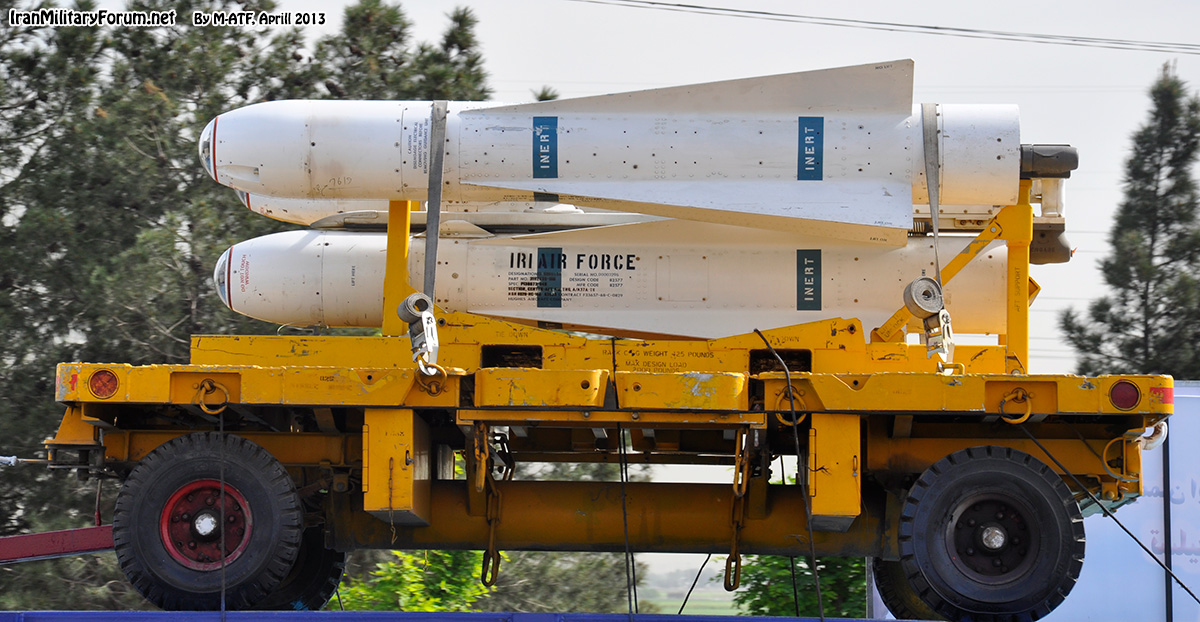
AGM-65
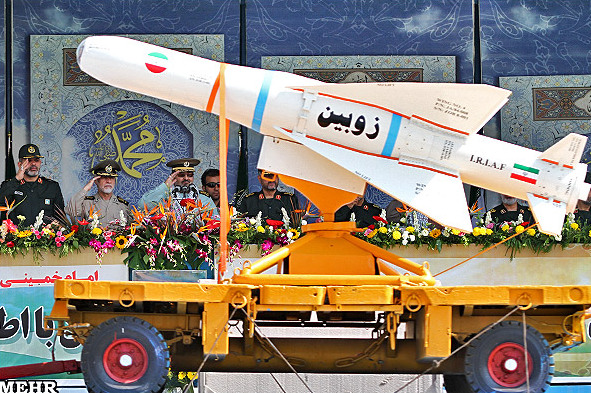
زوبین
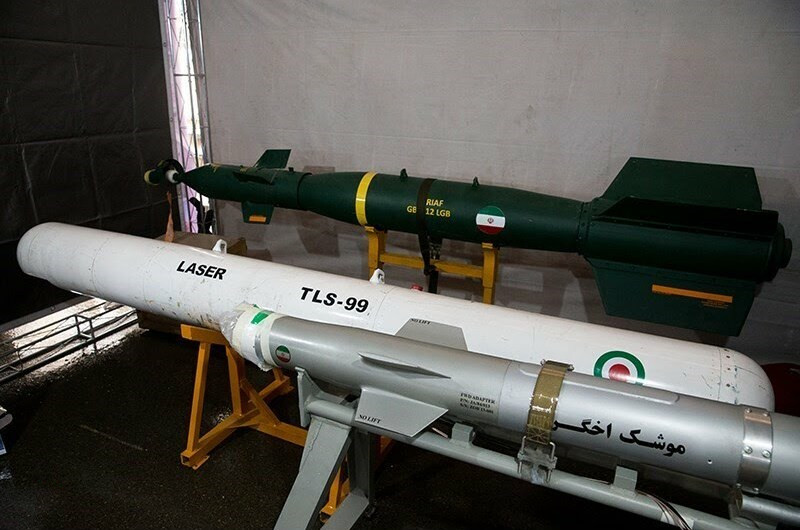
اخگر
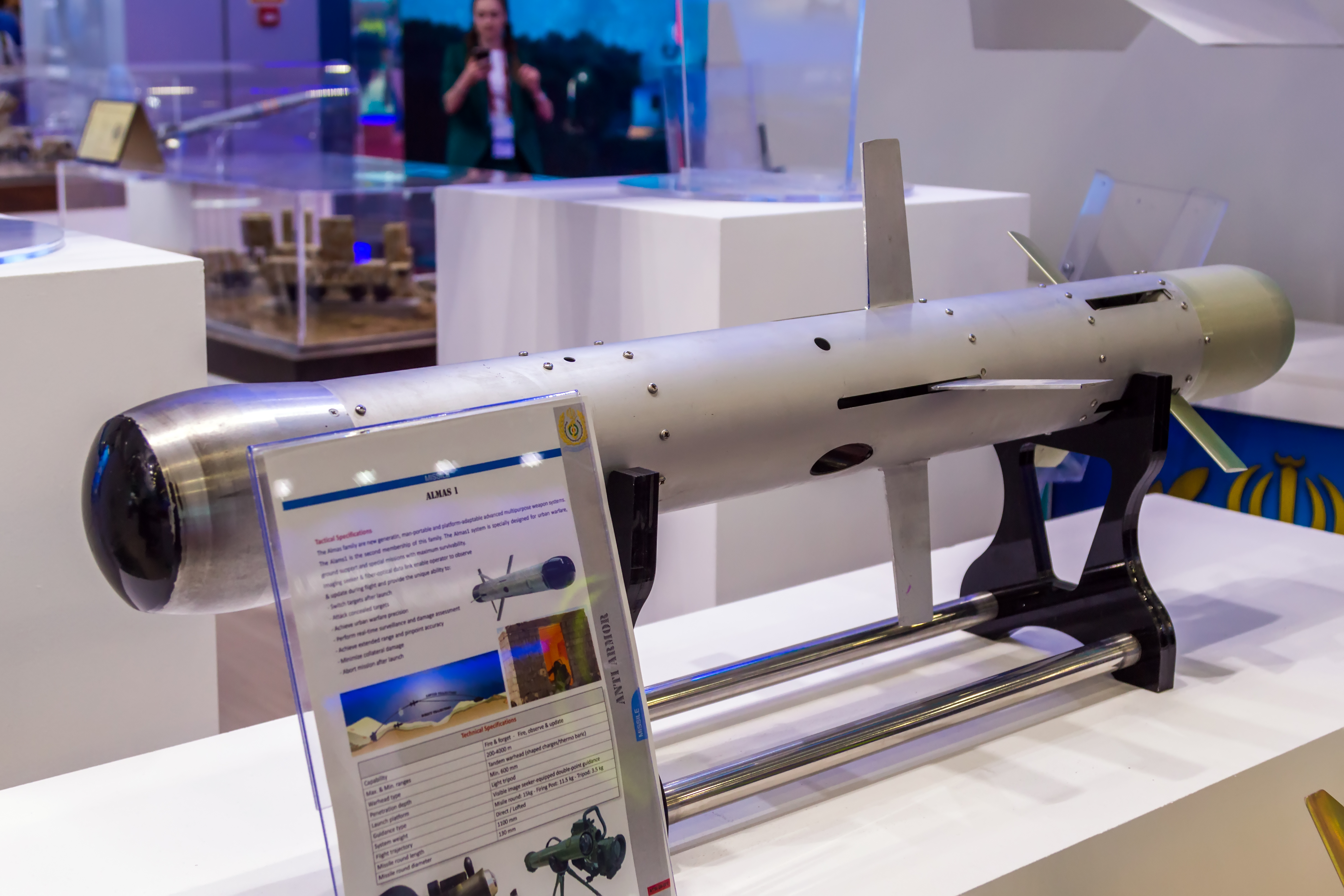
الماس
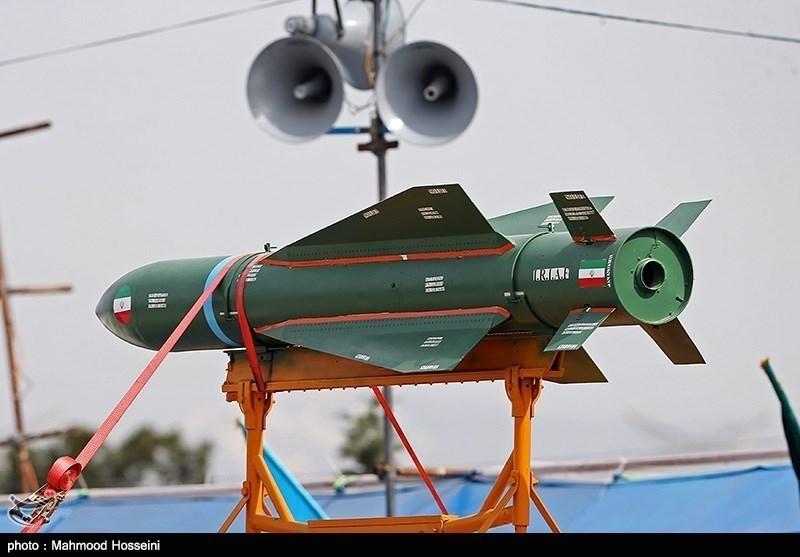
عصر ۶۷
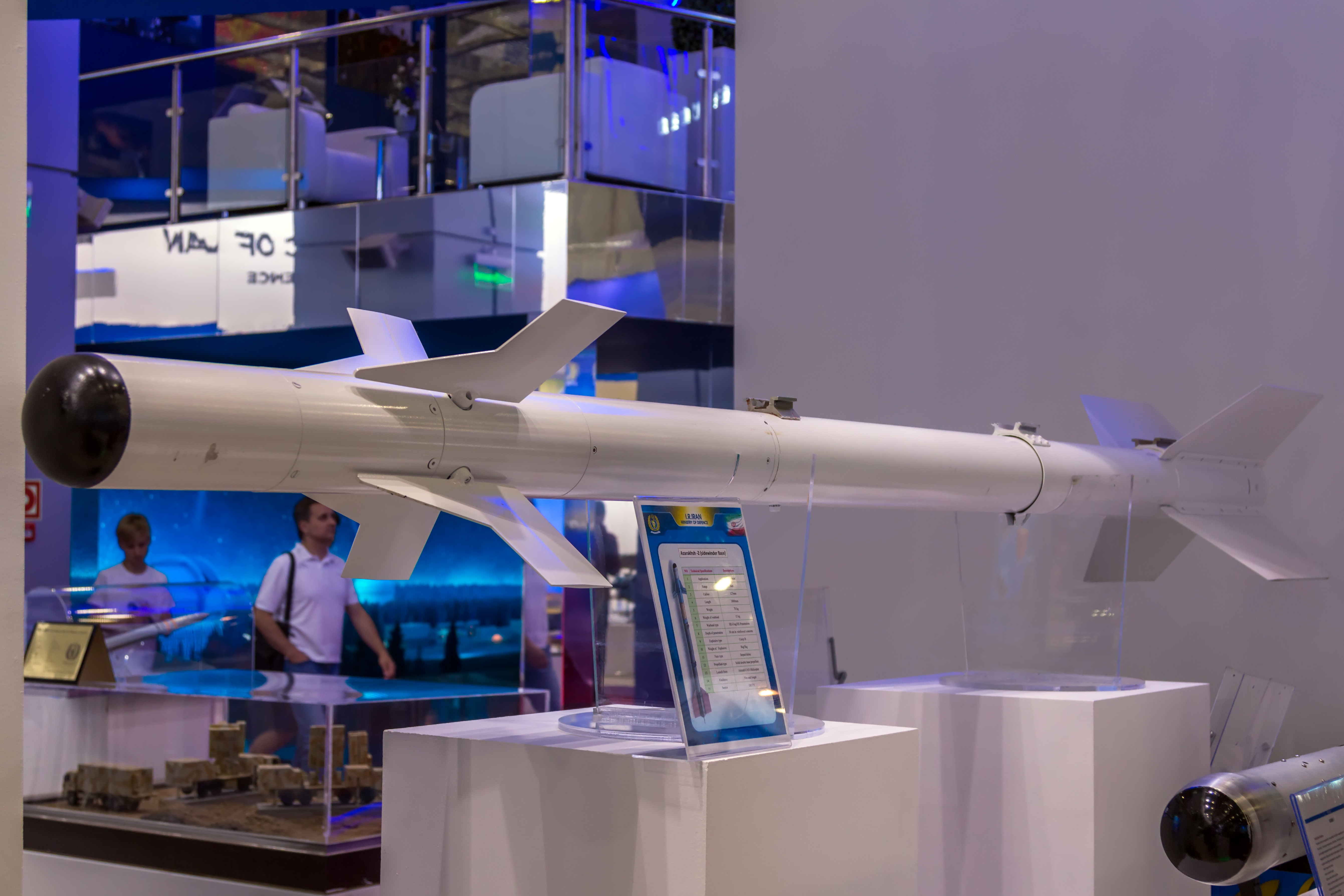
آذرخش
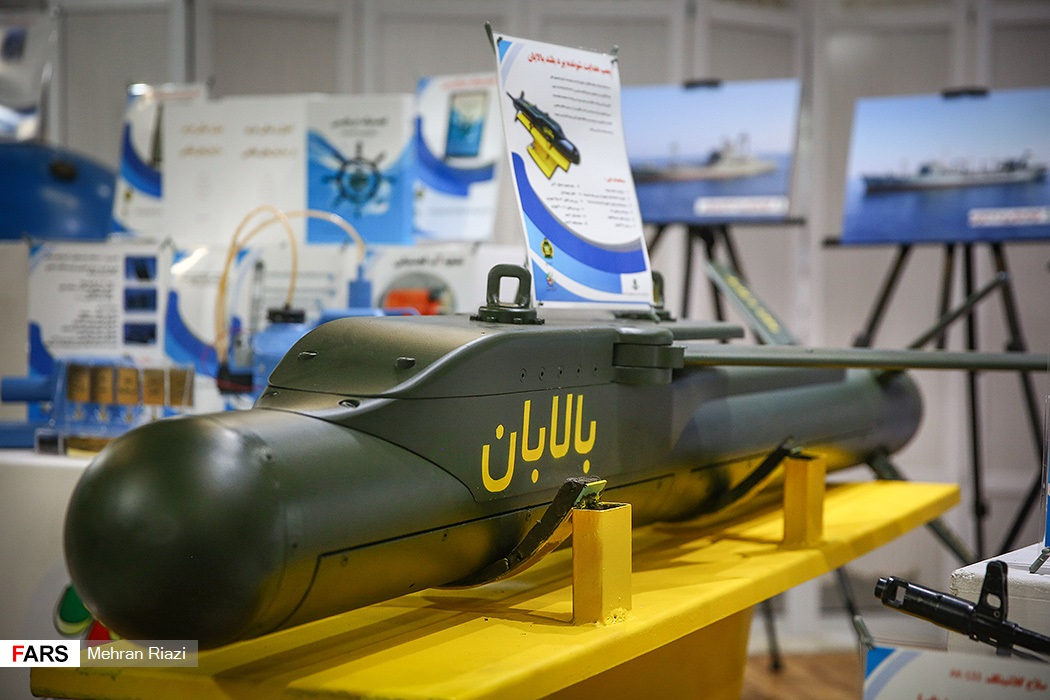
بالابان
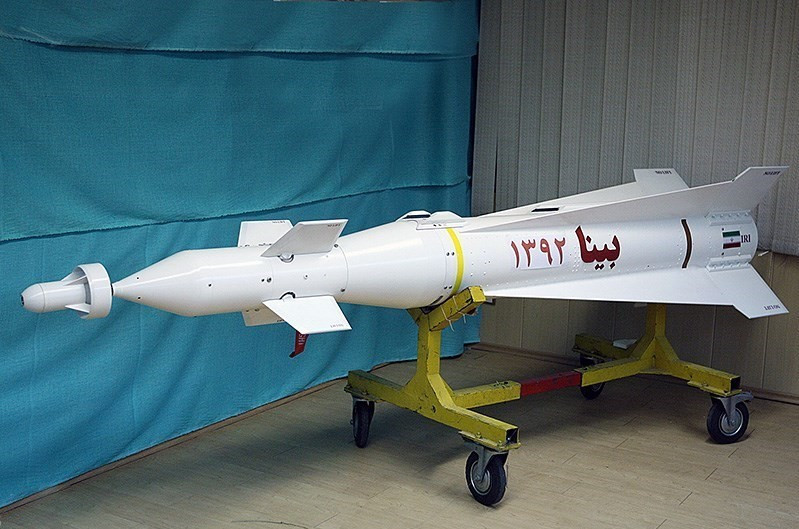
بینا
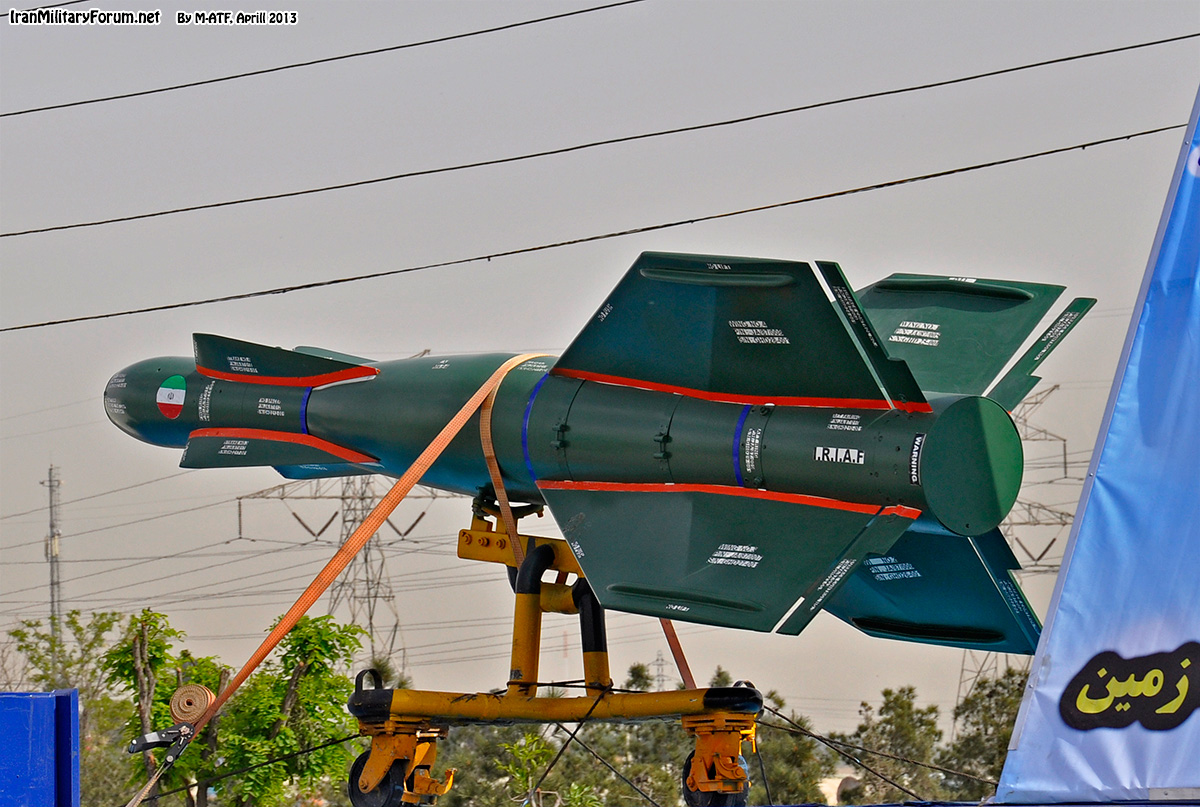
قاصد
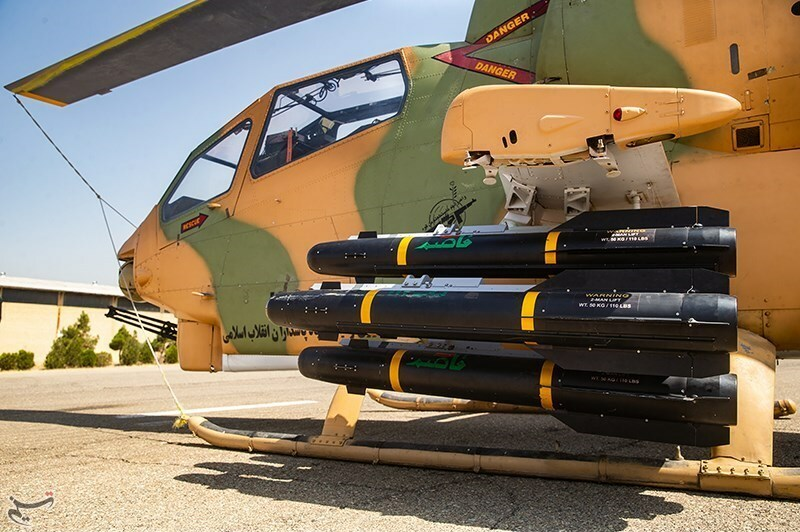
قاصم
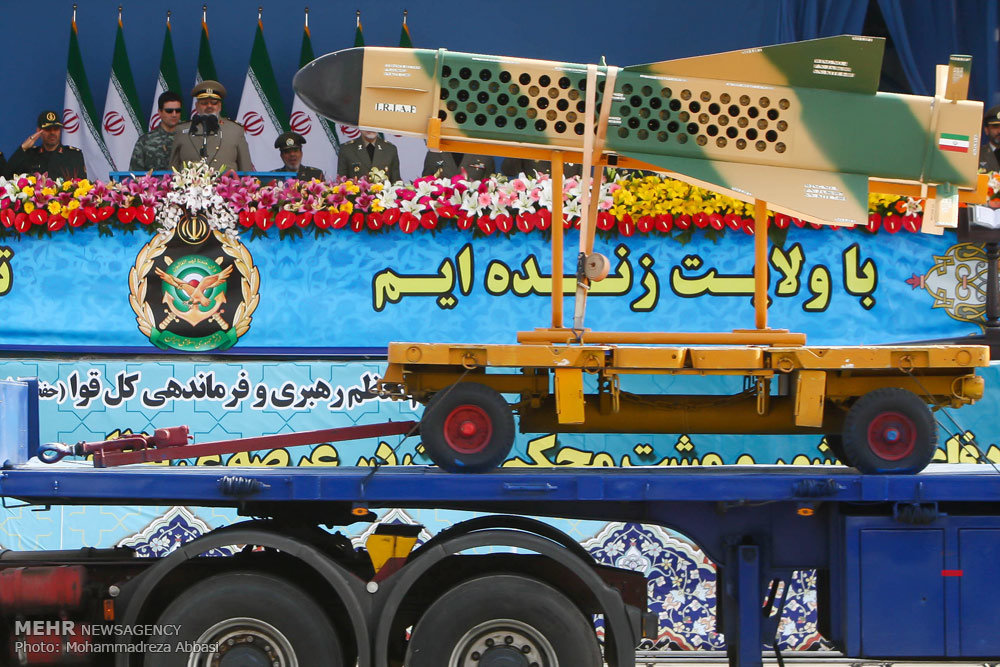
کایت
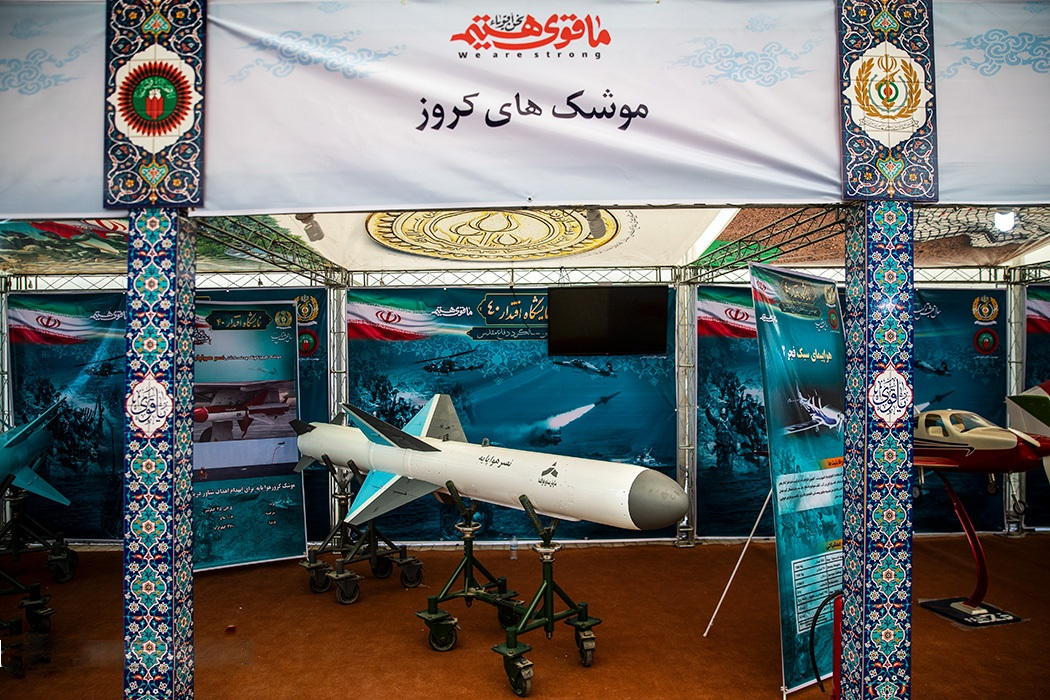
کروز نصر
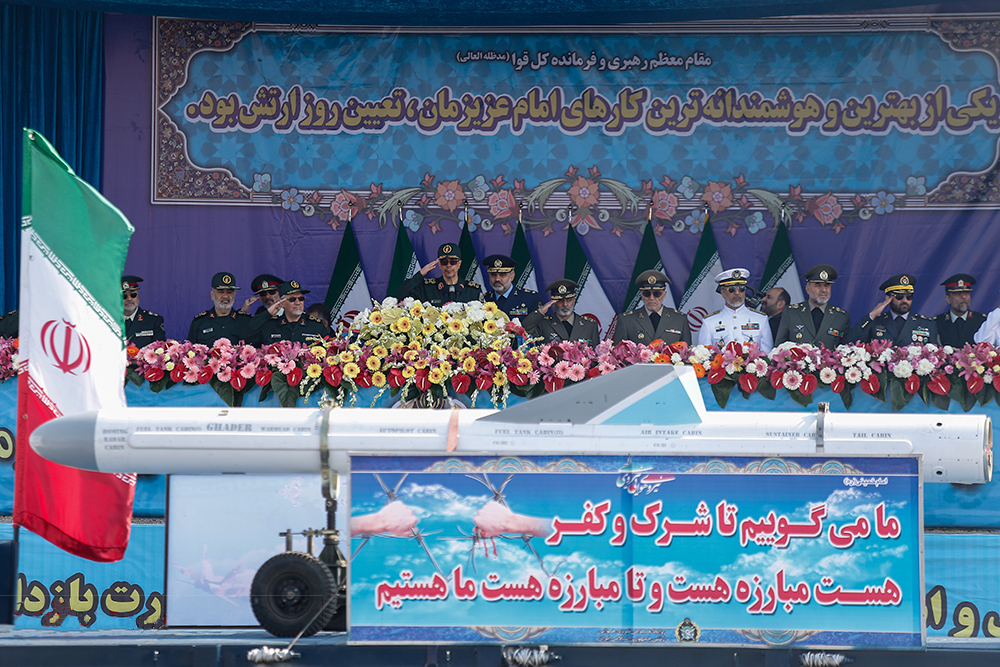
قادر
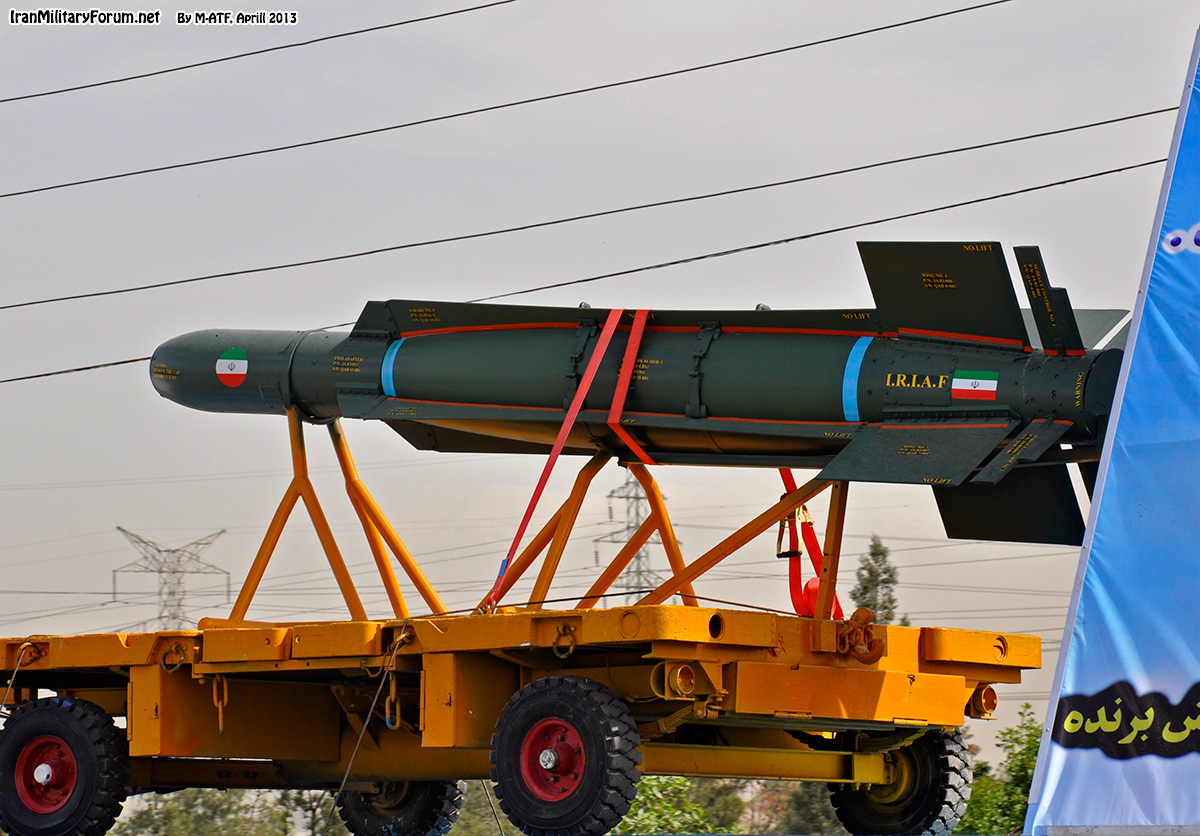
قدر
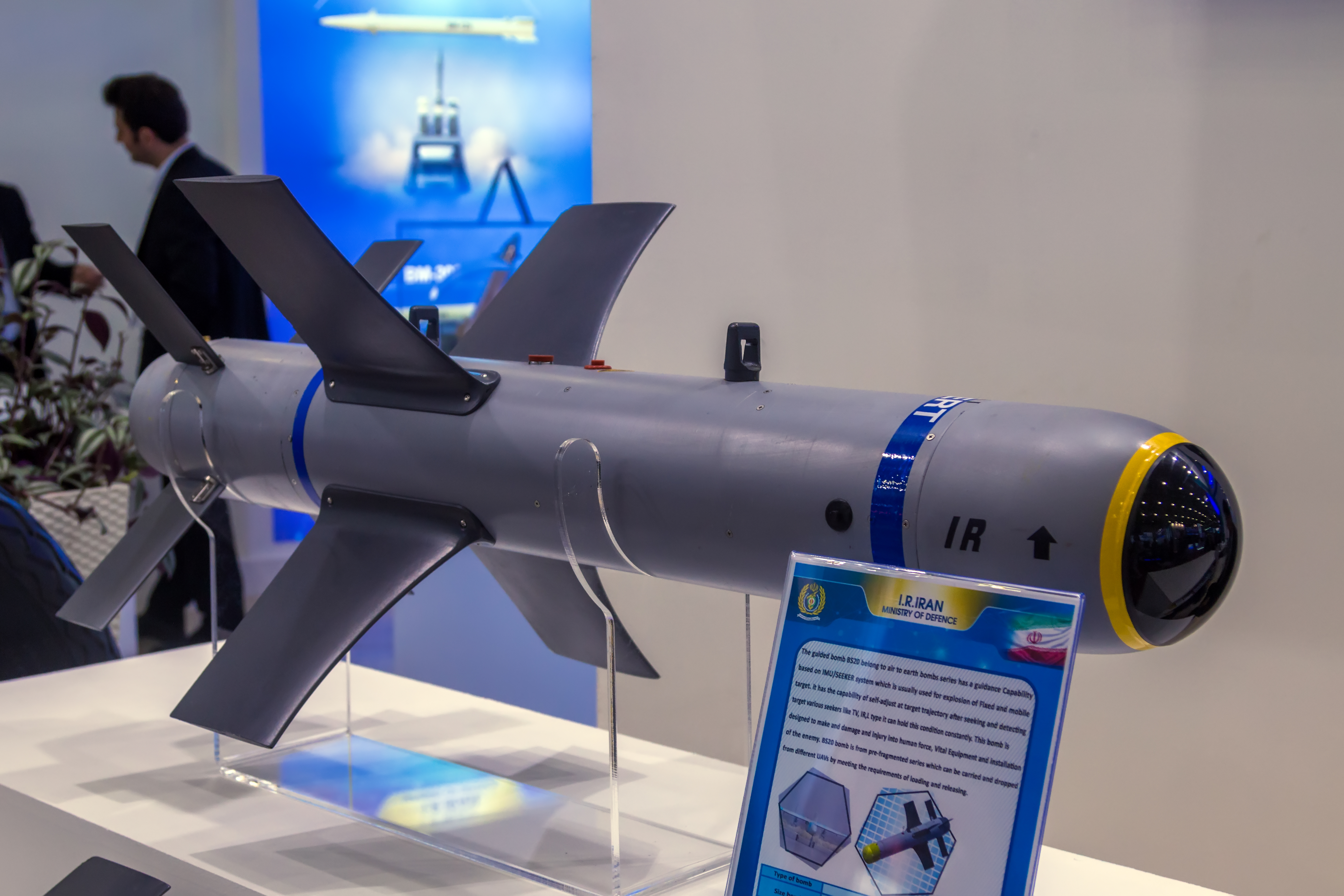
قائم
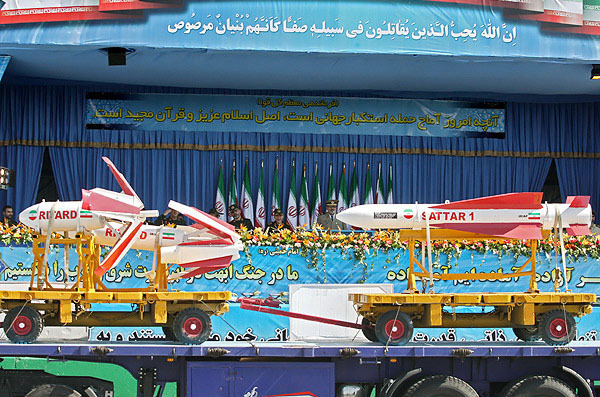
ستار ۱
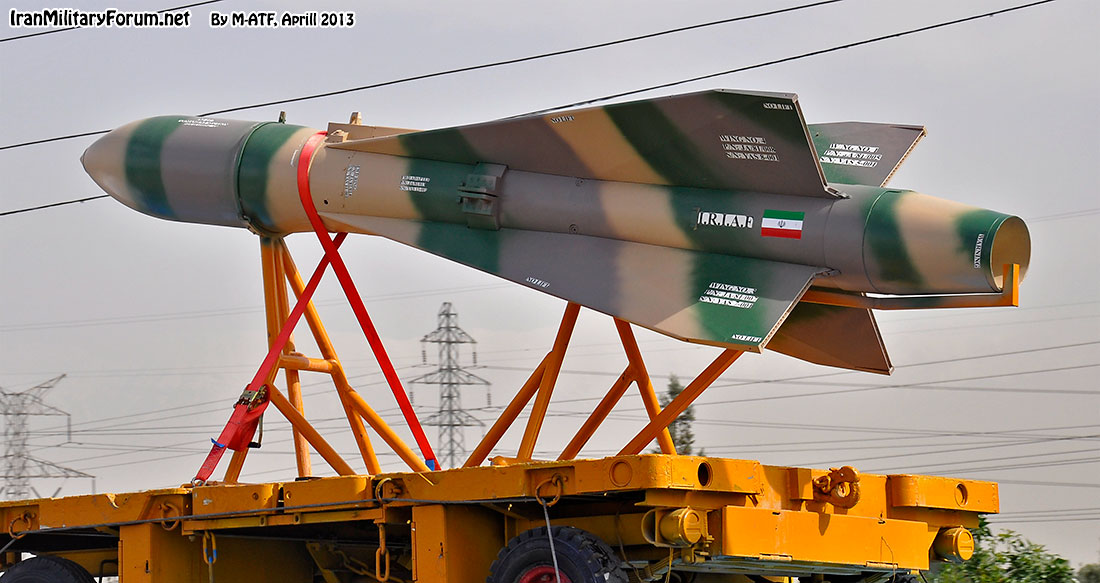
یاسر

## سامانه‌های موشکی و پدافند هوایی ایران
پدافند به معنای تمام اقداماتی است که برای شناسایی، خنثی‌سازی کاهش اثر و نابودی هرگونه تهاجم هوایی صورت می‌گیرد است. اهداف پدافند هوایی می‌تواند هواپیماهای کوچک و بزرگ، موشک‌ها و پهبادها باشد. پدافندها به دو صورت هواپایه و زمین‌پایه صورت می‌گیرد. به عقیده کوردزمن، یکی از ضعف‌های جمهوری اسلامی در ساخت و راه‌اندازی سامانه‌های موشکی زمین به هوا و پدافند هوایی است. ایران هنوز به‌طور مشخص اثبات نکرده است که توانسته یک سامانه موشکی پدافندی را طراحی و اجرا کرده باشد.

### سامانه موشکی باور ۳۷۳
به گزارش منابع ایرانی، باور ۳۷۳، یک نمونه بومی سازی شده از اس ۳۰۰ روسی است. با این وجود مقامات ایرانی، این سامانه را از سامانه اس ۳۰۰ روسی پیشرفته‌تر می‌دانند. این سامانه از ۲ یا ۳ نوع موشک برای نابودی اهدافش استفاده می‌کند. این سامانه در سال ۲۰۱۴ و دو سال قبل از رونمایی از اس ۳۰۰ رونمایی شد. ۳۷۳ عدد ابجد «محمد» پیامبر مسلمانان است. این سامانه می‌توانند ۱۰۰ هدف را شناسایی، ۶۰ مورد را ردگیری و با ۶ مورد وارد مقابله شود. این سیستم دارای رادار اکتساب باند اس و راداری دیگر برای کنترل آتش و هدایت موشک از نوع کوتاه‌برد است. این موشک می‌تواند اهداف را تا ارتفاع ۳۰ کیلومتر مورد هدف قرار دهد. این سامانه برای نخستین بار در سال ۲۰۲۰ در یک رزمایش توسط سپاه پاسداران مورد استفاده قرار گرفت. این سامانه بر روی کامیون ذوالجناح نصب شده است و از موشک صیاد ۴ برای شلیک استفاده می‌کند. سامانه پدافندی مدل AD-200 که توسط ایران توسعه داده شده است، نسخه‌ای از خانواده باور ۳۷۳ است که مدل صادراتی این محصول از جانب ایران معرفی شده است. سامانه AD-200 توانایی دارد تا با ۶ هدف با ۱۲ موشک درگیر شود و اهداف متحرک چون هواپیما، پهپاد و موشک کروز را شناسایی کند. برد این سامانه ۲۰۰ کیلومتر عنوان شده است که می‌تواند تا ارتفاع ۲۷ کیلومتر، هدف را منهدم کند.

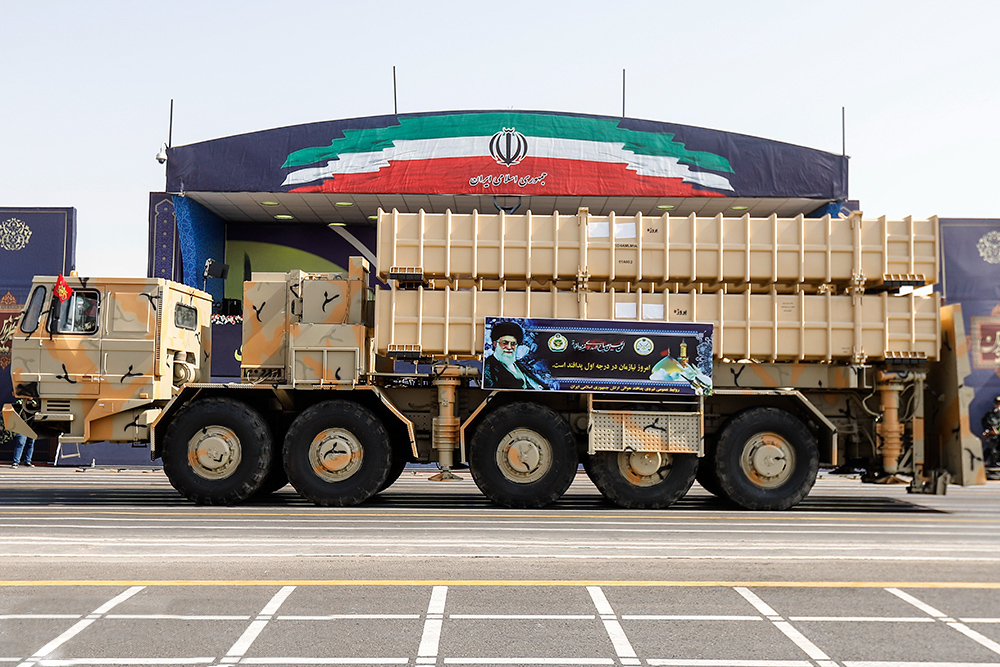
باور ۳۷۳

### سامانه‌های موشکی رعد، سوم خرداد، ۹ دی و طبس
سامانه موشکی رعد، یک ضدهوایی کوتاه‌برد و تاکتیکی است که توسط سپاه پاسداران جمهوری اسلامی ایران ساخته شده است. این سیستم از نظر بیرونی شبیه به SA-6 Buk و Buk-M2 روسی است. بر اساس ادعای مقامات ایرانی، این سامانه بردی نزدیک به ۵۰ کیلومتر دارد که در مقایسه با SA-6 Buk و Buk-M2 در حدود ۵ تا ۱۰ کیلومتر بیشتر است. از این سامانه برای نخستین بار در سال ۲۰۱۲ رونمایی شده است. این سامانه باید توسط سامانه پدافند هوایی باور ۳۷۳ پوشش داده شود. نخستین آزمایش این پدافند در آذرماه ۱۳۹۱ صورت گرفته است. برای این سامانه، از موشک‌های طائر ۲ استفاده می‌شود و به صورت سه موشکه کار خواهد کرد. این سامانه با توجه به موشک‌هایش، اهداف را در ۵۰ کیلومتری و ارتفاع ۲۰ کیلومتری ردیابی و مورد هدف قرار می‌دهد. به این سامانه تندر نیز گفته می‌شود. سامانه راداری علم‌الهدی دیگر سامانه بومی ایرانی است که از رادار دوربرد باند VHF استفاده می‌کند و بر همین اساس می‌تواند در شناسایی اهداف با مقاطع رادیویی بسیار کم، کاربرد داشته باشد. این سامانه، بخشی از سامانه پدافندی رعد است. بر روی این سامانه از موشک‌های طائر ۲ استفاده شده است.
از پیکربندی سامانه طبس، چنین برداشت می‌شود که همانند سامانه سوم خرداد است. تفاوت این سامانه با سامانه سوم خرداد، در استفاده از سامانه رادیویی اندازه‌گیری 9S35 است که ساخت شوروی است. در این سامانه نیز همچون سامانه سوم خرداد از موشک‌های طائر ۲ بی استفاده می‌شود. با این وجود این سامانه را نسل بعدی از سامانه رعد می‌دانند. طبس از رادار مکانیکی استفاده می‌کند و همچون رعد، از سه موشک استفاده می‌کند.
سامانه سوم خرداد، تقلید ایران از سامانه اس ۳۰۰ روسی بود که صنایع نظامی سپاه پاسداران انقلاب اسلامی ایران آن را طراحی و ساخته است. این سیستم بر روی کامیون‌های IVECO نصب شده‌اند. این سامانه از رادار آرایه فازی فعال در قسمت جلوی خود بهره می‌برد و سه موشک در پشت خود حمل می‌کند. برد موشک‌های آن ۱۰۵ کیلومتر در ارتفاع ۳۰ کیلومتر است. این سامانه می‌تواند ۱۰۰ هدف را شناسایی، با ۴ هدف درگیر و ۲ موشک را بر روی یک هدف هدایت کند. این سامانه نسخه ارتقاء یافته از رعد است.
در اردیبهشت ۱۳۹۰ از سامانه هوایی ۹ دی توسط فرماندهی هوافضا سپاه پاسداران رونمایی شد. این سیستم برای مقابله با موشک‌های کروز، پهپادها، هلیکوپترها و هواپیماهای سرنشین‌دار با سرعت بالا که در ارتفاع کم پرواز می‌کنند، توسعه و ساخته شده است. به عقیده سلامی، فرمانده سپاه پاسداران، این سامانه می‌تواند اهداف هوایی را در برد ۲۰ کیلومتری و ارتفاع ۱۰ کیلومتری با هر سرعتی منهدم کند. احتمال قوی داده شده است که این سیستم، فناوری جدیدی از سامانه سوم خرداد است که از رادار SA-17 NIIP 9S36 استفاده می‌کند. در این سامانه از موشک‌های هدایت‌شونده ۹ دی استفاده می‌شود. این سامانه کاملاً متحرک است و راداری مستقل دارد. این سامانه ۸ موشک آماده شلیک دارد و می‌تواند با چندین هدف به‌طور همزمان درگیر شود. این سامانه نسل جدید سامانه سوم خرداد است که توانسته با نصب دو مجموعه ۴ تایی از لوله‌های پرتاب‌کننده موشک، طراحی شود.
سام ۶ از کلاس SA-6 از جمله سامانه‌های پدافندی ایران است که از سه موشک طائر استفاده می‌کند.

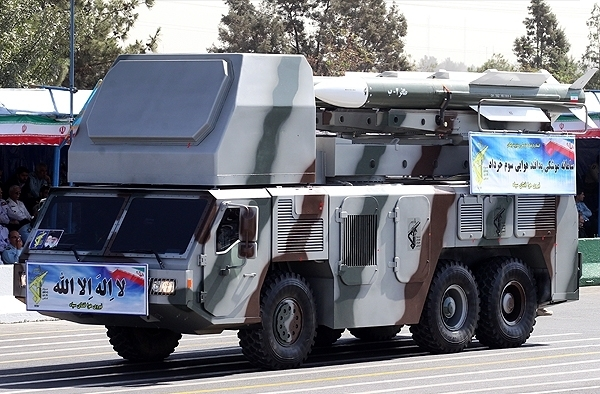
سامانه موشکی سوم خرداد
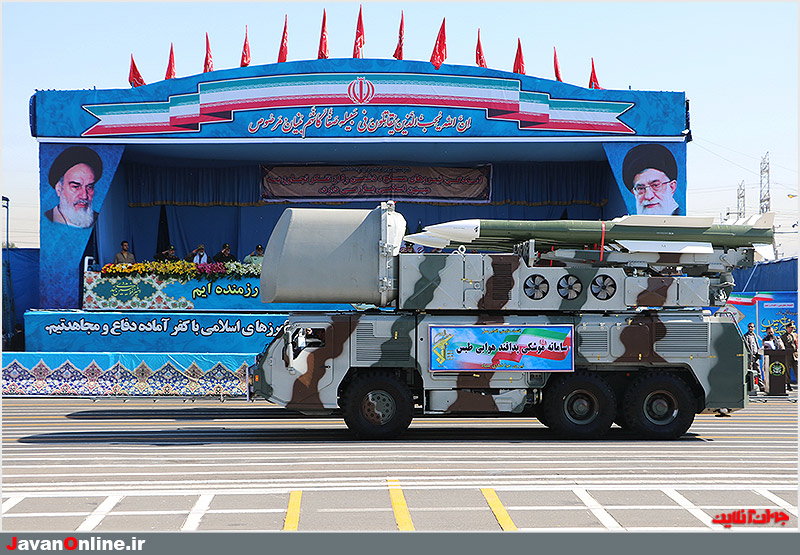
سامانه موشکی طبس
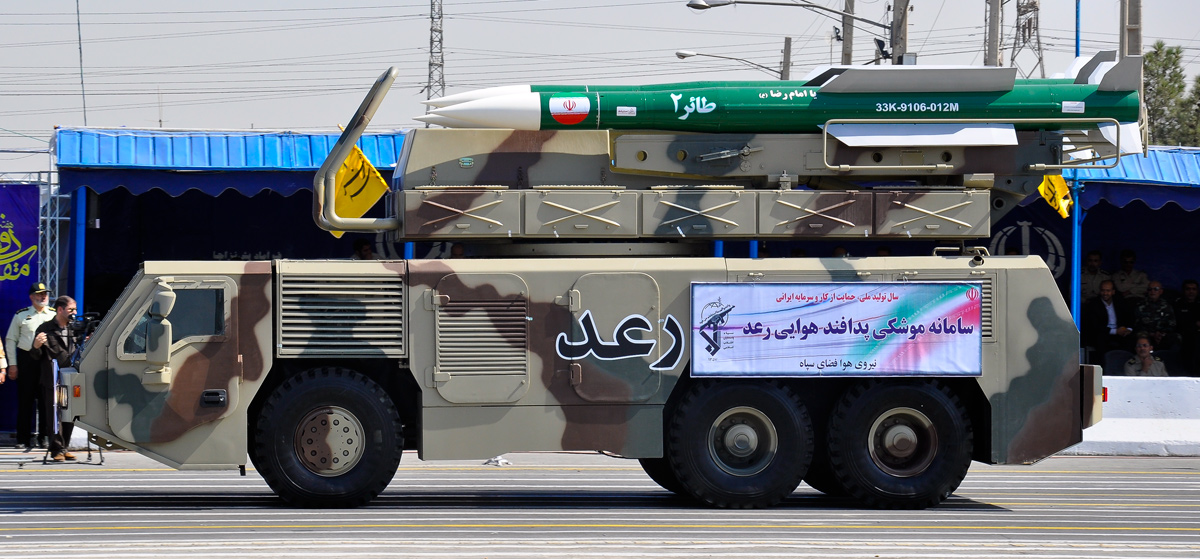
سامانه رعد ۲
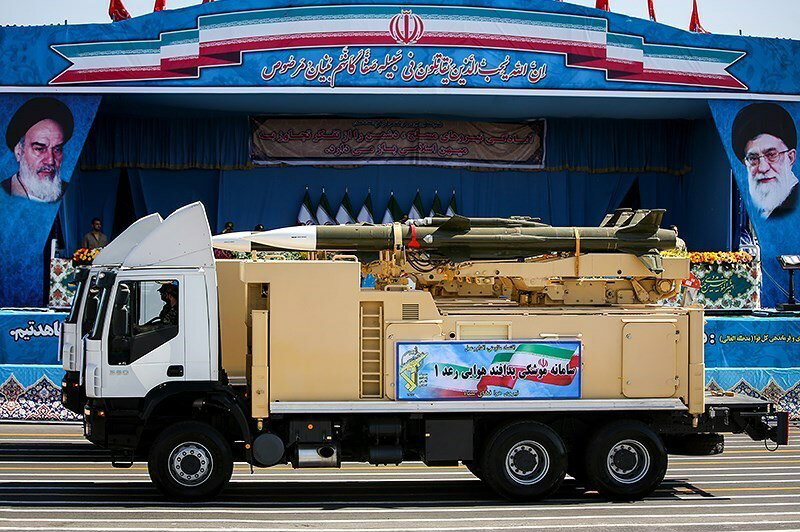
سامانه رعد ۱
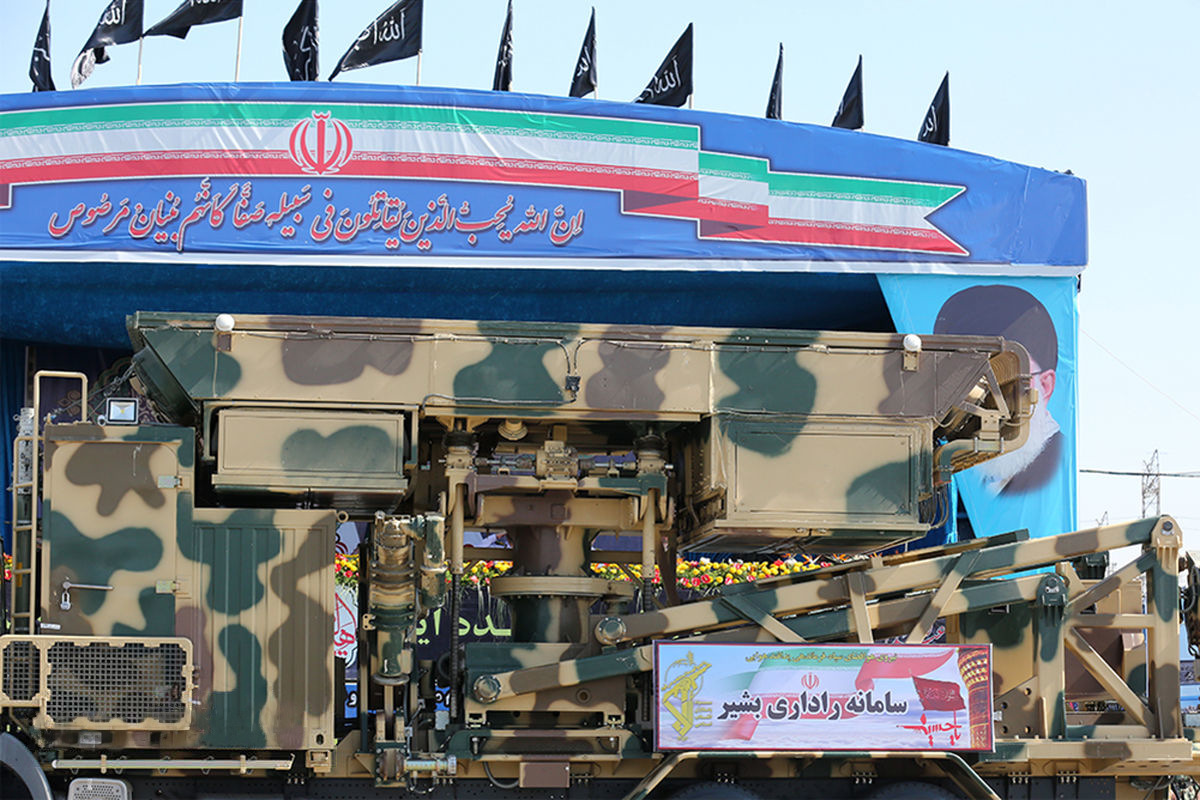
سیستم راداری بشیر
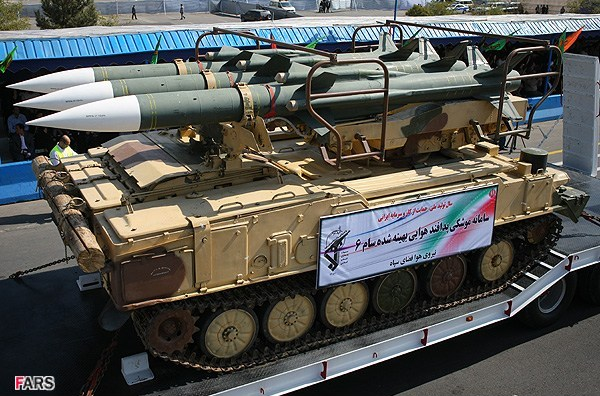
سامانه پدافندی سام ۶

### سیستم پانزده خرداد
سامانه ۱۵ خرداد، از پدافندهای هوایی بومی ایرانی است که در ۹ ژوئن ۲۰۱۹ معرفی شد. این سامانه قدرت دارد تا ۶ هدف را به‌طور همزمان نابود سازد. این سامانه دارای رادار و پرتابگر مستقل است و توانایی دارد تا جنگنده و پهپادها را شناسایی و نابود سازد. برد شناسایی این سامانه ۱۵۰ کیلومتر و برد هدف قرار دادن آن ۱۲۰ کیلومتر است. این سامانه از موشک صیاد ۲ برای شلیک استفاده می‌کند. با جایگزینی صیاد ۳ در این سامانه، احتمال می‌رود تا برد این سامانه تا ۱۵۰ کیلومتر نیز افزایش یابد. این سامانه در کمتر از ۵ دقیقه آماده به شلیک خواهد شد.

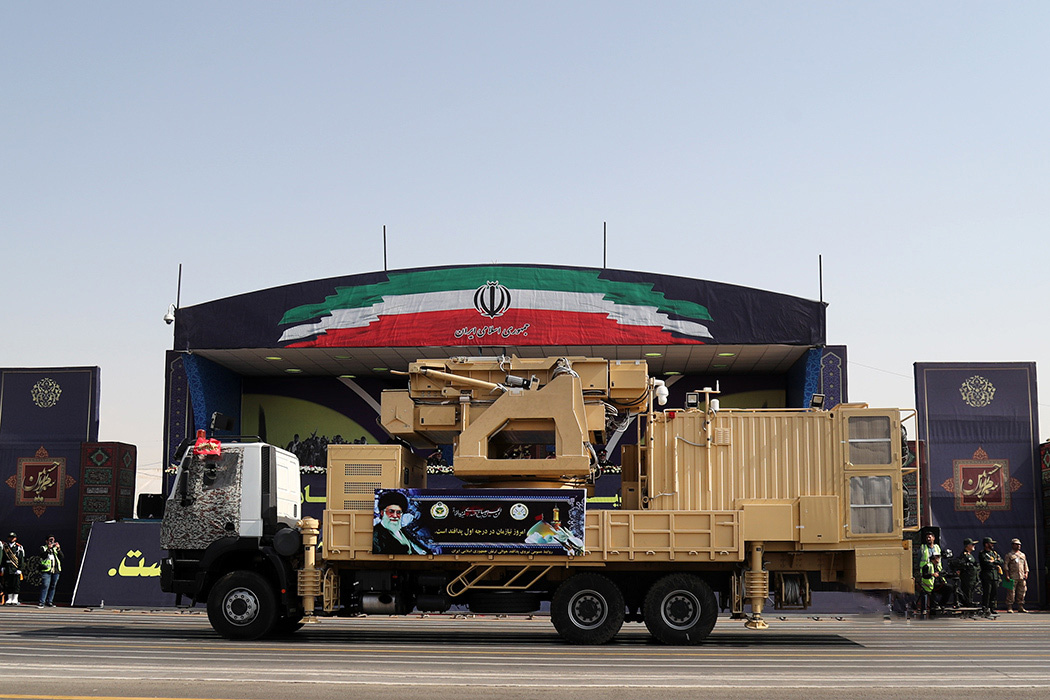
سامانه ۱۵ خرداد

### سیستم پدافند هوایی تور
سامانه تور ام یک، از سیستم‌های پدافندی مورد استفاده ایران است که یک سامانه روسی است. از این سامانه در محافظت از تأسیسات هسته‌ای در ایران استفاده می‌شود. این سامانه کوتاه‌برد، مأموریت مقابله با هواپیماهای بال ثابت، چرخشی و موشک‌های کروز را که در ارتفاع متوسط یا کم حرکت می‌کنند را دارد.

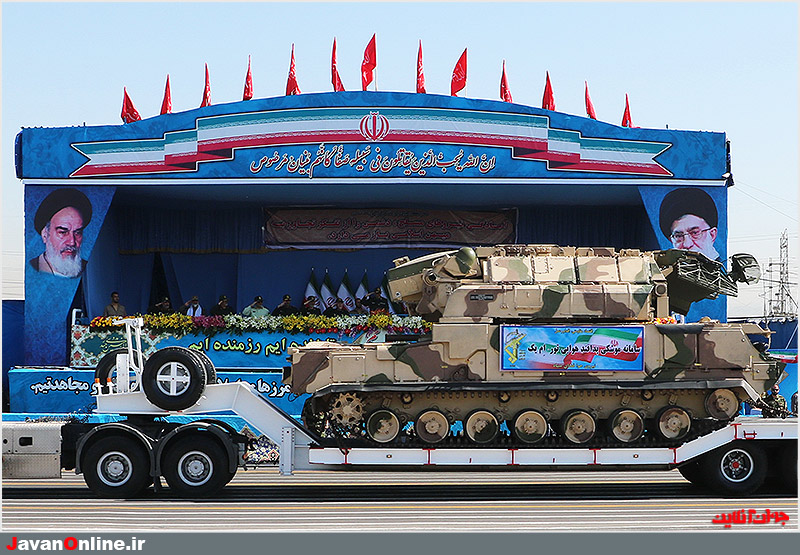
سامانه پدافند هوایی تور ام یک

### سامانه موشکی تلاش
تلاش ۲ از موشک‌های صیاد ۲ برای شلیک استفاده می‌کند و از سامانه‌های مورد استفاده در ارتش جمهوری اسلامی ایران است. برد دقیق این سامانه مشخص نیست اما با توجه به موشک صیاد ۲، احتمالاً تا حداقل ۶۰ کیلومتر، برد خواهد داشت. ایران موشک‌های تلاش ۳ را در سال ۲۰۱۴ رونمایی و در سال ۲۰۱۷ عملیاتی کرده است. این پدافند دوربرد توانایی دارد تا اهداف هوایی را که در ارتفاعات پایین، متوسط و بالا قرار دارند، شناسایی و تا برد ۲۰۰ کیلومتر مورد اصابت قرار دهند. در این سامانه از موشک‌های صیاد ۳ استفاده می‌شود. با تغییر موشک این سامانه به صیاد ۲، این سامانه به یک سامانه با برد متوسط تبدیل خواهد شد. این سیستم بر روی یک کامیون سبک نصب شده که به همراه دو خودروی دیگر برای فرماندهی و کنترل تکمیل می‌شود.

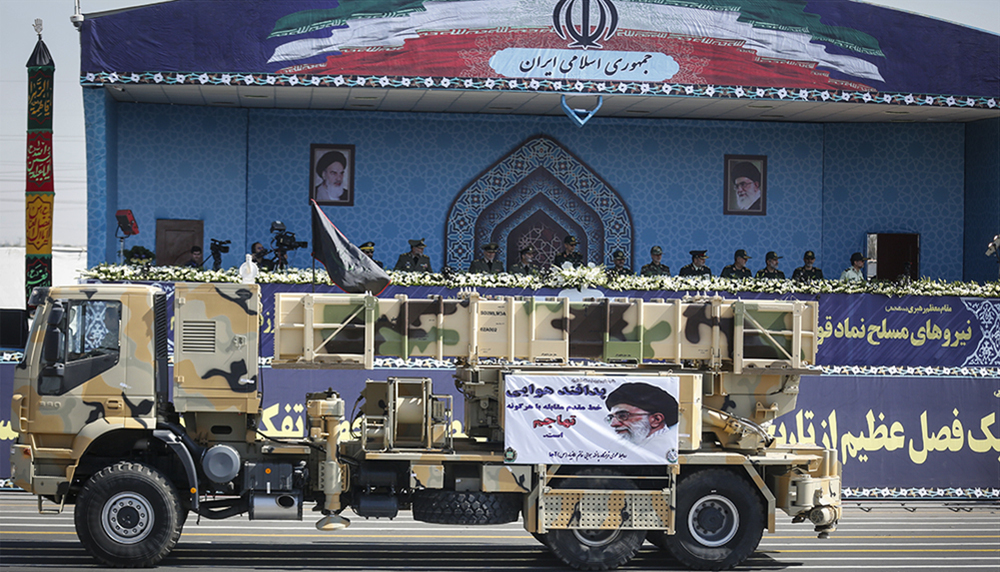
سامانه تلاش

### سامانه موشکی اس ۲۰۰ و اس ۳۰۰ یا دماوند
اس ۲۰۰ سامانه پدافند هوایی است که با موشک‌های صیاد ۳ مجهز شده است. به گفته مسئولان نظامی ایران، این سامانه می‌تواند هدف را در فاصله ۱۵۰ کیلومتری شناسایی و در فاصله بیش از ۱۰۰ کیلومتری هدف قرار دهد. ارتفاع عملیات این سامانه متوسط تا بالا توصیف شده است. موشک این سامانه با چهار راکت تقویت‌کننده که همگی از سوخت جامد استفاده می‌کنند پرتاب می‌شود. برد این سامانه با توجه به نسل‌های مختلف آن، ۲۰۰ تا ۳۵۰ کیلومتر عنوان شده است. در این سامانه از مسیریاب رادیویی استفاده شده است.

سامانه پدافند هوایی اس ۳۰۰ از قدرتمندترین سامانه‌های پدافند هوایی جهان است که طراحی آن از سال ۱۹۶۰ توسط اتحاد جماهیر شوروی، آغاز شد. شوروی برای گمراه کردن دشمنانش، این سامانه را در سال ۱۹۷۰ با نام سیستم پدافند هوایی اس ۷۵ ام ۶ آزمایش کرد. این سامانه برای دفاع از زمین طراحی شده است و قادر به نابودسازی موشک‌های بالستیک است. این سامانه قابلیت حمله به اهداف زمینی را نیز داراست. این سامانه توانایی هدف قرار دادن هواپیما در فاصله ۱۵۰ کیلومتری و ارتفاع ۲۷ کیلومتری را داراست. این سیستم می‌تواند ۱۰۰ هدف را به صورت هم‌زمان رهگیری کرده و با ۱۲ هدف درگیر شود. نام بومی سامانه اس ۳۰۰، دماوند است.

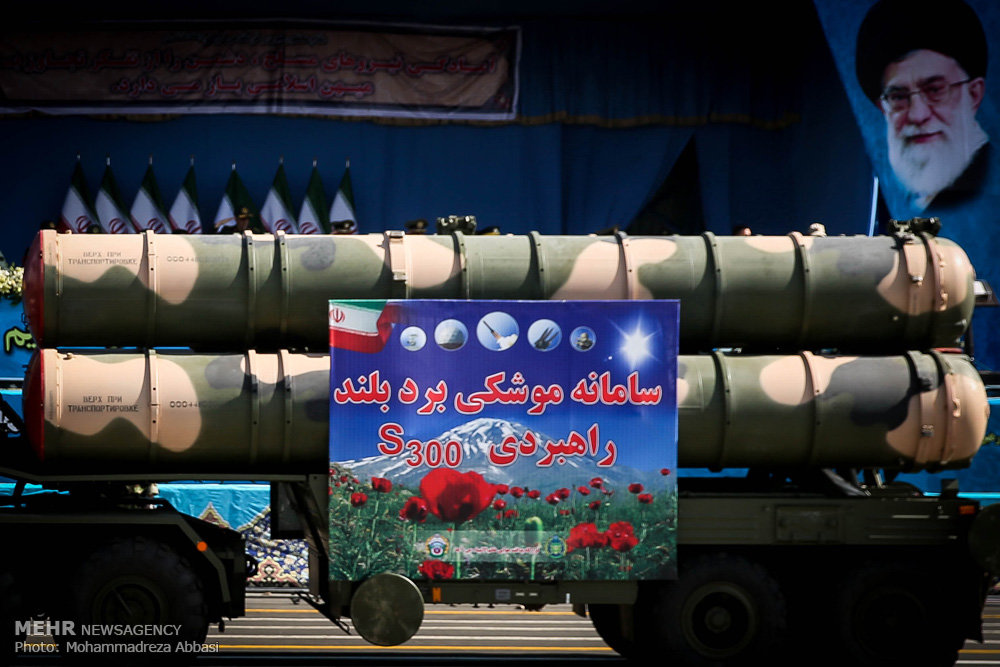
سامانه موشکی اس ۳۰۰
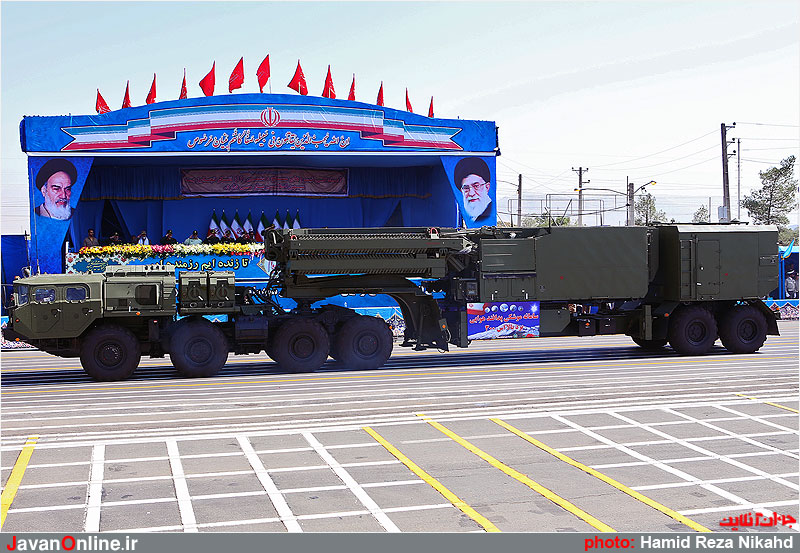
سامانه پدافند هوایی اس ۳۰۰
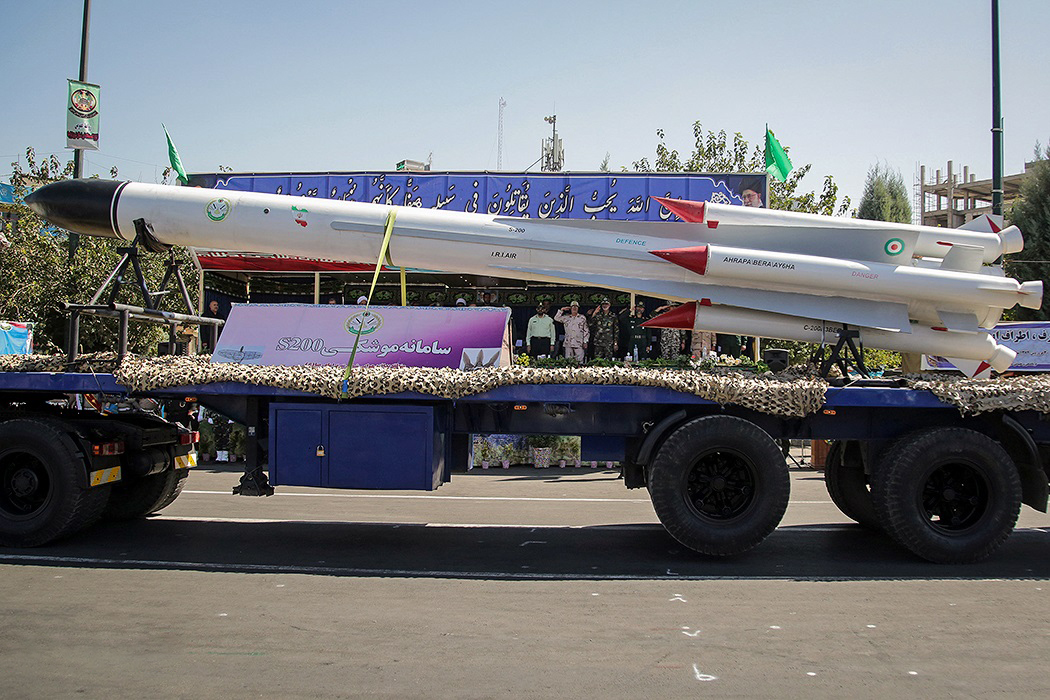
موشک اس ۲۰۰

### سامانه موشکی مرصاد و کمین ۲
مرصاد از سامانه‌های پدافند هوایی ایران است که در سال ۲۰۱۰ ساخته شده است. این سامانه موشک‌های میان‌برد شاهین را شلیک می‌کند. این سامانه از مجموعه‌ای رادار و تجهیزات الکترونیکی تشکیل شده است که همگی بومی‌سازی شده‌اند. این سامانه قابلیت رهگیری موشک‌های بالستیک را دارد. این سامانه با توجه به موشک‌های شاهین بردی بین ۷۰ تا ۱۵۰ کیلومتر را دارد. پردازش سیگال راداری و سامانه‌های هدف‌گیری و هدایت الکترونیکی از جمله قابلیت‌های این سامانه است. مجموعه شناسایی، ردگیری و درگیری برای این مجموعه، توسط چهار رادار صورت می‌گیرد. این سامانه، نمونه مهندسی معکوس Hawk SAM ساخت آمریکا بود که بردی ۴۰ کیلومتری داشت. علاوه بر موشک شاهین، از موشک شلمچه نیز در این سامانه استفاده شده است.

سامانه پدافند هوایی کمین ۲، یکی از سیستم‌های کوتاه برد برای شناسایی هواپیماهای سرنشین‌دار و هلیکوپتر در ارتفاع پایین است. این سامانه، از ارتقاء سامانه مرصاد ساخته شده است. این سامانه در سال ۲۰۱۸ رونمایی شده است.

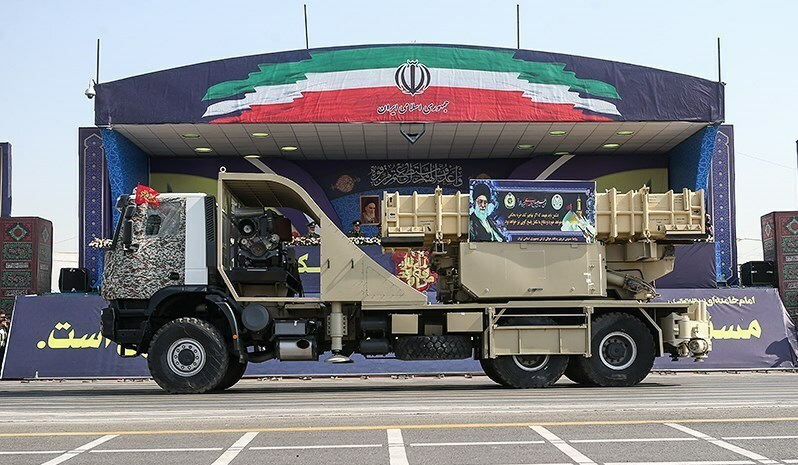
سامانه کمین ۲
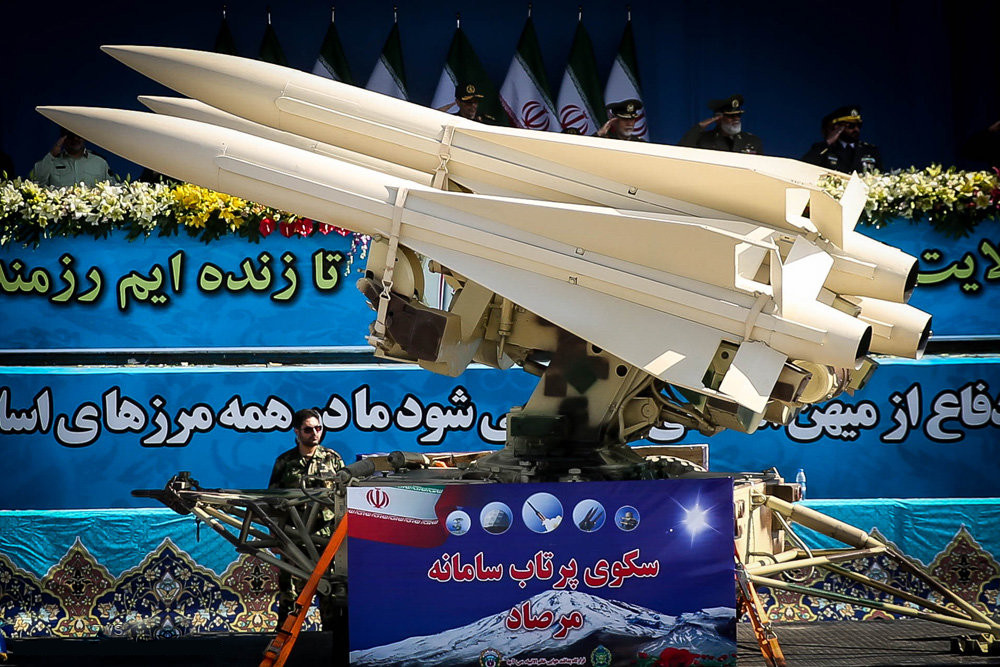
سامانه مرصاد

### سامانه‌های یا زهرا، اف ام ۸۰ و حرز ۹
سامانه یازهرا نسخه بومی‌شده از سیستم کروتال فرانسوی است. نسخه‌های دیگر ارتقاء یافته از کروتال، اف ام ۸۰ و حرز ۹ است.

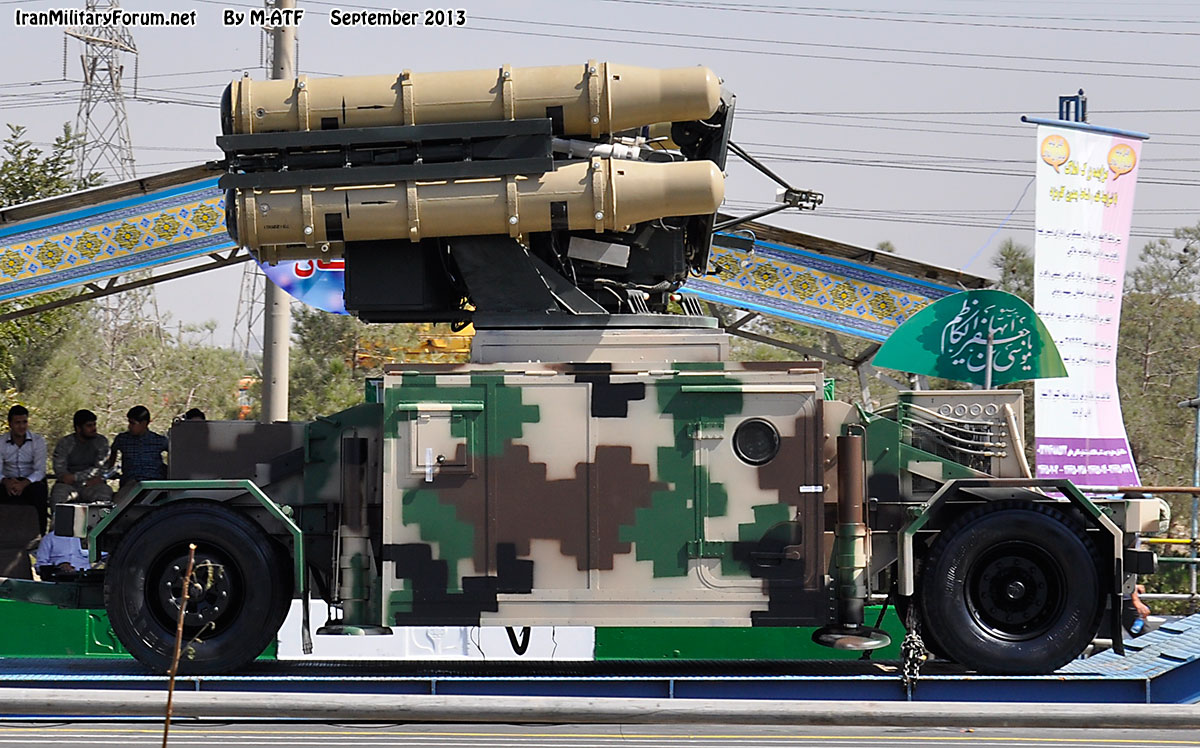
سامانه یازهرا
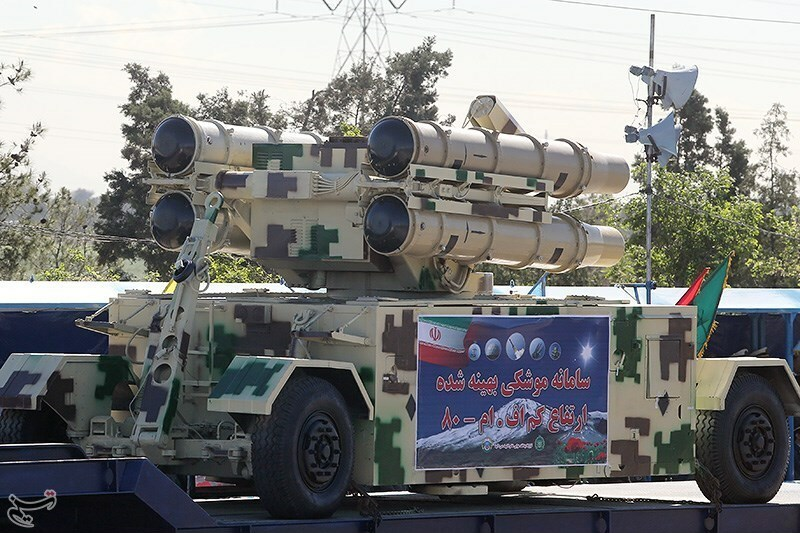
سامانه اف ام ۸۰

### سامانه موشکی صیاد

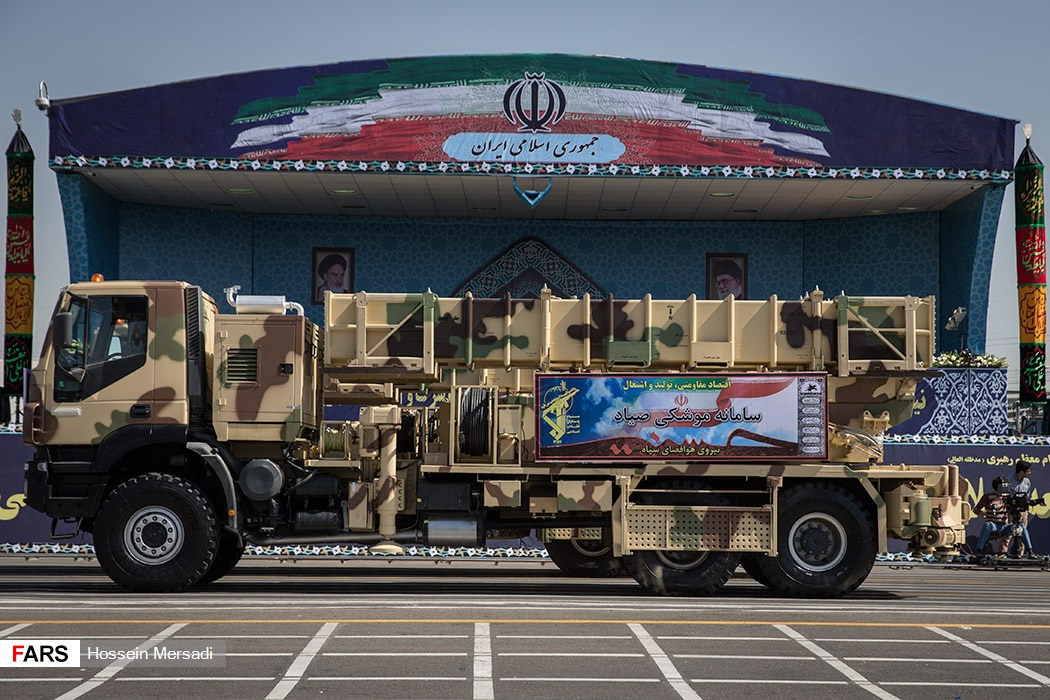
سامانه موشکی هوشمند صیاد

### سامانه‌های کلاس فجر
سامانه فجر ۳، که با نام رعد نیز شناخته می‌شود، یک راکت‌انداز از خانواده فجر است که راکت‌های ۲۴۰ میلی‌متری شلیک می‌کند. این سامانه چندگانه، از روی توپخانه M-1985 کره‌شمالی اقتباس شده است. این سامانه نیازمند ۵ خدمه است. این سامانه قابلیت نصب بر روی کامیون‌های سبک بنز و ایسوز را دارد. این سامانه مجموعاً دارای ۱۲ لوله پرتاب موشک در دو ردیف شش تایی است. در این سامانه از موشک فجر ۳ برای شلیک استفاده می‌شود. حداکثر برد این موشک ۴۳۰ کیلومتر است. این سامانه در هر ۴ یا ۸ ثانیه، ۱ موشک شلیک می‌کند.

سامانه فجر ۵، از سامانه‌های پرتاب راکت و موشک است که بر روی کامیون‌های سبک طراحی شده است. این موشک‌انداز چندگانه، از نوع ۳۳۳ میلی‌متری است که توسط واحد صنایع شهید باقری سازمان صنایع هوا و فضای ایران ساخته شده است. شاسی ظاهری این سامانه، شبیه به سامانه فجر ۳ است که از توپخانه ۲۴۰ میلی‌متری بهره برده بود. برد این سامانه را ۷۵ کیلومتر عنوان کرده‌اند. این سامانه دارای ۴ لوله راکت‌انداز، با زاویه ۴۵ درجه است. موشک‌های مورد استفاده در این سامانه هدایت نشده هستند که از سوخت جامد و باله در آنها استفاده شده است. از موشک فجر ۵ در این سامانه استفاده می‌شود. این سامانه هر ۴ تا ۸ ثانیه، یک راکت و به دو صورت ساده و موجی شلیک می‌کند. این سامانه بر روی مرسدس بنزهای ۲۶۳۱ و ۲۶۲۴ نصب شده است. این سیستم برای ارتقاء به رادار نیازمند است تا بتواند با قابلیت ردیابی، درگیر شود.

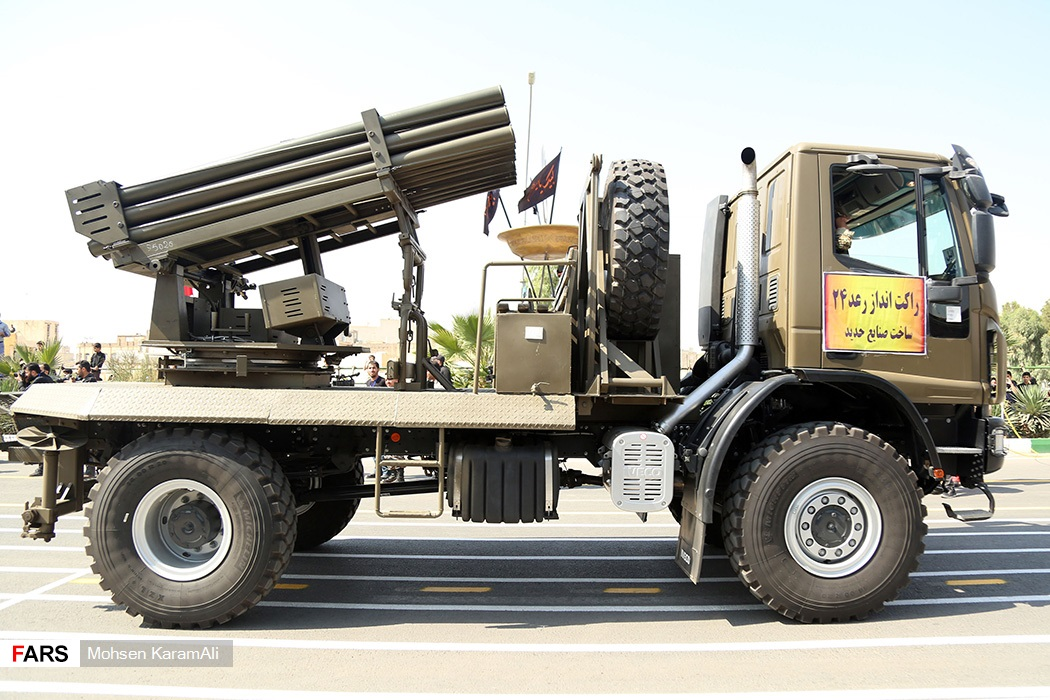
راکت‌انداز رعد ۲۴ یا فجر ۳
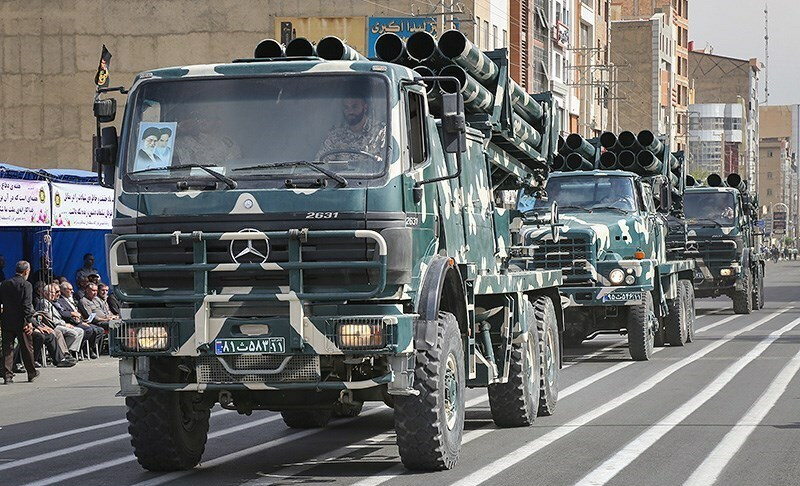
سامانه فجر ۳

### فتح ۳۶۰
سامانه فتح ۳۶۰، موشک خود را با سرعت ۳۷۰۴ کیلومتر بر ساعت به حرکت درمی‌آورد و قابلیت اتصال به ماهواره را دارد. به گفته مسئولان ایرانی، سرعت این سامانه قابلیت افزایش تا ۵۰۰۰ کیلومتر بر ساعت نیز وجود دارد. این سامانه احتمالاً از ماهواره گلوناس روسیه برای هدف‌گیری و کنترل موشک‌هایش استفاده می‌کند. این سامانه به جهت سبک بودن، برای مناطق کوهستانی، بیابانی و شهری، سازگاری بالایی دارد و ۶ موشک را به‌طور همزمان پرتاب می‌کند.

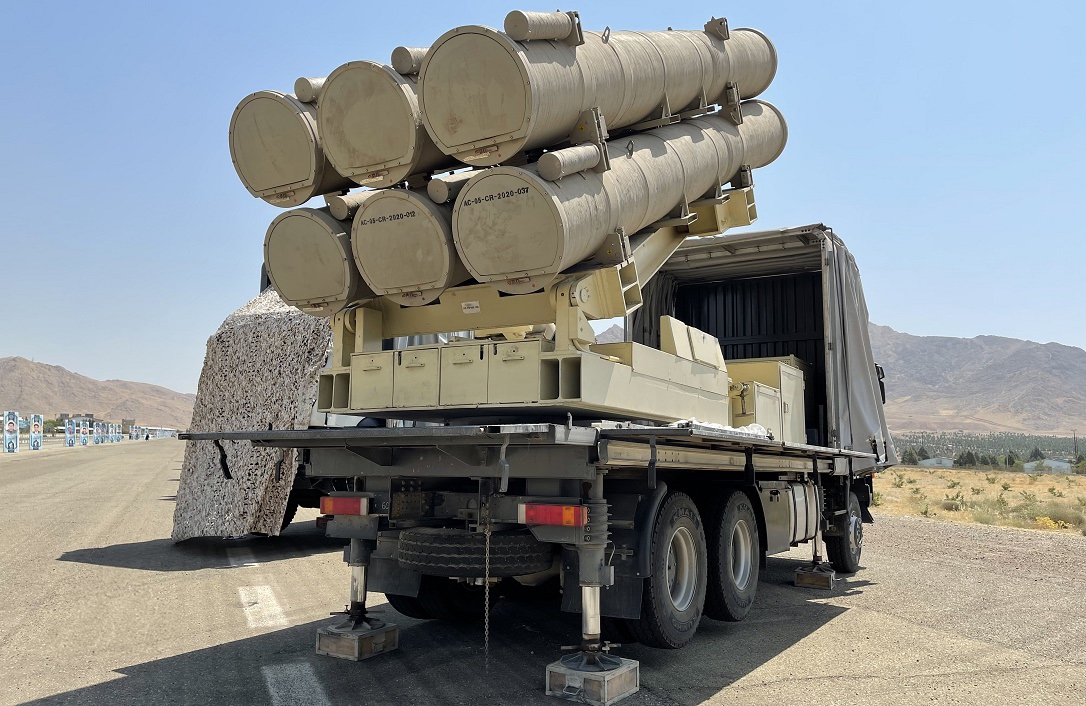
پرتاب‌گر فتح ۳۶۰

### سامانه موشکی ذوالفقار
موشک‌های دزفول و ذوالفقار هر دو از یک پرتاب‌کننده شلیک می‌شوند. این موشک‌انداز بر روی شاسی ۸*۸ طراحی شده است و همزمان می‌تواند دو موشک را شلیک کند.

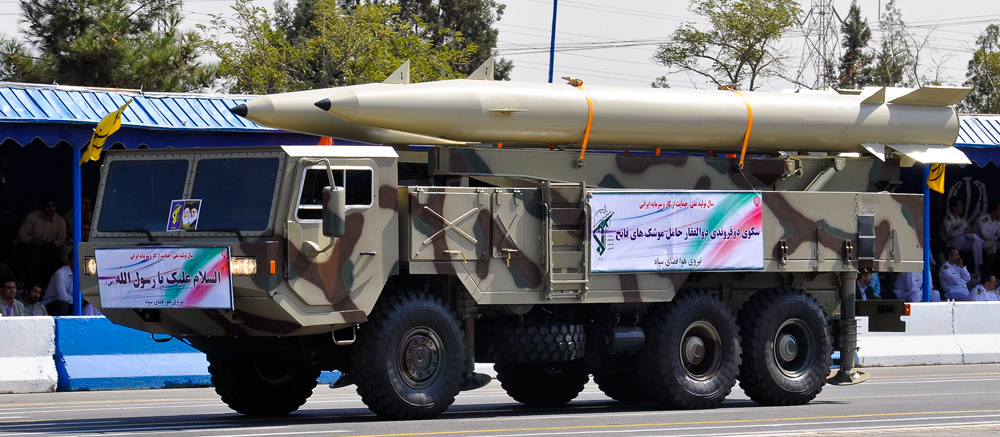
سامانه موشکی ذوالفقار

### سامانه شهاب ثاقب
سامانه شهاب ثاقب یکی از سامانه‌های پدافندی بومی است که به صورت کوتاه‌برد و ارتفاع کم مورد استفاده قرار می‌گیرد. این سامانه موشکی در سال ۱۹۹۹ رونمایی شد. این سامانه به‌طوری طراحی شده بود که بتواند با سایر سامانه‌ها ادغام گردد. این سامانه با توجه به سامانه پدافندی Thomson-CSF Airsys Crotale ساخت فرانسه ساخته شده است. این سامانه فرانسوی در جنگ ایران و عراق به تصرف ایرانیان درآمد. این موشک‌انداز بر روی یک کامیون نصب شده است و شامل دو لوله پرتاب موشک و یک پایه حامل است. موشک‌های این سامانه قابلیت هدایت رادیویی دارند با سرعت ۲٫۲ ماخ حرکت می‌کنند. برد این موشک ۱۲۰ کیلومتر است. حداکثر ارتفاعی که این سامانه می‌تواند با هدف درگیر شود نیز ۵۵ کیلومتر عنوان شده است. عملیاتی شدن این سامانه ۵ دقیقه طول می‌کشد و در حال حرکت قابلیت عملیات ندارد. این سامانه دو موشک را حمل می‌کند که یکی از آنها ۸۰ درصد به هدف برخورد خواهد کرد و با احتساب موشک دوم، ۹۶ درصد، هدف منهدم می‌شود. این سامانه به مسافت‌یاب لیزری و سیستم الکترواپتیکی مجهز است.

### سامانه موشکی میثاق
میثاق یک موشک‌انداز زمین به هوا قابل حمل توسط فرد است که در سه کلاس ۱، ۲ و ۳ ارائه شده است. میثاق ۱ نخستین نسخه از این موشک‌انداز بود که از هدایت مادون قرمز استفاده می‌کرد. این موشک از روی مدل QW-1 Vanguard چینی ساخته شده است که خود نمونه کپی شده از روی SA-16 Gimlet 9K310 روسی است. انعطاف‌پذیری، حمل آسان و به سرعت عملیاتی شدن، از ویژگی‌های این سامانه عنوان شده است. میثاق ۲ با هدایت مادون قرمز کار می‌کند توسط مجتمع صنعتی شهید کاظمی تهران ساخته شده است. این موشک نوعی کپی شده از QW-2 Vanguard چینی است و نسبت به نسخه ۱، توسعه یافته است. در سال ۱۳۸۵ این موشک به تولید انبوه رسیده است. این موشک می‌تواند تا ۶ کیلومتر برد عملیاتی داشته باشد. طراحی این سلاح به گونه‌ایست که حرارت بر روی آن تأثیر نگذارد و در شب و روز قابلیت استفاده با میزان بهره یکسان داشته باشد. این سامانه برای شلیک به هواپیماهای با سرعت کم، هلیکوپتر و هواپیماها مافوق صوت کاربرد دارد.

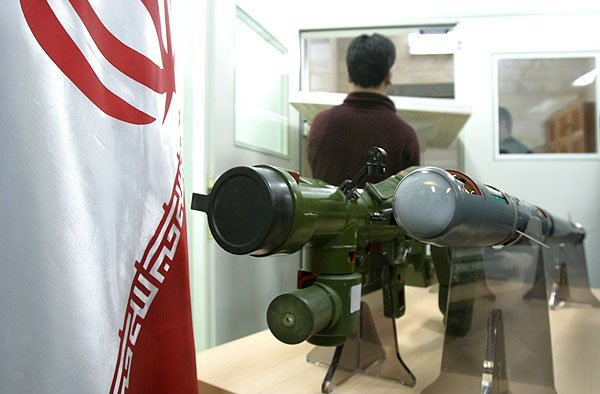
میثاق ۲
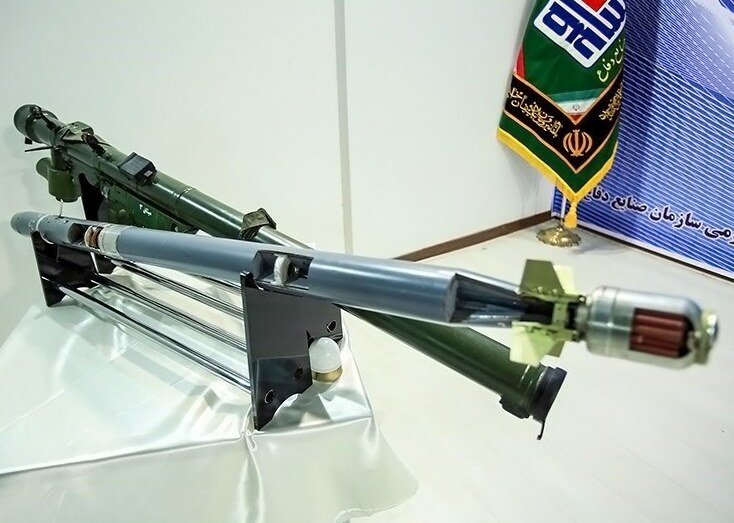
میثاق ۳

### دیگر راکت‌اندازها
به عقیده مسئولان ایران، این کشور در زمینه ساخت پهبادها، جزء پنج کشور اول جهان است. برای نخستین بار، متخصصان ایرانی توانستند تا بر روی پهبادها، موشک‌هایی را نصب کنند و در جنگ ایران و عراق از آنها استفاده کنند. سقف پروازی پهبادهای ایرانی، ۴۵۰۰ متر است که با سرعت ۲۰۰ کیلومتر بر ساعت حرکت می‌کند.
سامانه پدافندی مجید، یکی از پرتاب‌کنندگان موشک زمین به هواست که برای مقابله با اهداف در ارتفاع پایین و موشک‌های کروز است. این سامانه بر پشت خودروهای سبک تاکتیکی نصب شده است و برد موشک‌های آن ۸ کیلومتر است. این سامانه قابلیت لینک شدن با سامانه راداری کاشف ۹۹ رو داراست. حالت کلی این سامانه، مشابه با سامانه RIT-116 ساخت آمریکاست. ایران در زمینه ربات‌های موشک‌انداز نیز اقداماتی را داشته است. ربات موشک انداز نذیر از جمله ربات‌های با قابلیت پرتاب موشک ایرانی است.
سامانه راکت‌انداز حدید اچ ام، دیگر سامانه نظامی ایران است که می‌تواند ۴۰ گلوله ۱۲۲ میلی‌متری را شلیک نماید. این سامانه بر پشت کامیون‌های مرسدس بنز LAK 2624 نصب شده‌اند که توانایی حرکت با سرعت ۹۵ کیلومتر بر ساعت را دارند. بر روی این سامانه می‌توان از سه نوع موشک غیر هدایت‌شونده استفاده کرد. نور که با نام آرش ۳ نیز شناخته می‌شود، آرش ۱ و آرش ۲. دیگر راکت‌انداز ایرانی، فلق است که می‌تواند دو موشک فلق ۱ و ۲ را شلیک کند. برد این سامانه با توجه به موشک‌هایش ۱۰ کیلومتر است. این سامانه بر روی خودرو سبک سفیر نصب شده است.

در شهریور ۱۴۰۱ از پدافند هوایی جدیدی با نام قاسم سلیمانی رونمایی شد که برای انهدام اهداف پست در نظر گرفته شده است. این سامانه از دو موشک با جستجوگر حرارتی در طرفین ساخته شده است که یک مسلسل گاتلینگ را نیز به همراه دارد. از این سامانه به عنوان سامانه دفاع نقطه‌ای یاد شده است که برای دفاع هوایی از شناورها کاربرد دارد. این سامانه ساخته وزارت دفاع است.

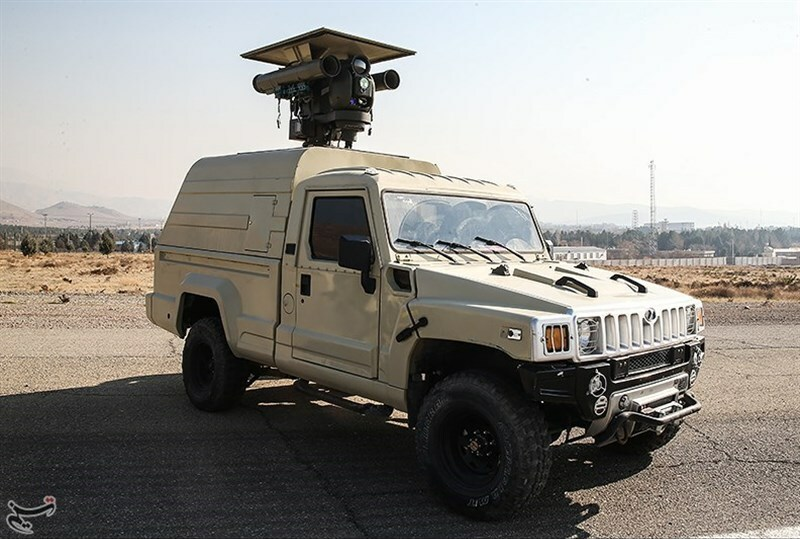
راکت‌انداز پیروز
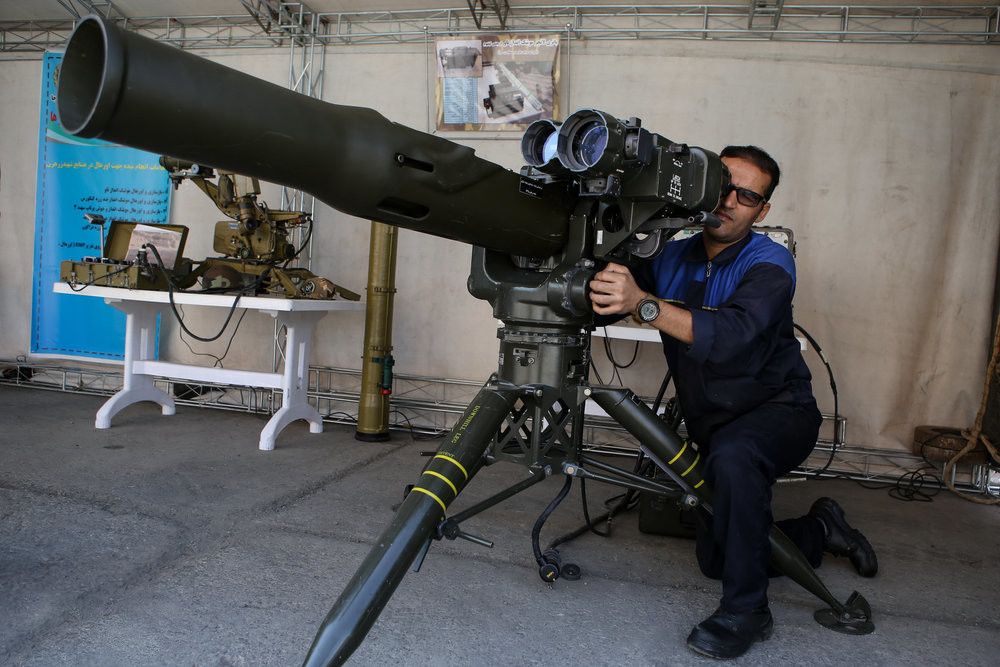
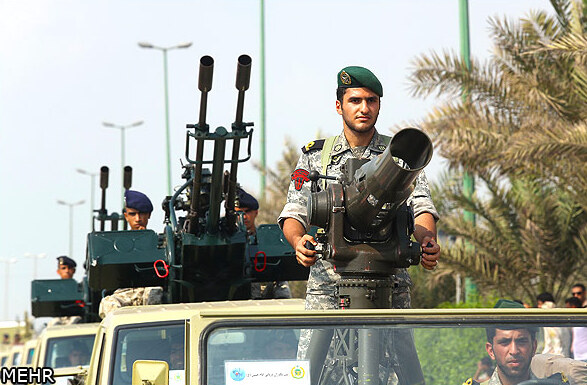
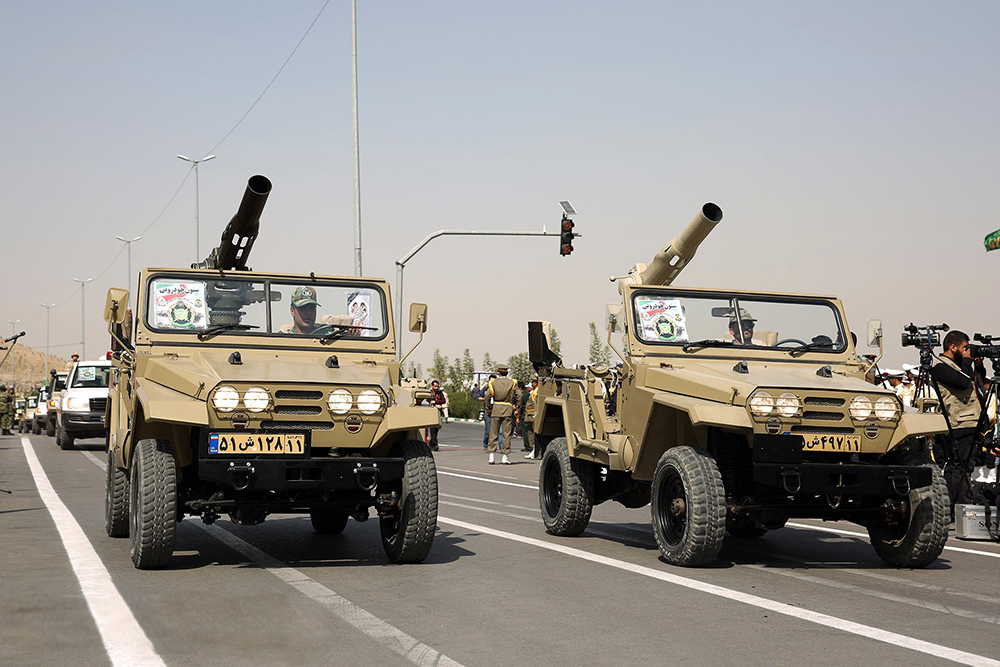
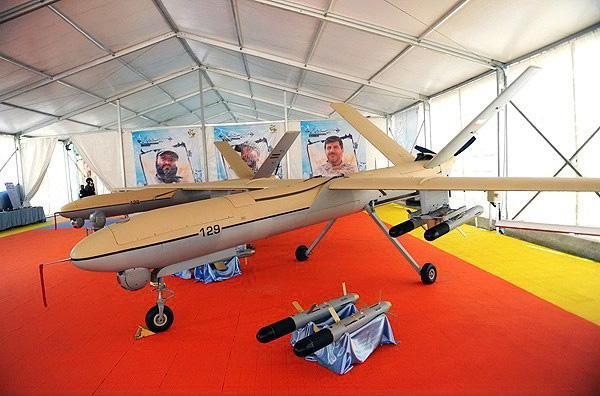
پهپاد شاهد ۱۲۹
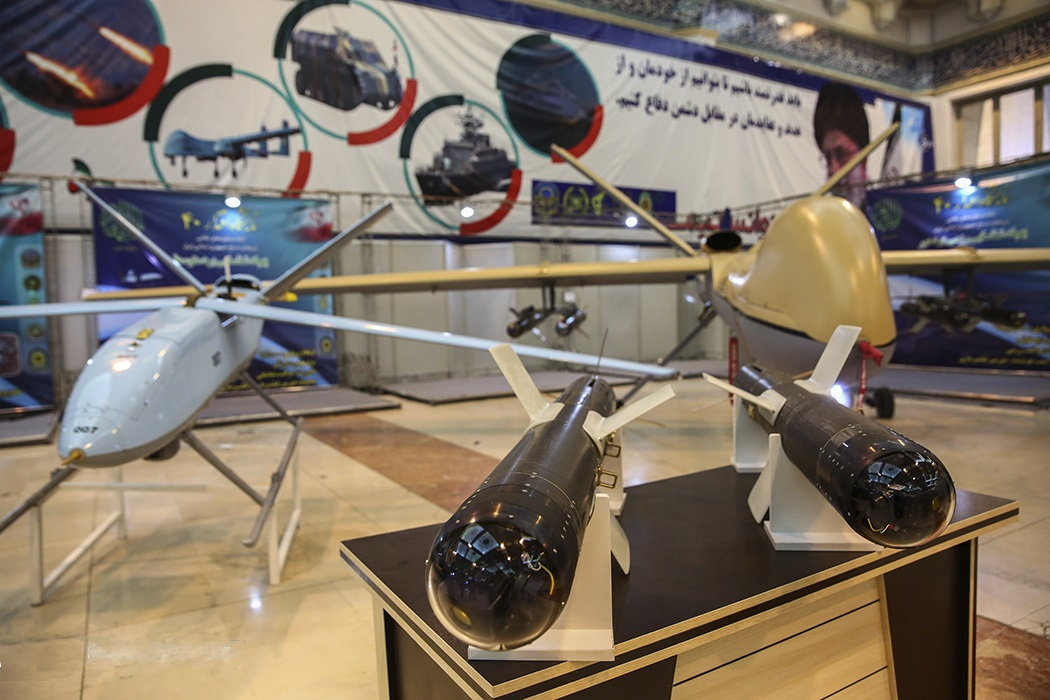
پهبادهای شاهد ۱۲۱ و سدید
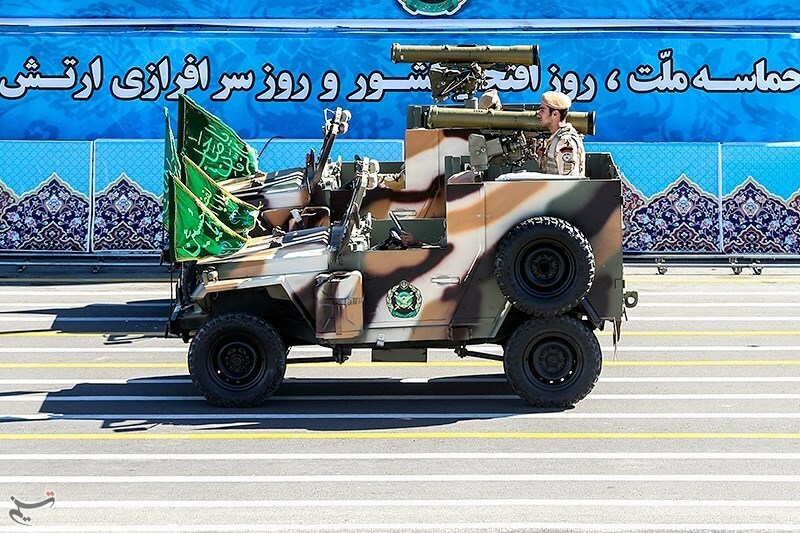
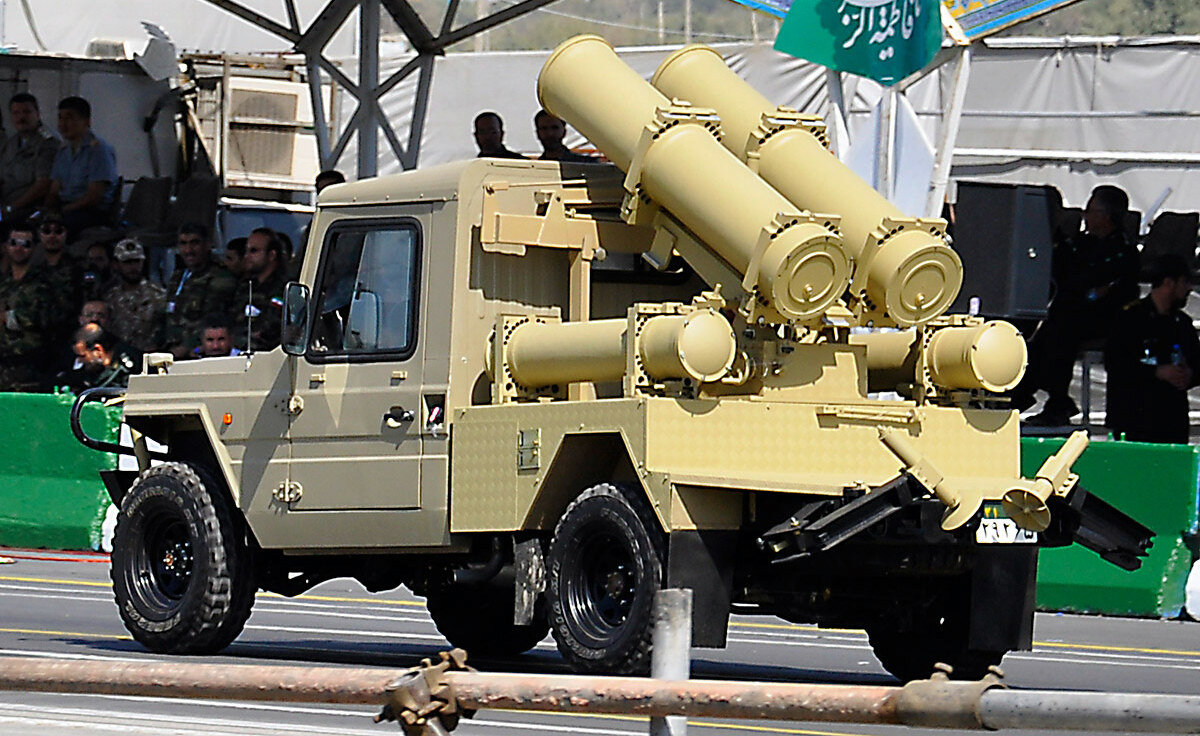
پرتاب‌گر فلق
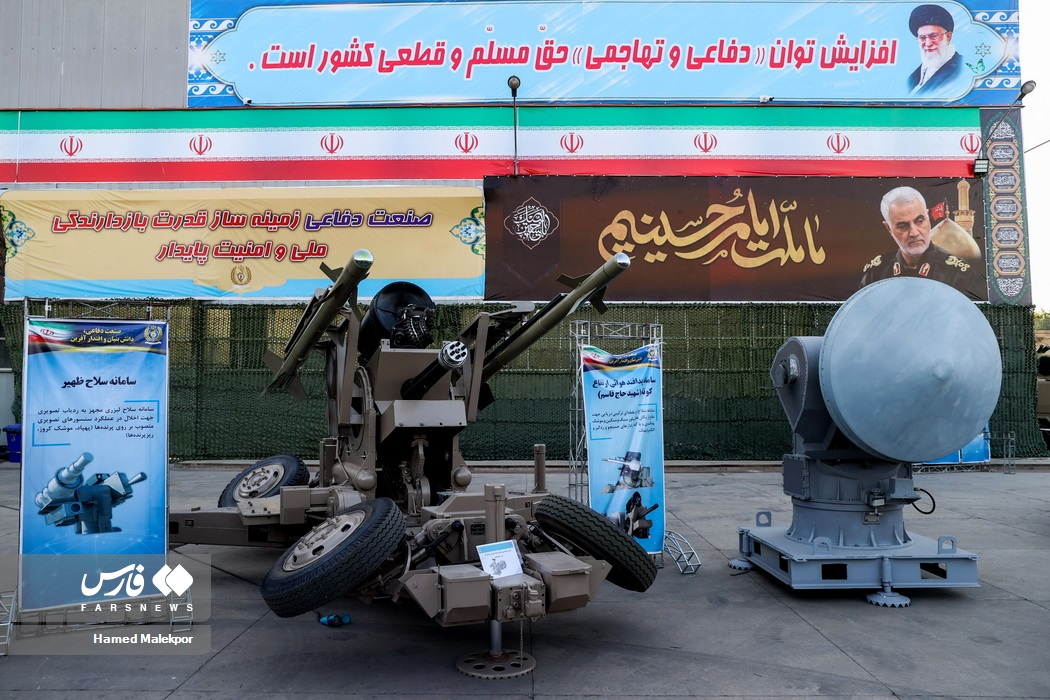
پدافند هوایی قاسم سلیمانی

## برنامه فضایی و موشک‌های فضایی ایران

### تاریخچه
ایران از آغاز عصر فضا، اقداماتی را در راستای فضایی شدن خود انجام داد. نخستین گام در این راستا، عضویت در کوپوس — کمیته صلح‌آمیز از فضای ماورای جو سازمان ملل — در سال ۱۳۳۹ بود. گام بعدی ایران عضویت در اتحادیه جهانی مخابرات — موسوم به آی تی یو — در سال ۱۳۴۵ بود. امضای معاهده فضای ماورای جو نیز دیگر اقدام ایران در سال ۱۳۴۷ بود که سبب تأسیس مرکز سنجش از راه دور ملی ایران شد. از اقدامات این مرکز، تحقیق برای جایابی و راه‌اندازی بخش‌های مختلف فضایی همچون پایگاه‌های فضایی بود. این مرکز در سال ۱۳۵۶، نقاد مداری مشهور به زهره را به نام ایران در آی تی یو، به ثبت رساند. ایران همچنین پیش‌تر در سال ۱۳۵۲ از روس‌ها تقاضای ساخت ماهواره زهره را کردند که تا پیش از انقلاب سال ۱۳۵۷ به نتیجه‌ای نرسید. در سال ۱۳۵۵ نیز مرکز فضایی البرز شروع به ساخت کرد. این مرکز، برای دریافت اطلاعات ماهواره‌ای طراحی شده بود و در سال ۱۳۵۷ افتتاح شد. با انقلاب سال ۱۳۵۷ در ایران و آغاز جنگ بین ایران و عراق، فعالیت‌های فضایی ایران تا سال ۱۳۶۵ متوقف ماند. در این سال، شورای عالی امنیت، تصویب کرد تا از جانب ایران، سه ماهواره به صورت استیجاری در مدارهای متعلق به ایران قرار گیرند. این روند تا سال ۱۳۸۷ ادامه داشت تا آنکه در نهایت مدار ایران به جهت فعال نبودن ماهوره آن، از ایران ستانده شد. در سال ۱۳۹۱ نیز مدار دیگری از ایران ستانده شد و تنها مدار ۲۶ درجه برای ایران باقی ماند که به صورت مشترک با امارات مورد استفاده قرار می‌گرفت. بعد از آن ایران درخواست رزو شدن ۱۳ نقطه برای ایران را نمود. در دهه ۷۰ شمسی، ایران با توجه به درخواست ایران از روس برای ساخت ماهواره زهره، فعالیت‌های مشترکی با این کشور در زمینه فضایی انجام دادند.
ایران برای نخستین بار در سال ۱۳۷۵، موشکی آزمایشی را به سمت فضا شلیک کرد. بر طبق برنامه، این موشک باید به ارتفاع ۱۵۰ کیلومتری از سطح زمین می‌رسید و پس از آن با چتر به زمین بازمی‌گشت. این موشک حامل محموله‌ای آزمایشی بود که توسط وزارت علوم و وزارت دفاع طراحی شده بود. در سال ۱۳۸۴، ایران با همکاری روس‌ها ماهواره سینا را به فضا پرتاب کرد. با قرار گرفتن ماهواره سینا در مدار زمین و در ارتفاع ۷۰۰ کیلومتری از زمین، ایران چهل و سومین کشور دارنده ماهواره در جهان شد. این پروژه با همکاری مؤسسه هواپیمایی روسیه، شرکت پالیوت و آپتک روسی و مشارکت شرکت صنایع صا ایران، وزارت علوم و مؤسسه نقشه‌برداری انجام شد. کاربرد این موشک، در ابتدا عکس‌برداری از سطح زمین برای یافتن منابع آبی عنوان شده بود، اما بعدها از قدرت جاسوسی این ماهواره گزارش‌هایی داده شد. البته با توجه به کیفیت پایین عکس‌های این ماهواره که با دقت ۵۰ متری گرفته می‌شد، مناسب مقاصد نظامی نبود. این ماهواره سه سال عمر داشت در نهایت در فضا گم شد. ماهواره مصباح، دومین ماهواره ساخت ایران بود که با مشارکت ایتالیایی‌ها ساخته شد. بنا بود تا این ماهواره توسط یک ماهواره‌بر روسی و از پایگاه پلیستسک در نزدیکی مسکو به فضا پرتاب شود. این ماهواره باید در مداری در ۱۰۰۰ کیلومتری از سطح زمین قرار می‌گرفت. اما با وجود تحریم‌ها علیه ایران، این ماهواره هیچگاه پرتاب نشد و توسط ایتالیایی‌ها بلوکه گردید. ایران با ساخت این ماهواره به جمع ۱۵ کشور صاحب فناوری ساخت ماهواره پیوست.
در سال ۱۳۸۵، ایران موفق شد تا موشک شهاب ۴ را با سیستم ناوبری، به صورت آزمایشی شلیک کند. با آزمایش موفق این موشک، ایران اعلام کرد که به سیستم پرتاب ماهواره، دست یافته است. در همین سال، برنامه توسعه فعالیت‌های فضایی ایران در بازه ده‌ساله در دولت ایران به تصویب رسید. این برنامه با دو هدف ارسال ماهواره به مدار ژنو و انسان به فضا تصویب شده‌بود. در بهمن ۱۳۸۶ نخستین موشک ماهواره‌بر ایرانی با نام کاوشگر برای شناسایی محیط پروازی برای ماهواره را انجام دهد. این پرتاب، بازتاب زیادی در جهان داشت و ایران را به جمع ۹ کشور دارنده چرخه کامل فناوری ماهواره وارد کرد. ماهواره امید نیز توسط شرکت صا ایران در ۱۴ بهمن ۱۳۸۷ ساخته شد. این ماهواره با پرتاب‌گر سفیر ۲ به فضا پرتاب شد و در مدار خود جای گرفت. این ماهواره که برای اهداف مخابراتی به فضا پرتاب شده‌بود توانست با موافقیت در زمینه ارتباط با ایستگاه فضایی، مطالعات مداری، بررسی ارتفاع ماهواره‌ها در مدارهای نزدیک به زمین، وظایف خود را انجام دهد و در نهایت در اردیبهشت ۱۳۸۸ عمر مداری آن به پایان رسید. این ماهواره به همراه پرتاب‌گر و ایستگاه فضایی آن، نخستین سامانه فضایی بومی در ایران بود. ایران همچنین توانست در سال ۱۳۸۸، سازمان همکاری‌های فضایی آسیا و اقیانوسیه را با عضویت کشورهای چین، اندونزی، پاکستان، مغولستان و تایلند، تأسیس نماید. در بهمن همین سال، پس از پرتاب کاوشگر ۲، ایران توانست موجود زنده را با کاوشگر ۳ به فضا پرتاب کند.
بر اساس گزارشی که نیویورک تایمز منتشر کرده است، آمریکا سعی دارد تا در برنامه فضایی ایران اخلال ایجاد کند. این دولت برای اخلال در برنامه‌های فضایی ایران، اقدام به معیوب‌سازی قطعات مورد نیاز این صنعت به واسطه دلالان قطعه کرده است تا ایران در پرتاب موفق در این زمینه باز بماند. با این وجود، در ۲۵ خرداد ۱۳۹۰، ماهواره رصد توسط ماهواره سفیر امید به فضا پرتاب شد و توانست در مدار لئو قرار بگیرد. مأموریت این ماهواره، برقراری ارتباط با ایستگاه فضایی، دریافت دستورها از ان، تصویربرداری از زمین و ارسال تصاویر به ایستگاه بود. در ۱۴ بهمن ۱۳۹۰، ماهواره دیگری با نام نوید توسط ماهواره‌بر سفیر در مدار لئو قرار گرفت. عمر این ماهواره همچون ماهواره رصد، دوماه بود. در بیستم بهمن ۱۳۹۰، رئیس‌جمهور وقت، سند سیاست‌گذاری هوا و فضای کشور را رونمایی کرد. در سال ۱۳۹۱، کاوشگر پیشگام، یک کپسول حیاتی حاوی یک میمون را تا ارتفاع ۱۲۰ کیلومتری زمین بالا برد و با موفقیت بازگشت. در سال ۱۳۹۲، آزمایشی مشابه صورت گرفت و کاوشگر پژوهش، دومین میمون فضایی را به ۱۲۰ کیلومتری زمین برد و پانزده دقیقه بعد، به صورت سالم بازگرداند.
در بهمن ۱۳۹۷ آتش‌سوزی در مرکز تحقیقات فضایی ایران سبب شد تا سه محقق ایرانی کشته شوند. این احتمال مطرح شده است که این اقدام، از تلاش‌های آمریکا برای جلوگیری از پیشرفت در صنعت موشکی ایران صورت گرفته است. علاوه بر آن، منابع از حملات سایبری متعددی علیه مراکز فضایی ایران خبر داده‌اند. در نوامبر ۲۰۲۲ ایران موشک قائم ۱۰۰ را آزمایش کرد. این موشک نخستین موشک پرتابگر سه مرحله‌ای ایران است که می‌تواند ماهواره‌ای با وزن ۸۰ کیلوگرم را در مدار ۵۰۰ کیلومتری زمین قرار دهد.

### خانواده موشک فضایی

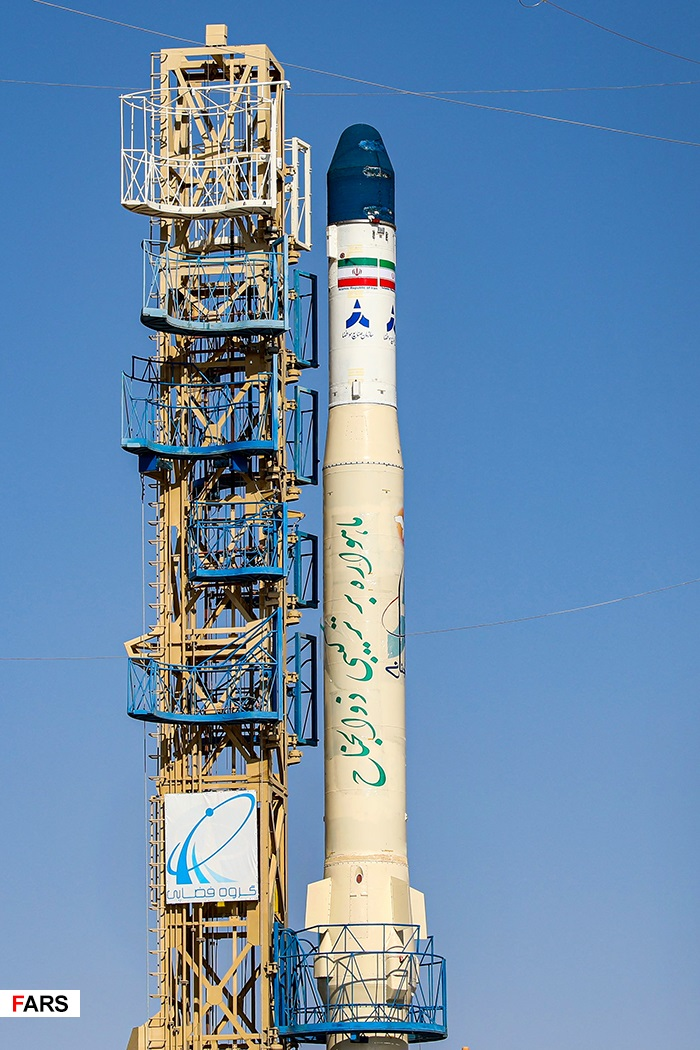
ماهواره بر ذوالجناح
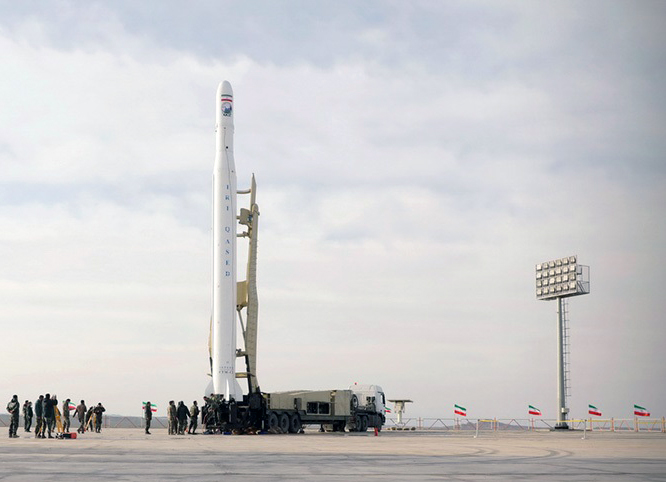
موشک ماهواره‌بر قاصد
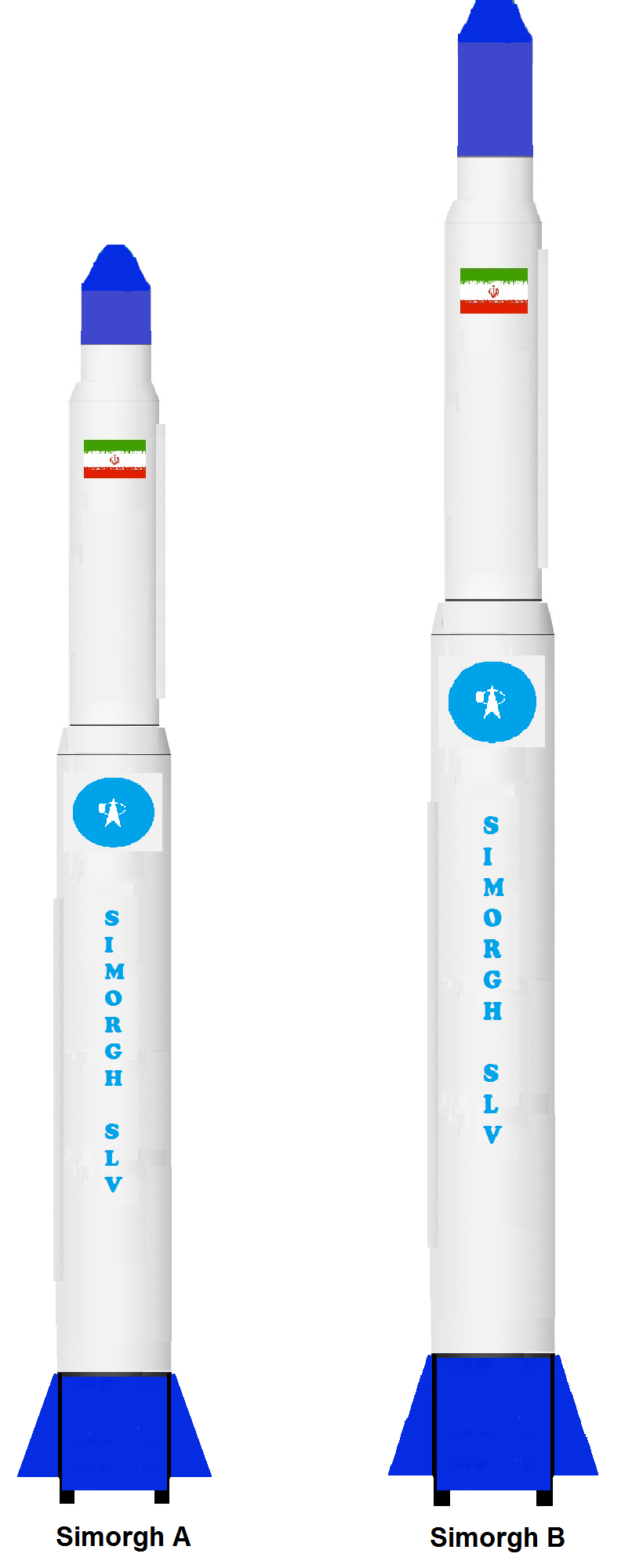
ماهوره‌برهای سیمرغ و ذوالجناح
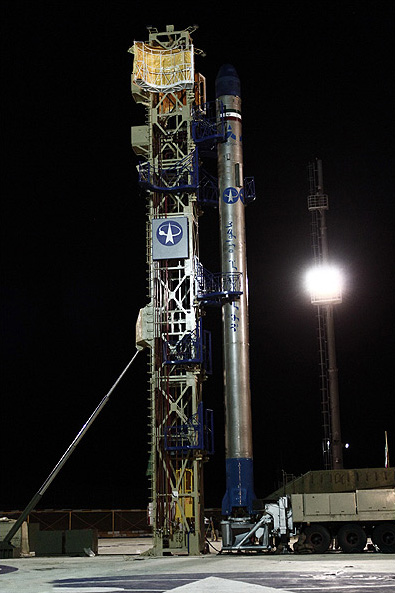
ماهواره‌بر سفیر
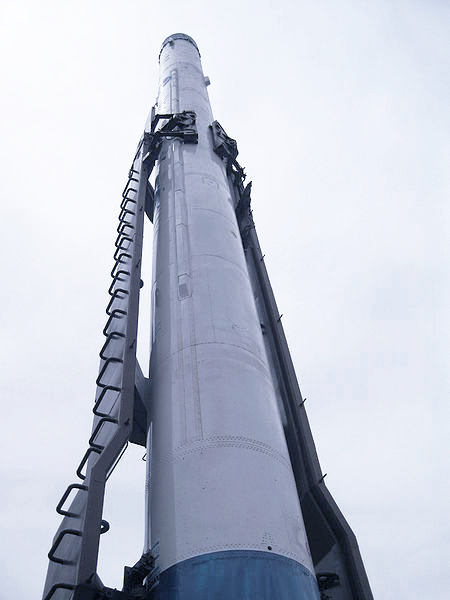
ماهواره‌بر سفیر ۲
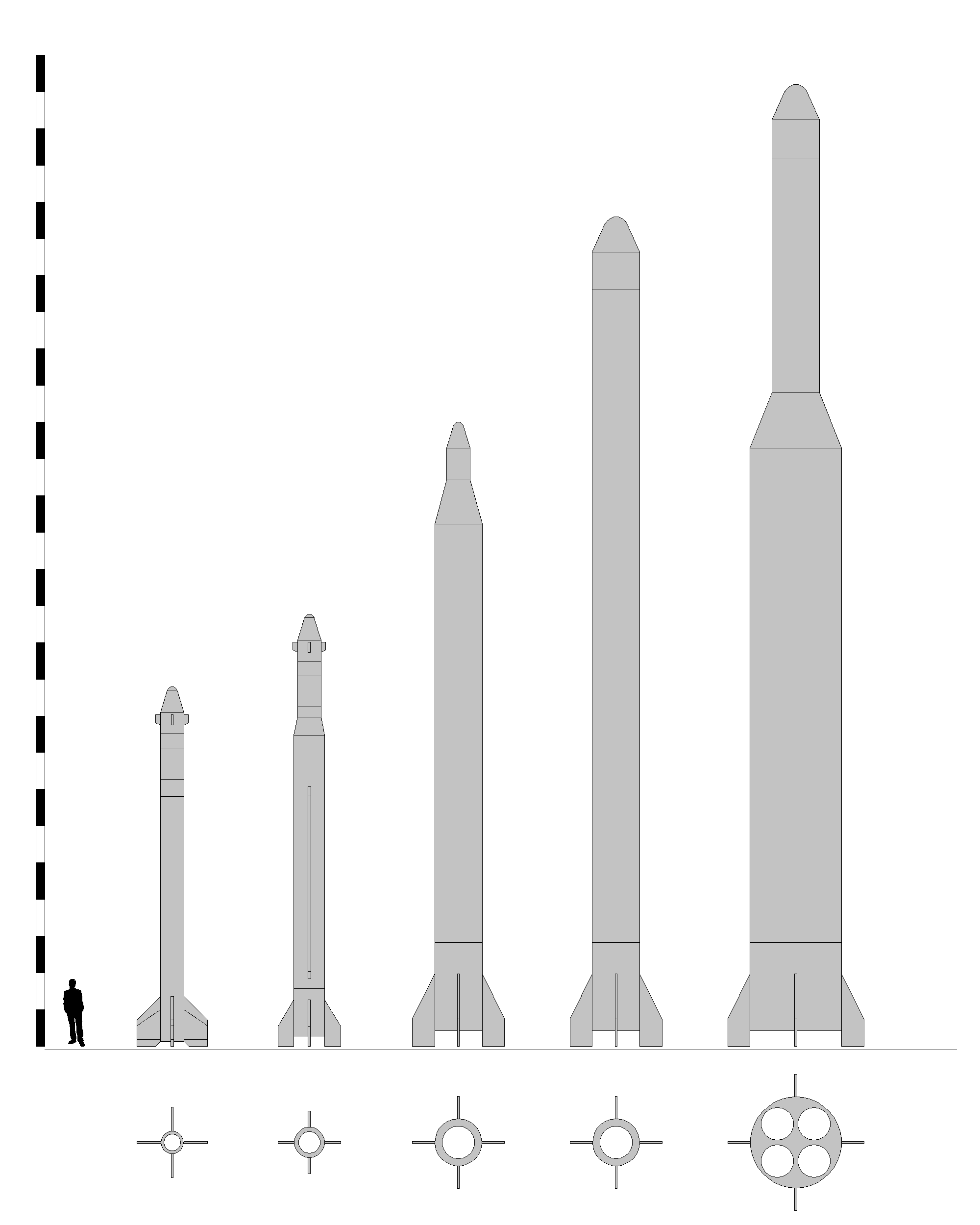
خانواده موشک‌های ماهواره‌بر ایرانی؛ از چپ به راست: کاوشگر ۳، کاوشگر ۴، کاوشگر ۱، سفیر، سیمرغ

### پایگاه‌های فضایی

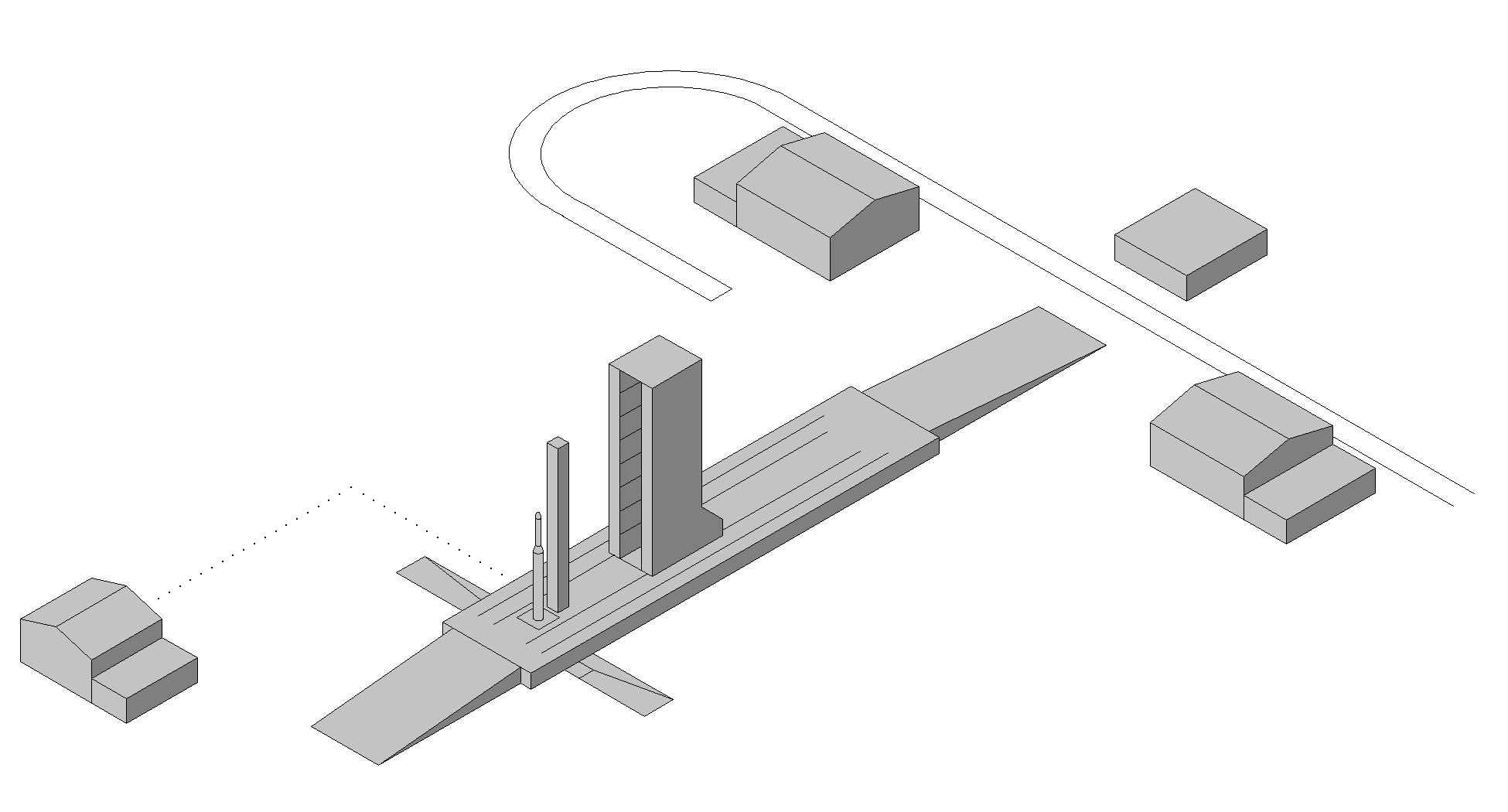
نقشه سکوی پرتاب و ساختمان‌های پایگاه فضایی امام خمینی
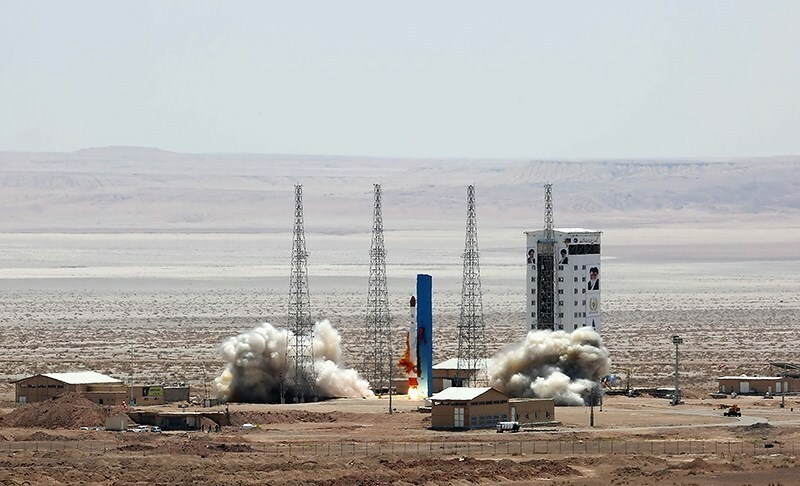
سکوی پرتاب پایگاه فضایی امام خمینی (در زمان پرتاب ماهواره‌بر سیمرغ)

## پروژه استراتژیک مختلف برنامه موشکی ایران

### پایگاه‌های موشکی زیرزمینی ایران
در اوت ۲۰۱۱ ایران از سیلوها و شهرهای زیرزمینی موشکی خود رونمایی کرد. این سیلوها قابلیت آماده شدن برای شلیک موشک از دورن زمین را دارند. در تصاویری که تلویزیون ایران از یکی از تونل‌های زیرزمینی موشکی ایران نشان می‌دهد، تعداد بسیاری از موشک‌ها در کنار واحدهای پرتابی آنان نشان داده می‌شود. به گفته مسئولان نظامی ایران، یک شهر موشکی ایران در استان سمنان واقع شده است که حدود ۵۰ سیلوی شلیک دارد. این مرکز تحت فرماندهی سپاه پاسداران جمهوری اسلامی ایران است.

### قایق‌های تندرو و پرنده پرتاب‌کننده موشک

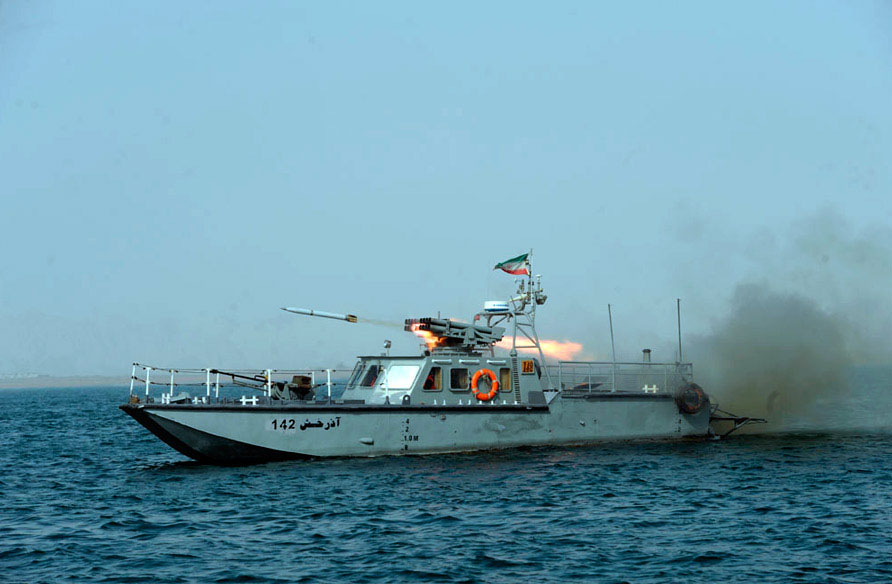
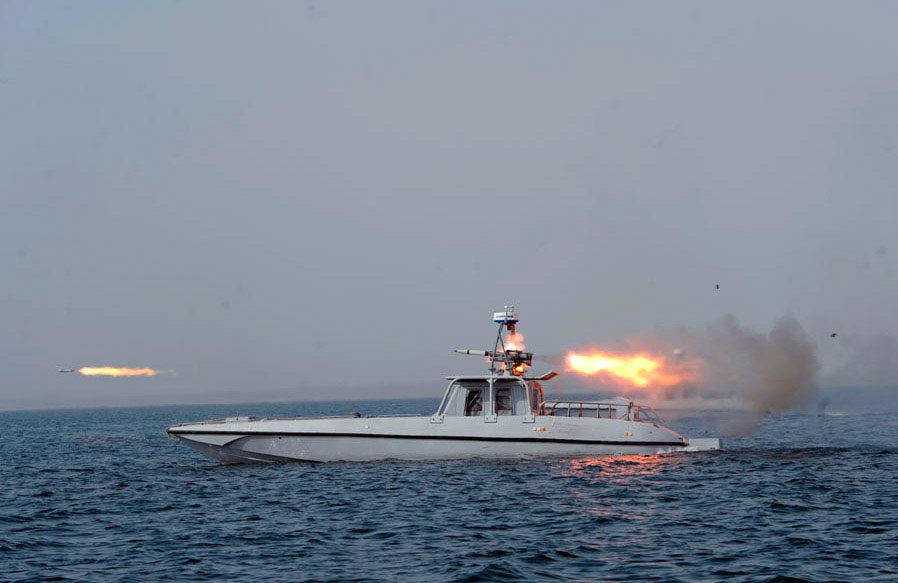
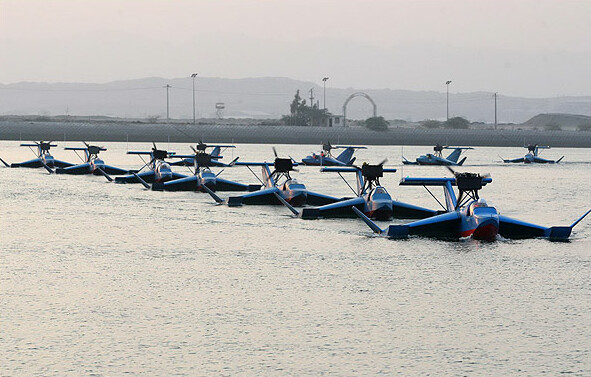
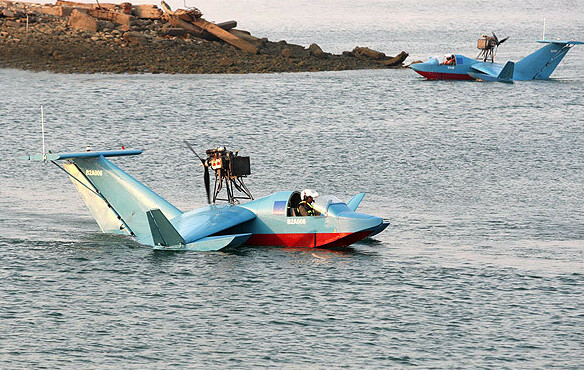
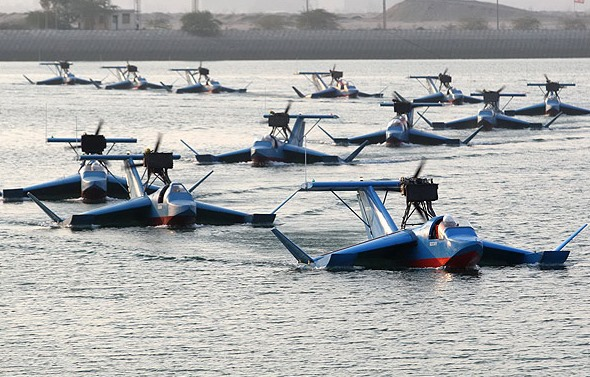
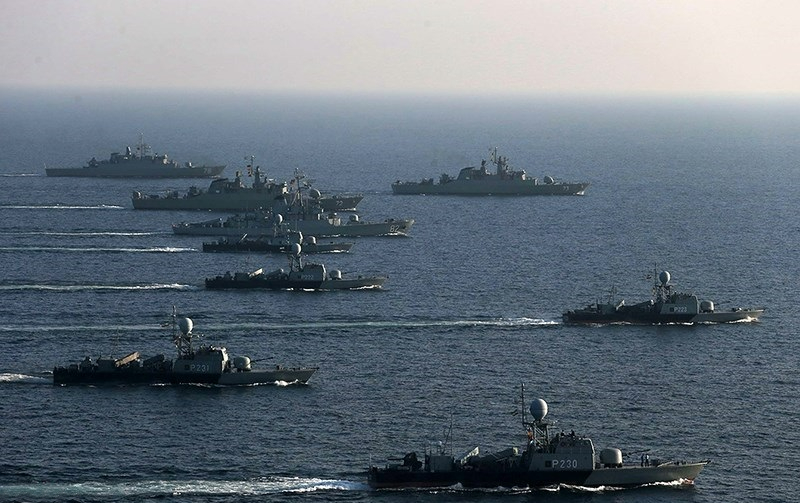

### ناو و زیردریایی‌های ضربتی با قابلیت پرتاب موشک و اژدر
به گفته مسئولان ایرانی، زیردریایی‌های فاتح و غدیر، قابلیت پرتاب موشک‌های کروز را دارا هستند. در این میان، زیردریایی غدیر در رزمایش‌هایی با پرتاب موشک کروز، در آزمون موفق بوده است.

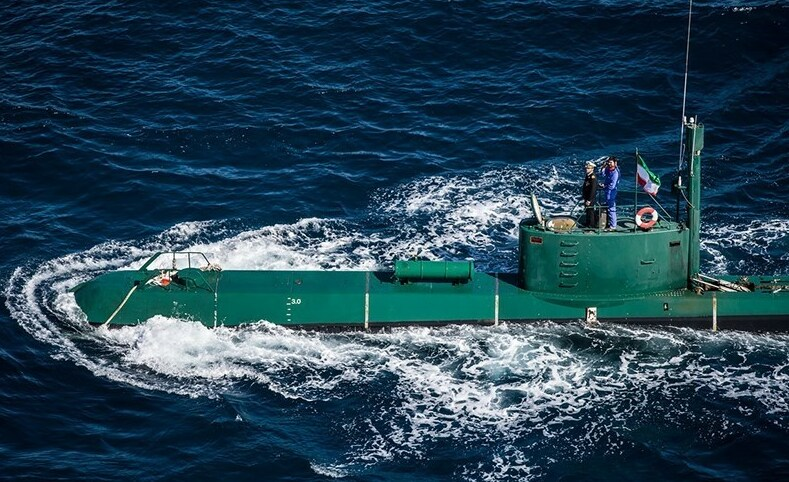
زیردریایی ضربتی غدیر
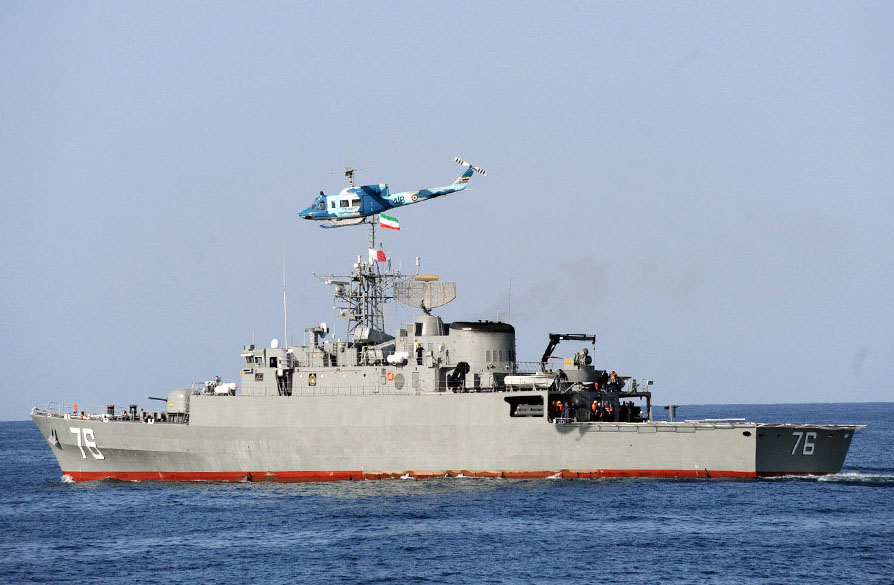
ناو جماران
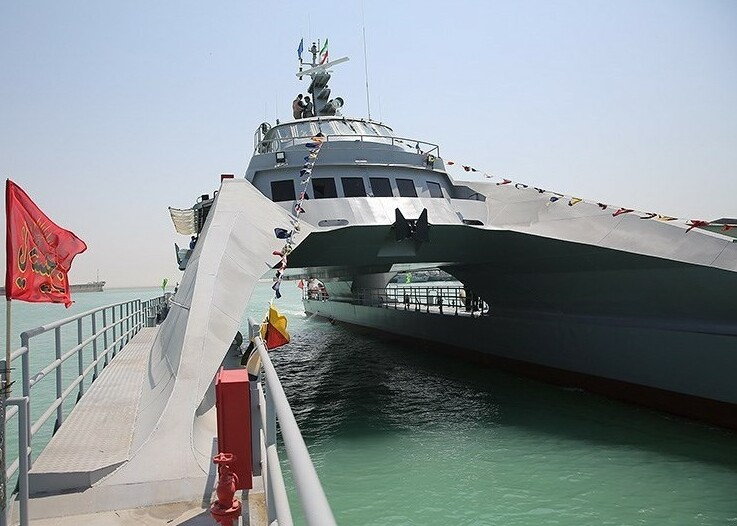
شناور شهید ناظری

### ربات‌های نظامی حامل یا پرتاب‌کننده موشک
در ۱۸ آوریل ۲۰۱۵، نیروهای ارتش جمهوری اسلامی ایران، در رژه خود، از رباتی نظامی با نام نذیر (UGV) رونمایی کردند. این ربات چهارچرخ، از راه دور کنترل می‌شود و برای مأموریت‌های شناسایی و درگیری جنگی در نظر گرفته شده است. برد این ربات ۲ کیلومتر عنوان شده است. این ربات شباهت زیادی به ربات Phantom 1 ساخت اوکراین دارد. این ربات، از ۲ پرتابگر مدل MANPADS بهره می‌برد. این ربات قادر است تا سیگنال‌های ویدیویی را از دوربین به سامانه هدایت خود ارسال کند و به گفته مسئولان ایرانی در آینده، مجهز به مسلسل و موشک‌انداز خواهد شد. بر روی این ربات، پنل‌های خورشیدی تعبیه شده است و قادر است تا ۶۰۰ کیلوگرم بار حمل کند. مسلسل نصب شده روی این ربات، مسلسل ۷٫۶۲ میلی‌متری تحلیل شده است. در اطراف این خودرو، سه نارنجک‌انداز کوچک نیز نصب شده است. سلاح‌های نصب شده بر روی این ربات قابلیت جداسازی و نصب سریع دارند.

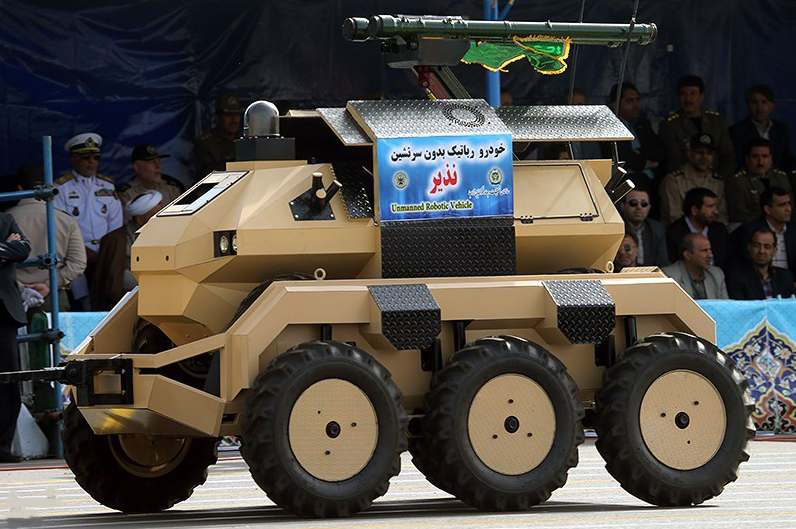
ربات راکت‌انداز نذیر

## خرید و فروش تسلیحات موشکی
با وجود آنکه ایران از جانب شورای امنیت سازمان ملل به سال ۲۰۰۷ در خصوص خرید و فروش تسلیحات منع شده بود، اما سرآخر در سال ۲۰۲۰ این تحریم از جانب این شورا منحل شد. حسن روحانی، رئیس‌جمهور وقت در سخنرانی‌ای مدعی شد که از امروز، خرید و فروش تسلیحات برای ایران منعی قانونی ندارد. برخلاف تصور و گمانه‌زنی‌های رسانه‌های خارجی که نسبت به خرید تسلیحات از جانب ایران توقع داشتند، اما رسانه‌های ایرانی از فروش تسلیحات خبر می‌دادند. حاتمی، وزیر دفاع ایران در یک مصاحبه تلویزیونی مدعی شد که ایران بیش از آنچه تسلیحات وارد می‌کند، تسلیحات صادر خواهد کرد و مشتریان زیادی برای محصولات نظامی ایرانی، مدعی شد. او تأکید کرد که تسلیحات ساخت ایران، مقرون به صرفه و کارآمد هستند.

### تاریخچه خرید تسلیحات موشکی
پیش از انقلاب ۱۳۵۷، شاه ایران با توجه به روابطی که با غرب داشت، موشک‌هایی چون I-HAWK را از آمریکا خریداری کرد. از دیگر موشک‌هایی که ایران از آمریکا خریداری کرده است، موشک ایم-۵۴ فینیکس بوده است که در نیروی هوایی این کشور به کار بسته می‌شد.
جمهوری اسلامی ایران در طی سال‌های جنگ ایران و عراق، در چندین مرحله موشک‌های متفاوتی را خریداری کرده است. در ابتدا این کشور از موشک‌های اسکاد بی استفاده کردند. در اواخر ۱۹۸۹ میلادی، تعداد ۲۰۰ عدد موشک چینی سی‌اس‌اس ۸ و در سال ۱۹۹۵ میلادی تعدادی موشک سی‌اس‌اس ۷ خریداری شدند. پیش از این، در ژانویه ۱۹۸۶ ریگان، رئیس‌جمهور وقت آمریکا، برای مقاصدی سیاسی، دستور داد تا چهار هزار موشک تاو توسط سازمان سیا از وزارت دفاع آمریکا خریداری شده و از طریق اسرائیل به ایران فروخته شود. به گزارش تریتیا پارسی — رئیس سازمان نایاک — ایران در همین سال با میانجگری اسرائیل، از آمریکا تعدادی موشک ضد تانک بی‌جی‌ام-۷۱ تاو را خریداری کرده است. به گزارش ایرانیکا، ایران در مجموع طی ماجرای مک‌فارلین، ۲۰۰۴ موشک تاو، ۱۸ موشک هاوک و ۲۰۰ قطعه یدکی برای سکوی پرتاب هاوک از آمریکا دریافت کرد. ایران در طول جنگ ایران و عراق از سوئد نیز تعدادی موشک آربی‌اس ۷۰ را خریداری کرد.
ایران همچنین خرید چند موشک کروز ابتدایی را در کارنامه خود دارد؛ موشک‌های روسی Styx در کلاس SS-N-2، موشک Harpoon در کلاس RGM-85، موشک اسرائیلی Gabriel و موشک ایتالیایی Seakiller و همین‌طور موشک چینی YJ-1/-2 از این دست موشک‌های خریداری شده است. کشور اوکراین در سال ۲۰۰۱ و به صورت مخفیانه تعدادی از موشک‌های کروز KH-55 LACM روسی را در اختیار ایران قرار داد. ایران در سال ۲۰۰۲ تعدادی از موشک‌های ضد کشتی سری C-701 و TL-10 را از چین خریداری کرد. در کنار این موشک‌ها تعدادی از قایق‌های تندرو C-14 چینی نیز مورد معامله قرار گرفت. همچنین تخمین زده می‌شود که ایران تعدادی موشک C-704KD از چین تهیه کرده است اما معلوم نیست که این موشک‌ها برای نصب بر روی هواپیماهای بال ثابت خریداری شدند یا بر روی هلیکوپترها نصب شده‌اند. بر اساس اسناد منتشر شده در ویکی‌لیکس، ایران در سال ۲۰۱۰ تعداد ۱۹ موشک R-27 را از کره‌شمالی خریداری کرده است.
ایران در دهه ۹۰ میلادی، از روسیه تعداد ۵۰۰۰ موشک ضد زره فاگوت، ۵۰۰۰ موشک ضد زره مالیوتکا، ۳۰۰۰ موشک ضد زره کنکور، ۱۵۰ موشک بی‌ام‌پی ۲ و تعدادی موشک و رادار دیگر خریداری کرده است. در سال ۲۰۰۵ میلادی، طی قراردادی بین روسیه و ایران، قرار شد تا ۵ سیستم موشکی اس ۳۰۰ به قیمت ۸۰۰ میلیون دلار را تا سال ۲۰۰۷ به ایران تحویل داده شود؛ اما پس از تعلل روسیه در تحویل این سامانه، دمیتری مدویدیف، رئیس‌جمهور وقت روسیه، در ۲۲ سپتامبر ۲۰۱۰، طی فرمانی هرگونه فروش و در اختیار قرار دادن تسلیحات نظامی و هسته‌ای به ایران را منع کرد. این اقدام در راستای تحریم‌های شورای امنیت صورت گرفته بود. ایران در این اقدام روسیه، درخواست غرامت ۴ میلیارد دلاری از این قرارداد را به دیوان بین‌المللی داوری ارائه کرد. طی این اقدام، ولادیمیر پوتین، رئیس‌جمهور بعدی روسیه اعلام کرد که ارسال سامانه موشکی اس ۳۰۰ به ایران، منعی ندارد و تا پایان سال ۲۰۱۵ این سامانه در اختیار ایران قرار خواهد گرفت. مقامات ایرانی از موافقت روسیه برای فروش سامانه اس ۴۰۰ به ایران و در مقابل عدم تمایل ایران برای خرید این سامانه خبر دادند. اما به گزارش منابع ایرانی، جمهوری اسلامی سامانه‌های اس ۳۰۰ و اس ۴۰۰ را از روسیه خریداری کرده است. این سامانه‌ها سرانجام در ۲۹ فروردین ۱۳۹۵ در رژهٔ روز ارتش جمهوری اسلامی ایران از مقابل جایگاه عبور کردند. در سال ۲۰۰۶ نیز ایران از روسیه، سامانه تور ام یک را خریداری کرد.

### تاریخچه فروش تسلیحات موشکی
ایران با ارسال موشک‌های کوتاه‌برد و توپخانه‌ای کمک زیادی به جبهه حماس و گروه‌های جهاد اسلامی فلسطین کرده است. همچنین راکت‌های بسیاری از جانب ایران به حزب‌الله لبنان داده شده است. موشک‌های فجر ۲، فجر ۳، فجر ۵، رعد و زلزال ۱ از جمله موشک‌هایی هستند که از جانب ایران به حزب‌الله لبنان داده شده است. همچنین بر اساس تحلیل‌هایی، موشک کوثر از جمله موشک‌های کروزی است که ایران به حزب‌الله داده است. خبرهایی در خصوص انتقال سامانه سوم خرداد به سوریه توسط نیروهای نظامی ایرانی منتشر شده است. همچنین تعدادی از موشک‌های فاتح ۱۱۰ دراختیار روسیه قرار داده شد که منجر به طراحی موشک ام۶۰۰ در سوریه از روی این موشک شد.
در اکتبر ۲۰۲۲، و بر اساس اطلاعات آمریکایی‌ها، خبرهایی مبنی بر قصد فروش موشک‌های فاتح ۱۱۰ و ذوالفقار از جانب ایران به روسیه منتشر شد. پیش از این نیز استفاده روسیه از پهپاد ایرانی شاهد ۱۳۶ در جنگ اکراین، خبرساز شده بود و نشانه‌ای از معامله تسلیحاتی ایران با روسیه داشت.

## سیاست، قوانین و واکنش‌ها

### تحریم، قطعنامه‌های ۱۷۳۷، ۱۹۲۹ و ۲۲۳۱ و برجام
برنامه موشکی ایران، همواره مورد توجه رقبا و دشمنان جمهوری اسلامی بوده است. این توجه‌ها به برنامه موشکی ایران، از زمان شروع چالش هسته‌ای ایران، بیشتر شده است. به عقیده مخالفان هسته‌ای شدن جمهوری اسلامی، ایران به دنبال دستیابی به دستاوردهای نظامی هسته‌ایست و برنامه‌های موشکی ایران نیز، در این راستا توسعه یافته و می‌یابد. همین امر سبب شده است تا تحریم‌های بسیاری از جانب مخالفان جمهوری اسلامی، نسبت به برنامه‌های موشکی این کشور صورت بگیرد. بر اساس قطعنامه‌های ۱۷۳۷ و پس از آن ۱۹۲۹ شورای امنیت، خرید سلاح برای ایران ممنوع اعلام شد. بر اساس قطعنامه ۱۹۲۹ مصوب در سال ۲۰۱۰ میلادی، هرگونه انتقال مستقیم و غیر مستقیم، فروش و عرضه کالاهای نظامی چون تانک، خودرو زرهی و هرگونه موشک و سیستم موشکی به ایران منع شد. همچنین در این قطعنامه تأکید شده است که کشورها باید محموله‌های نظامی مربوط به ایران را توقیف و امحا نمایند.
طی توافق هسته‌ای ایران با گروه ۵+۱ موسوم به برجام، طرفین به این توافق رسیدند تا تحریم‌های موشکی ایران ۸ سال بعد از برجام، برداشته شود. این توافق منجر به صدور قطعنامه ۲۲۳۱ شورای امنیت شد که طی آن و برخلاف لحن دستوری قطعنامه ۱۹۲۹، از ایران درخواست شده بود تا در راستای توقف برنامه موشکی خود، اقدام نماید. در این قطعنامه، ایران از دستیابی به موشک با قابلیت حمل کلاهک هسته‌ای منع شده است. دولت آمریکا نیز پس از هر رزمایش موشکی ایران، آن را در تضاد با این قطعنامه می‌داند و بر همین اساس تحریم‌هایی را بر ایران وضع می‌کند. با به قدرت رسیدن ترامپ در آمریکا، توجه به برنامه موشکی ایران بیشتر شد. ترامپ، برنامه موشکی ایران را از نواقص برجام دانست. دولت آمریکا در دوره ترامپ سعی می‌کرد تا برنامه موشکی ایران را امنیتی‌سازی کند. در این میان چین و روسیه، با آمریکا همراهی کمتری دارند.
در ۱۸ اکتبر ۲۰۲۰ تحریم‌های تسلیحاتی ایران از جانب سازمان ملل برداشته شد. آمریکا سعی داشت تا تحریم‌های تسلیحاتی ایران را تا مدت نامعلومی به جریان بیندازد اما طرح او با مخالفت قریب به اتفاق اعضاء شورای امنیت سازمان ملل، روبرو شد.

### دیدگاه ایالات متحده آمریکا و کشورهای اروپایی
نگرانی آمریکا از برنامه موشکی ایران، دو مقوله «برد موشکی» و «قابلیت حمل کلاهک هسته‌ای» است. آمریکا سعی دارد تا بر اساس تهدیدسازی برنامه موشکی ایران، اجماعی جهانی علیه ایران فراهم سازد و بتواند بر علیه ایران در شورای امنیت، پرونده‌ای جدید را به جریان درآورد. تهدیدسازی آمریکا در مورد برد موشکی موشک‌های ایرانی، مربوط به موشک‌های میان‌برد و بلندبرد است. دولت آمریکا بر این باور است که موشک‌های میان‌برد ایران، تهدیدی بالفعل برای منطقه و فرامنطقه است. بر این اساس، در تیررس بودن کشورهای متحد آمریکا، پایگاه‌های نظامی آمریکا در منطقه و خلیج فارس و باب المندب برای این کشور اهمیت دارد. همچنین به باور این دولت، موشک‌های بلندبرد ایرانی، گواهی بر تلاش ایران برای دستیابی به موشک‌های بلندبردتری است که صلح و امنیت بین‌المللی را هدف قرار داده است. آمریکا سعی دارد تا حملات موشکی یمنی‌ها به آرامکو در عربستان را به ایران نسبت دهد. باراک اوباما — رئیس‌جمهور وقت آمریکا — در نطقی می‌گوید: «زرادخانه موشکی تهران اکنون قادر است تا اروپا را بزند.» اوباما در دوره ریاست‌جمهوری خود توانست طرحی را در ناتو به تصویب برساند که بر اساس آن، اجماعی از جانب اروپایی‌ها و آمریکا برای مقابله با حملات احتمالی موشکی ایران علیه اروپا، اقدامات پیشگیرانه نظامی صورت بگیرد. بر اساس این طرح، تمام خاک اروپا تحت پوشش دفاع موشکی قرار گرفت. این اقدامات برای بی‌اثر سازی قدرت موشکی ایران صورت می‌گیرد.
کشورهای اروپایی نیز نسبت به برنامه موشکی ایران، عکس‌العملی همچون آمریکا نشان داده‌اند. اتحادیه اروپا، با پیوند دادن بین حوادث منطقه، برنامه موشکی ایران را به عنوان عامل برهم‌زننده ثبات و تهدیدی علیه صلح منطقه مطرح کرده است. فرانسه نیز ایران را تهدید کرده است که در صورت عدم توافق بر سر مسائل موشکی، این کشور را تحریم‌های بیشتری خواهد کرد. پیش از این نیز وزیر خارجه فرانسه نیز اقدامات موشکی ایران را عامل بی‌ثباتی منطقه می‌داند. پس از پرتاب ماهواره‌بر ظفر از سوی ایران، فرانسه و بریتانیا این اقدام ایران را خلاف قطعنامه ۲۲۳۱ دانسته‌اند.

### دیدگاه کشورهای منطقه
اسرائیل به عنوان یکی از متحدان آمریکا در منطقه که در تیررس موشک‌های ایران قرار دارد، توان موشکی ایران را تهدیدی علیه خودش و بخش‌هایی از اروپا قلمداد می‌کند. سران اسرائیل بر این باورند که تلاش‌های ایران برای دستیابی به صنعت فضایی، با هدف دستیابی به موشک‌های قاره‌پیماست تا تمام اروپا را در تیررس این کشور قرار دهد. عربستان نیز دیگر متحد آمریکاست که فعالیت‌های موشکی ایران را تهدیدی علیه جریان انرژی از عربستان به اروپا می‌داند.

### واکنش جمهوری اسلامی ایران
مسئولان جمهوری اسلامی ایران اما برنامه‌های موشکی خود را در راستای امور دفاعی می‌دانند. آنها مدعی هستند که تنها هدف از ساخت موشک در ایران، بازدارندگی در مقابل تهدیدات است. مسئولان جمهوری اسلامی هرگونه مذاکره بر سر توان موشکی ایران را رد می‌کنند. با این وجود مسئولان نظامی ایران، از محدودیت ۲۰۰۰ کیلومتری برد موشک‌های ساخته شده در ایران خبر داده‌اند و تمرکز برنامه موشکی ایران را بر دقت موشک‌ها عنوان کرده‌اند.
مسئولان جمهوری اسلامی ایران بر این باورند که هیچ معاهده الزام‌آوری برای منع گسترش سلاح‌های موشکی در ایران وجود ندارد. همچنین ایرانی‌ها، در خصوص دیدگاه‌های کشورهای اروپایی دربارهٔ برنامه موشکی ایران، گفته‌اند که اگر اروپایی‌ها یا هر کشور دیگری قصد خلع سلاح موشکی ایران را داشته باشند، ایران مجبور خواهد بود که به یک «جهش استراتژیک» روی آورد.
حسین دلیران از کارشناسان نظامی ایران، با اشاره به اینکه ایران تنها کشور در جهان اسلام است که پهپاد و موشک‌های هدایت‌شونده و سامانه‌های دفاعی را می‌سازد، ارمنستان را یکی از بهترین گزینه‌های خرید تسلیحات نظامی از ایران دانست.

### واکنش تحلیلگران
برنامه موشکی ایران، به اعتقاد تحلیلگران نظامی، در زمره کشورهای برتر در حوزه فناوری موشکی توصیف شده است. ایران بیشترین ذخیره موشکی در خاورمیانه را داراست.
پژوهشگران حوزه نظامی بر این باورند که موشک‌های به کار رفته توسط ایران در برنامه فضایی این کشور، از نوع SLVs است که در همه کشورهای جهان، کاربرد علمی دارد؛ این در حالیست که موشک‌های قاره‌پیما از نوع ICBM هستند که قابلیت تبدیل به ماهواره بر را دارند اما به صورت بالعکس چنین فرایندی اتفاق نیافتاده است. برخی کارشناسان حوزه تسلیحات بر این باورند که تفاوت‌های بین این دو نوع موشک، از جهت نیروی بالابرنده، اندازه بخش‌های بار مفید و نوع دماغه سبب خواهد شد که قابلیت حمل کلاهک هسته‌ای برای این نوع موشک‌ها منتفی باشد.
خبرگزاری اسپوتنیک در گزارشی که برای تشریح حمله موشکی ایران به مواضع داعش در سوریه انجام داده است، منتشر کرد؛ چنین نوشت که: «سیلی را داعش خورد تا صدایش را دیگران بشنوند. ایران با این اقدام خواسته است این پیام را بدهد که کشوری نیست که با تهدید عقب‌نشینی کند و از این پس تهدید را با تهدید پاسخ خواهد داد.»
آنتونی کوردزمن — کارشناس مرکز مطالعات استراتژیک و بین‌الملل — در گزارشش دربارهٔ برنامه موشکی ایران می‌نویسد که برنامه موشکی ایران در حال پیشرفت است اما دقت توان موشکی آنان به اندازه کافی نیست و به همین جهت قابل اطمینان و اعتماد نخواهد بود. بر همین اساس، به عقیده او، موشک‌های کوتاه‌برد ایران، بیشتر جنبه تهدید و ارعاب دارند تا جنبه سلاح جنگی و در جنگ واقعی به کار نخواهند آمد. با این وجود او معتقد است که ایران در حال توسعه سیستم هدایت‌گر موشک‌های خود است و برای تجهیز موشک‌هایش به کلاهک هسته‌ای، مطالعه و بررسی می‌کند. این کارشناس آمریکایی، هزینه‌سازی و تهدیدهایی که ایران به واسطه کمک‌های موشکی به مخالفان اسرائیل برای این کشور فراهم کرده است را متذکر می‌شود و گزارش می‌کند که سامانه‌های گنبد آهنین با وجود هزینه‌های زیادی که دارند در برابر تعداد زیاد موشک‌های شلیک شده از جانب مخالفان اسرائیل که هزینه به مراتب کمتری از گنبد آهنین داشته‌اند را به‌طور کامل دفع نکرده است. این تحلیلگر معتقد است که برای جبران کمبودها در نیروی هوایی فرسوده ایران، نیروی موشکی از اهمیت بالایی برخوردار است. وی بر این باور است که ایران برای پیشرفت در زمینه تخریب موشک‌هایش، باید از سیستم‌های هدایت‌گر دقیق و حس‌گرهای پیشرفته استفاده کند یا آنکه از کلاهک هسته‌ای یا سلاح شیمیایی و بیولوژی برای پیشبرد اهدافش بهره ببرد که خود او احتمال می‌دهد که ایران از راه‌حل دوم استفاده نکرده باشد. این تحلیلگر به‌طور کلی ایران را فاقد سیستم دفاع موشکی می‌داند و تمام سیستم‌های دفاعی موشکی ایران از جمله باور ۳۷۳ را خریداری شده از کشورهای چین و روسیه می‌داند.

## استفاده در جنگ
در تاریخ ۱۳-۱۴ آوریل ۲۰۲۴، ایران تقریباً ۱۲۰ موشک بالستیک به سمت اسرائیل در چارچوب عملیات «وعده صادق» شلیک کرد. نرخ رهگیری حدود ۹۹ درصد بود.
در تاریخ ۱ اکتبر ۲۰۲۴، ایران حدود ۲۰۰ موشک بالستیک در چارچوب عملیات «وعده صادق ۲» پرتاب کرد. اکثر موشک‌ها رهگیری شدند.
در طول جنگ ایران و اسرائیل، ایران ۵۰۰ تا ۵۵۰ موشک بالستیک پرتاب کرد. با این حال، تنها ۳۱ فروند (6 درصد) در اسرائیل فرود آمدند،  که این تعداد بسیار کمتر از پیش‌بینی‌ها بود.

## منبع‌شناسی
موضوع پیوند امنیت جهانی با برنامه موشکی ایران، مورد توجه منابع بسیاری قرار گرفته است. ارغوانی پیرسلامی و پیرانخو در مقاله‌ای با عنوان «تحول فناوری موشکی و راهبرد دفاعی-امنیتی جمهوری اسلامی ایران» به بررسی این موضوع پرداخته‌اند. آثار متنوعی نیز به زبان انگلیسی در خصوص برنامه موشکی ایران تألیف شده است. باگات در پژوهشی با عنوان «ارزیابی برنامه موشکی بالستیک ایران و برنامه فضایی» به بررسی برنامه فضایی جمهوری اسلامی ایران پرداخته است. از دیگر آثار در این زمینه می‌توان به مقاله «برنامه موشکی بالستیک و برنامه فضایی ایران» اثر هیلدرث، «تهدید برنامه موشکی ایران» اثر کوردزمن، «دفاع موشکی ۲۰۲۰» اثر مشترک کاراکو و ویلیامز و مقاله «بازنگری دفاع موشکی» اثر کارکو اشاره کرد. در خصوص سامانه‌ها و قدرت پدافند هوایی ایران، مهدی علی‌نژاد در رساله دکتری خود با عنوان «طراحی الگوی آرایه‌های پدافندی زمین به هوا در مقابله با تهدیدات علیه مناطق و مراکز حیاتی و حساس در افق چشم‌انداز ۱۴۰۴» به موضوع قدرت دفاعی پدافند هوایی ایران و سلاح‌های استفاده شده از جانب ایران پرداخته است.

## یادداشت
1. ↑  صدام عموماً از موشک‌های فراگ ۷ و اسکاد بی در حمله به شهرهای ایران استفاده می‌کرد. (رک: یاری، «الزامات ژئوپلیتیک و ضرورت‌های راهبردی برنامه موشکی ایران»، آفاق امنیت.)
2. ↑  به انگلیسی: Iran's Ballistic-Missile and Space Program: An Assessment.
3. ↑  به انگلیسی: Iran's Ballistic Missile and Space Launch Programs
4. ↑  به انگلیسی: The Iranian Missile Threat
5. ↑  به انگلیسی:Missile Defense 2020: Next Steps for Defending the Homeland
6. ↑  به انگلیسی: The Missile Defense Review

### کتاب
- Byrne, Malcolm (2006). "IRAN-CONTRA AFFAIRS". Iranica (به انگلیسی). Iranica.
- Nikki R, Keddie (2003). Modern Iran: Roots and Results of Revolution (به انگلیسی). Yale University Press.
- Parsi, Trita (2007). Treacherous Alliance: The Secret Dealings of Israel, Iran, and the United States (به انگلیسی). Yale University Press.
- Razoux, Pierre (2015). The Iran-Iraq War (به انگلیسی).

### ژورنال
- ارغوانی پیرسلامی، فریبرز؛ پیران‌خو، سحر (۱۳۹۸). «تحول تکنولوژی موشکی ایران و پیامدهای منطقه‌ای آن». مطالعات خاورمیانه. تهران (۹۵): ۳۹–۶۶ – به واسطهٔ نورمگز.
- اسماعیلی، زهره (۱۳۹۲). «مبنای حقوقی محرومیت ایران در دریافت اس ۳۰۰». شهر قانون. تهران (۸): ۱۵۲–۱۵۳ – به واسطهٔ نورمگز.
- اصل شربیانی، مرتضی؛ سلطانی، فخرالدین (۱۳۹۵). «فناوری فضایی در جمهوری اسلامی ایران و قدرت ملی». مطالعات راهبردی علوم انسانی و اسلامی. یزد (۲): ۸۵–۱۰۴ – به واسطهٔ نورمگز.
- امیرشاه کرمی، مریم (۱۳۸۱). «دیدگاه و گزارش». مطالعات دفاعی و امنیتی. تهران (۳۳): ۲۲۳–۲۵۴ – به واسطهٔ نورمگز.
- باقری، ابراهیم؛ قیصری، محمد (۱۳۹۹). «ایالات متحده آمریکا و برساخت تهدید از برنامه دفاع موشکی ایران». پدافند غیر عامل و امنیت. تهران (۳۳): ۵–۳۱ – به واسطهٔ نورمگز.
- حق‌شناس، محمدرضا (۱۳۹۳). «نگاه دیگران؛ توان موشکی ایران و گزینه‌های راهبردی». دیده‌بان امنیت ملی. تهران (۳): ۷۵–۸۰ – به واسطهٔ نورمگز.
- حیدری، ناصرالدین (۱۳۹۳). «اثرات تهدیدزای گسترش سپر دفاع موشکی بر امنیت جمهوری اسلامی ایران». مطالعات راهبردی. تهران (۶۵): ۱۰۱–۱۳۴ – به واسطهٔ نورمگز.
- رضوی، سلمان (۱۳۸۵). «بررسی ریشه‌ها و روند جنگ ۳۳ روزه در عرصه‌های سیاسی و نظامی». مطالعات راهبردی جهان اسلام. تهران (۲۶): ۱۳۰–۱۴۴ – به واسطهٔ نورمگز.
- شاپوری، مهدی (۱۳۹۶). «امنیتی‌سازی توان موشکی ایران؛ اهداف، پیامدها و چشم‌انداز». دیده‌بان امنیت ملی. تهران (۲۵): ۵۱–۵۴ – به واسطهٔ نورمگز.
- غفاری، بهزاد (۱۴۰۰). «تبیین مؤلفه‌های اثرگذار بر بعُد فیزیکی ارتقای توان رزمی پدافند هوایی ج.ا. ایران جهت مقابله با تهدیدهای هوایی آینده». راهبرد دفاعی. تهران (۷۳): ۱۵۳–۱۸۴ – به واسطهٔ نورمگز.
- گروه مطالعات بین‌الملل (۱۳۹۴). «تحویل اس ۳۰۰ به ایران: دلایل و پیامدها». دیده‌بان امنیت ملی. تهران (۳۶ و ۳۷): ۴۹–۵۴ – به واسطهٔ نورمگز.
- مرادیان، محسن (۱۳۹۶). «حمله موشکی ایران به داعش در دیرالزور، پیام‌ها و پیامدها». دیده‌بان امنیت ملی. تهران (۶۴): ۳۳–۳۸ – به واسطهٔ نورمگز.
- معظمی گودرزی، پروین (۱۳۸۹). «بازتاب اقدام مسکو در عدم تحویل اس ۳۰۰ به ایران در محافل روسیه». رویدادها و تحلیل‌ها. تهران (۲۵۰): ۶۹–۷۵ – به واسطهٔ نورمگز.
- یاری، احسان (۱۳۹۸). «الزامات ژئوپلیتیک و ضرورت‌های راهبردی برنامه موشکی جمهوری اسلامی ایران در محیط آنارشیک نظام بین‌الملل». آفاق امنیت. تهران (۴۲): ۹۰–۱۱۴ – به واسطهٔ نورمگز.
- Brzoska, Michael (۱۹۸۷). "Profiteering on the Iran-Iraq War". Bulletin of the Atomic Scientists. 43 (به انگلیسی). Chicago: Educational Foundation for Nuclear Science (4).